# Invasion de l'Ukraine par la Russie
Cet article concerne le conflit armé. Pour la crise diplomatique ayant précédé le conflit, voir Crise diplomatique russo-ukrainienne de 2021-2022.
Pour un article plus général, voir Guerre russo-ukrainienne.
- Contrôlé par l'Ukraine
- Contrôlé par la Russie

Guerre russo-ukrainienne
Batailles
Offensive de Kiev (Jytomyr, Kiev) : 
- 1re Hostomel
- Tchernobyl
- Ivankiv
- Kiev
- 2e Hostomel
- Vassylkiv
- Boutcha
- Irpin
  - Bombardement de réfugiés
- Jytomyr
- Mochtchoun
- Makariv
- Brovary

Offensive du Nord (Tchernihiv, Soumy) :
- Hloukhiv
- Slavoutytch
- Bombardements
- Soumy
- Trostianets
- Tchernihiv
- Okhtyrka
- Lebedyn
- Konotop
- Romny
- Desna
- Escarmouches frontalières

Russie  (Briansk, Belgorod) :
- Incursions en Russie occidentale
  - Oblast de Briansk
  - Oblasts de Belgorod et de Koursk
    - Incursions de 2024

  - Bombardement de Belgorod
- Oblast de Koursk (août 2024)

Campagne de l'Est (Donetsk, Louhansk, Kharkiv)
Kharkiv :
- 1re Kharkiv
  - Tchouhouïv
  - Bombardements : en février
  - en mars
  - en avril
  - du bâtiment administratif
- Izioum
- 2e Kharkiv
  - Balaklia
  - 1re Koupiansk
  - Chevtchenkove
- 3e Kharkiv

Nord du Donbass:
- Starobilsk
- Sloviansk
  - Dovhenke
  - 1re Lyman
  - Sviatohirsk
  - Bohorodychne et Krasnopillia
  - Bombardements : Bilohorivka
  - Kramatorsk
- Sievierodonetsk
  - Kreminna
  - Donets
  - Roubijné
  - Popasna
  - Tochkivka
  - Massacre
- Lyssytchansk
- 2e Kharkiv
  - Balaklia
  - 1re Koupiansk
  - Chevtchenkove
  - 2e Lyman
- Oblast de Louhansk
  - Ligne Svatove-Kreminna
  - Serebryansky
  - 2e Koupiansk

 Centre du Donbass:
- Horlivka
- Popasna
- Svitlodarsk
- Bakhmout
  - Soledar
- Siversk
- Tchassiv Iar
- Toretsk
- Kourakhove
- Velyka Novossilka
- Novopavlivka

Sud du Donbass :
- Volnovakha
- Marioupol
  - Bombardements : de l'hôpital
  - du théâtre
  - de l'école d'art
- Pisky
- Vouhledar
  - Pavlivka
- Marïnka
- Contre-offensive de 2023
- Avdiïvka
- Novomykhaïlivka
- Pokrovsk
  - Krasnohorivka
  - Toretsk
- Bombardements :
- Makiïvka
- Donetsk

Campagne du Sud (Mykolaïv, Kherson, Zaporijjia)
- 1re Kherson
- Odessa
- Melitopol
- Mykolaïv
  - Bombardements : à fragmentation
  - du bâtiment administratif
- 1re Berdiansk
- Zaporijjia
- Tchornobaïvka
- Enerhodar
- Voznessensk
- Houliaïpole
- Davydiv Brid
- 2e Berdiansk
- Nova Kakhovka
- 2e Kherson
  - Doudtchany
- Dniepr
- Tchoulakivka
- Contre-offensive de 2023
  - Robotyne

Frappes aériennes dans l'Ouest et le Centre de l'Ukraine
- Lviv (02/2022)
- Vinnytsia (03/2022)
- Yavoriv (03/2022)
- Deliatyne (03/2022)
- Dnipro
- Rivne

Guerre navale
- Île des Serpents (02/2022)
- Moskva (04/2022)

Attaques en Crimée
- Novofedorivka (08/2022)
- Djankoï (08/2022)
- Pont de Crimée (10/2022)
- Base navale de Sébastopol (10/2022)
- Pont de Crimée (07/2023)
- Base navale de Sébastopol (09/2023)

Débordement
- Aéroport de Millerovo
- Sabotages en Russie
- Attaques en Transnistrie
- Sabotage des gazoducs Nord Stream
- Terrain d'entraînement militaire de Soloti
- Explosions en Pologne
- Bases aériennes de Dyagilevo et Engels-2
- Base aérienne de Minsk-Matchoulichtchi
- Crise russo-moldave de 2023
  - Accusations de tentative de coup d'État en Moldavie
- Incident de drone de 2023 en mer Noire
- Rébellion du groupe Wagner

Massacres
- Tchernihiv
- Boutcha
- Borodianka
- Olenivka
- Izioum

L'invasion de l'Ukraine par la Russie est un conflit déclenché le 24 février 2022 par ordre du président russe Vladimir Poutine, à partir de la Russie, de la Biélorussie et des territoires ukrainiens occupés par les Russes depuis le début de la guerre russo-ukrainienne en 2014, à savoir la Crimée (annexée par la Russie) et les républiques populaires autoproclamées de Donetsk et de Lougansk.
L'invasion intervient huit ans après le déclenchement de la guerre russo-ukrainienne qui suit l'annexion de la Crimée par la Russie, ainsi que le début de la guerre du Donbass à partir du printemps 2014 ; ces actions sont nées de l'opposition russe au mouvement Euromaïdan de 2013-2014. En 2021, les tensions s'intensifient, dégradant fortement les relations entre l'OTAN et la Russie, d'abord par le renforcement du dispositif militaire russe à la frontière ukrainienne avec la Russie et la Biélorussie ainsi qu'en Crimée sous occupation russe, puis, le 21 février 2022, par la reconnaissance russe de l'indépendance des républiques populaires de Donetsk et de Lougansk, deux zones séparatistes de la région du Donbass, dans l'est de l'Ukraine. Après une incursion des Forces armées russes dans le Donbass, une offensive générale aérienne, maritime et terrestre est déclenchée sur l'ensemble du territoire ukrainien le 24 février.
Malgré la chute de Kherson dans les premiers jours de l'invasion, les Ukrainiens repoussent les offensives russes contre Kyiv, contre Kharkiv et contre le nord. Ils retardent l'avancée des Russes avec les défenses prolongées de Marioupol et de Sievierodonetsk, contrecarrant les projets russes d'une victoire rapide et transformant à terme le conflit en guerre d'usure.
À la fin de l'été 2022, les Russes occupent des parties de cinq oblasts d'Ukraine. Cherchant à couper l'Ukraine de son accès à la mer, les Russes prennent le contrôle de la côte de l'Ukraine continentale sur la mer d'Azov ; cependant leur avancée vers Odessa et le Danube, le long de la côte de la mer Noire, est entravée par leur incapacité à s'emparer rapidement de Mykolaïv ou à tenir l'île des Serpents.
À son déclenchement, cette invasion est considérée comme la plus importante opération militaire qu'ait connue l'Europe depuis la fin de la Seconde Guerre mondiale. Cette invasion est qualifiée par les observateurs de guerre d'agression contre l'Ukraine, et la Russie est dénoncée par la plupart des pays occidentaux ainsi que par le G7, et par la grande majorité de la communauté internationale. Une série sans précédent de sanctions est progressivement mise en place contre la fédération de Russie, tandis que plusieurs pays, parmi lesquels des États membres de l'OTAN et des États membres de l'Union européenne, apportent leur aide à l'Ukraine attaquée en fournissant notamment du matériel militaire, de la nourriture, du matériel médical et d'importantes aides financières. La solidarité européenne s'exprime également par l'accueil d'une partie des plus de 5 millions de réfugiés ukrainiens, l'autre partie allant en Russie. En préalable aux discussions ou négociations, le gouvernement russe exige le renversement du gouvernement ukrainien, ce qu'il appelle la « dénazification » de l'Ukraine, la dissolution de son armée, la neutralité du pays, la reconnaissance de l'appartenance de la Crimée à la Russie et l'indépendance des deux « républiques populaires » du Donbass dont les séparatistes ne contrôlaient qu'une partie depuis 2014.
De nombreux crimes de guerre sont commis par les forces russes, notamment des frappes visant délibérément les populations civiles dans les villes encerclées, ainsi que des massacres de civils (comme dans les environs de Kyïv), découverts après le retrait des forces russes. Ce repositionnement russe à l'est et au sud est destiné à conquérir l'intégralité du Donbass et créer une continuité territoriale le long de la côte de la mer d'Azov, jusqu'à la péninsule de Crimée annexée par la Russie en 2014, voire jusqu'à Odessa et au-delà, pour rejoindre la république séparatiste russophone autoproclamée de Transnistrie.
En Russie, l'invasion est officiellement appelée « opération militaire spéciale ». Dans le cadre de la propagande d'État et du strict contrôle du récit imposé à la population, l'utilisation de plusieurs mots est réprimée par la loi et passible de prison, tandis que les réseaux sociaux sont censurés, tout comme l'ensemble des médias. Plusieurs de ces derniers qui ne sont pas dans la ligne du régime ont dû fermer. La Russie qualifie en outre cette invasion de guerre préventive visant à freiner l'extension de l'OTAN à ses frontières, et ce afin de préserver son intégrité et l'équilibre des forces internationales,.
L'invasion a des répercussions internationales, aussi bien dans la crise énergétique mondiale de 2021-2023 que dans la crise alimentaire de 2022. En septembre 2022, après une contre-offensive de l'armée ukrainienne qui lui a permis de reconquérir plusieurs milliers de kilomètres carrés dans la région de Kharkiv, Vladimir Poutine décrète la « mobilisation partielle » de la population masculine russe, tandis que des référendums sont organisés à la hâte dans quatre régions occupées de l'est et du sud ukrainiens. Ceux-ci, reconnus comme fictifs et illégaux par la communauté internationale, débouchent sur un processus d'annexion au territoire russe et sur la menace russe de les défendre comme telles, en n'excluant pas l'usage de l'arme nucléaire. La seule capitale régionale occupée (puis annexée) par la Russie, Kherson, est reprise en novembre par les forces ukrainiennes. Le même mois et le suivant, la Russie mène une intense campagne de bombardements sur toutes les infrastructures civiles (électricité, eau) du pays.
En 2023, Vladimir Poutine est poursuivi pour crimes de guerre par la Cour pénale internationale. Une contre-offensive ukrainienne commencée en juin échoue en novembre malgré l'arrivée d'équipements militaires occidentaux dont des chars, les Russes ayant construit d'importantes infrastructures défensives. L'armée russe reprend localement l'offensive sur Avdiïvka dont elle s'empare en février 2024 après le retrait des troupes ukrainiennes. Début 2024, le conflit est considéré comme étant dans une impasse.

## Contexte

### Ukraine et Russie, nouveaux pays

#### Dislocation de l'URSS et conséquences
Avant la dislocation de l'Union soviétique, la république socialiste fédérative soviétique de Russie conclut, le 19 novembre 1990, avec la république socialiste soviétique d'Ukraine un traité de reconnaissance mutuelle de la souveraineté de chaque État, puis un accord de reconnaissance des frontières ukrainiennes par la Russie entériné par les accords d'Alma-Ata du 21 décembre 1991 et l'accord établissant la Communauté des États indépendants. Après la dislocation en 1991, l'Ukraine et la Russie continuent à entretenir des liens étroits. En 1994, l'Ukraine accepte d'abandonner son arsenal nucléaire et signe en échange le mémorandum de Budapest assurant le respect de son intégrité territoriale et de son indépendance politique par la Russie,. Cinq ans plus tard, la Russie est l'un des signataires de la charte de sécurité européenne, où sont notamment affirmés l'inviolabilité des frontières et des territoires, ainsi que « le droit naturel de tout État participant de choisir ou de modifier librement ses arrangements de sécurité, y compris les traités d'alliance, en fonction de leur évolution »,. Le 31 mai 1997, un traité d'amitié russo-ukrainien est signé, réaffirmant un engagement bilatéral à « respecter l'intégrité territoriale et l'inviolabilité des frontières », plus contraignant que le mémorandum qui incluait d'autres pays et ne créait pas d'obligation réciproque. D'autres traités bilatéraux sont signés après 2000, comme l'accord sur la frontière entre l'Ukraine et la Russie du 29 janvier 2003 ou encore les accords concernant la flotte de la mer Noire, donnant à la Russie des droits de location sur des bases en Crimée, ce qui implique de facto une reconnaissance de la souveraineté de l'Ukraine sur la péninsule.

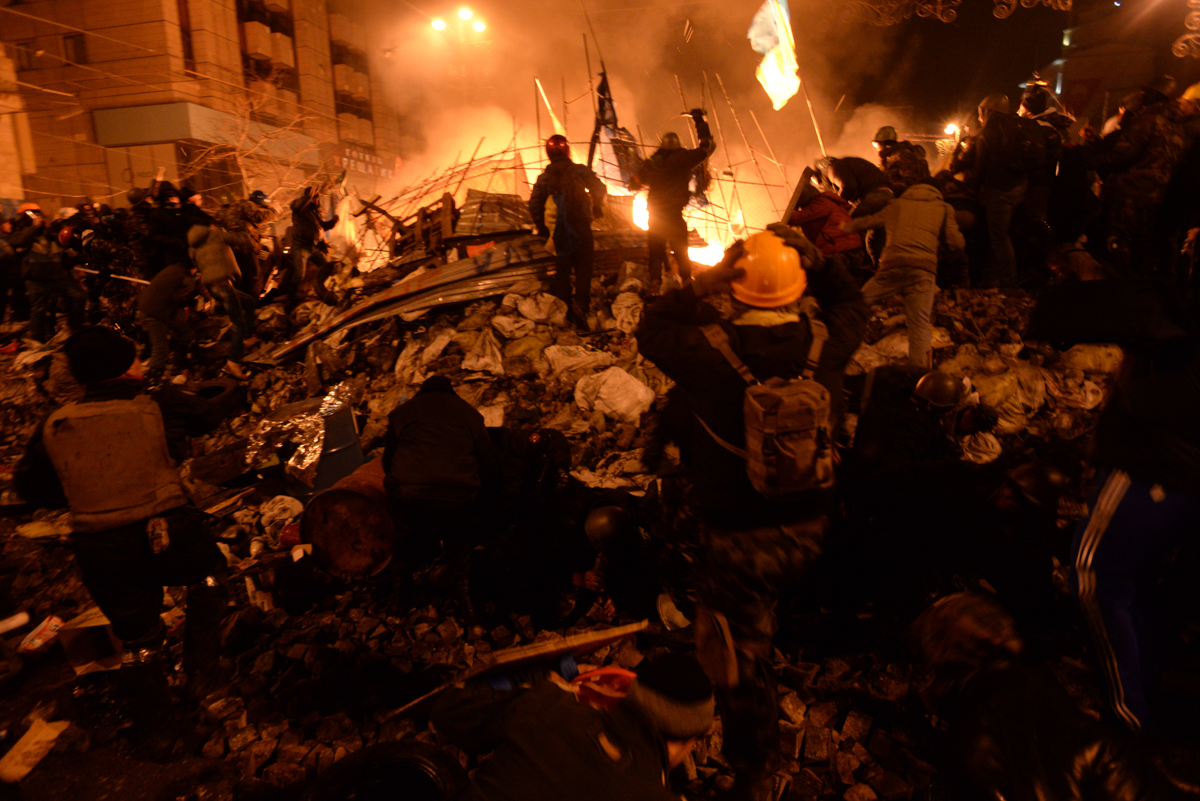
La révolution de 2 2014, en Ukraine.

Bien que l'Ukraine soit un pays indépendant reconnu depuis 1991, elle est perçue par les dirigeants russes comme faisant partie de leur sphère d'influence en raison du fait qu'elle est une ancienne république constitutive de l'Union des républiques socialistes soviétiques (URSS). En 2008, le président russe Vladimir Poutine se prononce contre l'adhésion des anciennes républiques socialistes soviétiques de l'URSS à l'Organisation du traité de l'Atlantique nord (OTAN). Les États-Unis sont favorables à l'adhésion de l'Ukraine, tandis que d'autres pays, notamment la France et l'Allemagne, s'y montrent réticents à la suite de la deuxième guerre d'Ossétie du Sud, qui avait éclaté cette même année en Géorgie.

#### Évolution des relations entre la Russie et l'Ukraine après Euromaïdan
Après des semaines de manifestations de grande ampleur lors du mouvement Euromaïdan (entre 2013 et 2014), la situation se durcit lors de la révolution ukrainienne de 2014 : plus de 80 morts le 20 février lors de la répression des manifestations place de l'Indépendance à Kyïv. Viktor Ianoukovytch, le président ukrainien prorusse de l'époque, et les dirigeants de l'opposition parlementaire ukrainienne signent, le 21 février 2014, un accord de règlement prévoyant des élections anticipées. Mais le lendemain, Ianoukovytch fuit Kyïv après un vote du parlement ukrainien le destituant de sa fonction présidentielle.
Cependant, les dirigeants de certaines régions russophones de l'est de l'Ukraine déclarent rester fidèles à Ianoukovytch, ce qui provoque des manifestations. L'abrogation, le 23 février 2014, de la loi de 2012 sur les langues régionales, retirant le statut de langue officielle à de nombreuses langues dont le russe dans 13 des 27 régions, provoque un émoi dans ces communautés russophones de par leur attachement culturel à la Russie, menant à la création de « brigades d'autodéfense » en opposition avec les brigades révolutionnaires à Kyïv.
Ces événements sont suivis par l'annexion de la Crimée par la Russie en mars 2014. Ensuite vient la guerre du Donbass, qui débute en avril 2014 avec la création des républiques populaires de Donetsk (la RPD) et de Lougansk (la RPL) par des forces séparatistes qui s'autoproclament État, et qui sont soutenues militairement par la Russie,, marquant ainsi le début du conflit russo-ukrainien.
Les deux pays ont accru leurs dépenses militaires depuis 2014. Elles pesaient en 2021 pour 4,1 % du PIB en Russie et pour 3,2 % en Ukraine, soit une hausse de 72 % depuis 2014 pour ce pays.

#### Évolution des relations après l'arrivée au pouvoir du président Zelensky
Le 9 décembre 2019, le président de la République française Emmanuel Macron réunit au palais de l'Élysée à Paris, le président de l’Ukraine Volodymyr Zelensky, le président de la fédération de Russie Vladimir Poutine, et la chancelière de la République fédérale d’Allemagne Angela Merkel, pour relancer le processus de paix dans le Donbass, dans une configuration de format Normandie. Au terme de cette journée, le président ukrainien Volodymyr Zelensky avait regretté le peu d'avancées obtenues : « Pour moi, je le dis honnêtement, c'est très peu : je voudrais résoudre un plus grand nombre de problèmes », de son côté, Vladimir Poutine s'était voulu plus optimiste, saluant un « pas important » vers une désescalade.
Le 14 septembre 2020, le président ukrainien Volodymyr Zelensky approuve une nouvelle stratégie de sécurité nationale de l'Ukraine qui prévoit « le développement du partenariat distinctif avec l'OTAN avec pour objectif l'adhésion à l'OTAN ». Le 24 mars 2021, il signe un décret approuvant la « stratégie de désoccupation et de réintégration du territoire temporairement occupé de la république autonome de Crimée et de la ville de Sébastopol ».
En juillet 2021, Poutine publie un essai intitulé De l'unité historique des Russes et des Ukrainiens, dans lequel il réaffirme son opinion que les Russes et les Ukrainiens sont « un seul peuple » (Nation de tous les Russes). L'historien américain Timothy Snyder qualifie les idées de Poutine d'impérialistes. Le journaliste britannique Edward Lucas les décrit comme du révisionnisme historique. D'autres observateurs arguent que le dirigeant russe a une vision déformée de l'Ukraine moderne et de son histoire,,.

### Concentration de troupes aux frontières

#### Alertes des États-Unis
En octobre 2021, les services de renseignement américains et britanniques informent leurs alliés européens de « la possibilité d'une intervention russe en Ukraine », sans toutefois partager les preuves avant qu'une décision de la Maison-Blanche n'entérine la création d'un processus de collaboration avancé à la mi-novembre entre les agences de renseignement américaines, britanniques, françaises, allemandes et italiennes. Ce « groupe des cinq » se réunit régulièrement avec comme membres Simon Gass (en) pour les services britanniques (Joint Intelligence Committee), Avril Haines comme directeur du renseignement national américaine (DNI), Elisabetta Belloni du Département de l'information pour la sécurité italien, Laurent Nuñez de la Coordination nationale du renseignement et de la lutte contre le terrorisme (CNRLT) française et Johannes Geismann chargé des services de renseignement allemands. Le 3 décembre 2021, des documents du renseignement américain fuitent dans la presse. Selon un article du Washington Post publié en août 2022, le directeur de la Central Intelligence Agency, William Joseph Burns, déclare au président Zelensky le 12 janvier 2022 que l'invasion russe commencerait par une attaque contre l'aéroport de Hostomel. Selon Burns, la bataille de Kyïv débuterait à Hostomel, dont les pistes accueillent des avions de transport militaire lourds pouvant transporter de nombreux soldats russes,. Le 13 janvier 2022, le cercle de réflexion Center for Strategic and International Studies publie une analyse d'un possible plan d'invasion de l'Ukraine par la Russie, fondé sur des images satellitaires montrant les positions des forces russes, et détaillant la possibilité qu'un des axes de l'offensive emprunte le territoire biélorusse.
Entre mi-janvier et mi-février 2022, le gouvernement des États-Unis alerte publiquement et régulièrement au sujet d'une possible invasion imminente de l'Ukraine par la Russie, détaillant qu'elle « commencerait probablement par des bombardements aériens et des tirs de missiles qui pourraient évidemment tuer des civils », voire qu'elle pourrait inclure un « assaut rapide », et conseillant à l'Ukraine de « se préparer à des jours difficiles »,,. Dans le groupe des cinq, les renseignements américains communiquent à leurs homologues qu'ils s'attendent à une attaque lorsque les conditions météorologiques seront favorables aux Russes, c'est-à-dire lorsqu'il fera froid. Cette prévision se révélera parfaitement juste. Les Européens restent sceptiques quant à cette possibilité, estimant qu'une résolution diplomatique est encore possible, même après la reconnaissance de l'indépendance des républiques séparatistes du Donbass et de Lougansk par la Russie le 21 février 2022,,, ce que le journal Der Spiegel qualifie de « diplomatie de dernière minute ». Même l'Ukraine, par la voix de Zelensky, dénonce le 12 février 2022 les avertissements américains anxiogènes, déclarant « qu'aucune information certaine à 100 % » ne leur est parvenue. D'après le chef d'état-major des armées françaises Thierry Burkhard, il y a eu des divergences entre les renseignements français et anglo-saxons, les premiers pensant que le coût pour les Russes d'une conquête militaire de l'Ukraine serait bien trop élevé, et que ceux-ci avaient d'autres options qu'ils privilégieraient,. Pour plusieurs analystes, le manque de réceptivité des Européens vis-à-vis des alertes répétées des Américains et Britanniques peut s'expliquer par la communication anglo-saxonne autour de leurs précédentes guerres, notamment de la guerre d'Irak, déclenchée sur un mensonge concernant la présence d'armes de destruction massive,,. Pour Dominic Grieve, ancien président du comité parlementaire chargé du contrôle des services de renseignement britanniques (ISC), la justesse des prédictions des plans du gouvernement russe par les renseignements anglo-saxons s'explique par leur rapprochement antérieur à celui des Européens avec l'Ukraine. Toutefois, certaines prédictions américaines ne se sont pas réalisées, par exemple la chute rapide de l'Ukraine, la participation directe de la Biélorussie au conflit ou des essais russes d'armes nucléaires à la frontière.
De son côté, la Russie dément à plusieurs reprises tout projet d'invasion de l'Ukraine,,. Le 9 décembre 2021, Valeri Guerassimov, le chef de l'État-major général des forces armées russes, déclare que : « Les informations diffusées dans les médias faisant état d'une prétendue invasion imminente de l'Ukraine par la Russie sont un mensonge ». Le 17 février 2022, une semaine seulement avant le début de l'offensive, le ministère russe des Affaires étrangères déclare : « Aucune « invasion russe » de l'Ukraine, qu'annoncent depuis l'automne dernier des responsables américains et leurs alliés, n'a lieu et n'est prévue ».

#### Préparations stratégiques
En préparation de l'invasion, les Russes commencent une reconnaissance satellite détaillée de l'Ukraine à partir de la mi-2021:25.
À la mi-janvier 2022, la Russie et la Biélorussie amassent des troupes pour une nouvelle série d'exercices militaires conjoints à la frontière ukrainienne le mois suivant,, dont des tests de missiles. Des vidéos témoignant de mouvements de troupes et d'armes lourdes russes en direction de la frontière ukrainienne circulent sur les réseaux sociaux.
Le 22 janvier, The Times rapporte que le chef de l'Opération des forces conjointes, le lieutenant-général Oleksandr Pavliouk, a déclaré au journaliste britannique Anthony Loyd (en) à Popasna que les Russes commenceraient l'invasion le 20 février. Les exercices militaires conjoints russo-biélorusses doivent se terminer à cette date, tout comme les Jeux olympiques d'hiver de 2022 à Pékin ; selon The Times, Poutine ne souhaite peut-être pas gâcher le spectacle de son allié chinois potentiel. Selon Pavliouk, les Russes avaient déjà déployé 54 groupes tactiques de bataillon (BTG), et Kyïv est désormais à portée de certains des 36 systèmes de missiles balistiques à courte portée Iskander dont ces BTG sont équipés. Pavliouk déclare que les Russes attaqueront probablement depuis plusieurs directions afin de s'emparer de huit régions orientales de l'Ukraine et de couper l'accès à la mer Noire. Une telle invasion — occupant les villes de Kharkiv, Odessa et Dnipro — donnerait à la Russie la plupart des capacités militaires et industrielles de l'Ukraine.
Pavliouk affirme que la Russie subirait de lourdes pertes, car les Ukrainiens sont prêts à résister. Il affirme qu'un demi-million d'Ukrainiens avaient jusqu'alors souffert de la guerre, ont déjà beaucoup perdu dans la guerre du Donbass, et étaient prêts à combattre les Russes « à mains nues ». Pavliouk lui-même commande 52 000 soldats dans le cadre de l'Opération des forces conjointes et déclare que 100 000 volontaires ukrainiens étaient prêts à rejoindre la Force de défense territoriale. En référence à la décision de l'Allemagne de bloquer la fourniture d'armes à l'Ukraine par le biais de l'Agence OTAN de soutien et d'acquisition, Pavliouk critique la réponse des nations européennes aux plans d'invasion russes — la comparant à la réticence des nations européennes à agir en 1939 — et déclarant que le Royaume-Uni et les États-Unis avaient été les seuls alliés indéfectibles de l'Ukraine. Dans le cas d'une victoire russe, Pavliouk prédit une invasion russe des pays baltes et la fin de l'Union européenne.
Fin janvier, le gouvernement chinois nie officiellement avoir demandé au gouvernement russe de retarder son invasion de l'Ukraine jusqu'après le 20 février 2022, date à laquelle les Jeux olympiques se termineraient,,,,.
Le 11 février 2022, les dirigeants européens et américains estiment alors que plus de 100 000 soldats russes sont massés près de la frontière ukrainienne, ce que les Américains voient comme une préparation de l'armée russe à l'invasion de l'Ukraine,. Face à l'augmentation de tension à la frontière, les Britanniques ainsi que les pays baltes envoient, avec l'accord des États-Unis, plus de 850 millions de dollars de missiles et autres armes américaines à l'Ukraine fin janvier 2022,.
Dans ce contexte, les États-Unis envoient un premier contingent de soldats en Pologne en renfort pour défendre les pays de l'OTAN « contre toute agression » le 5 février 2022,, puis d'autres contingents de 7 000 soldats parmi les alliés de l'OTAN en Europe de l'Est le 24 février.

#### Évacuation des républiques de Donetsk et Lougansk
Le 16 février 2022, le chef de la république populaire de Donetsk (RPD), Denis Pouchiline, enregistre une vidéo annonçant l'évacuation de la RPD, en raison d'une prétendue attaque ukrainienne imminente. La vidéo n'est pas publiée. Le même jour, Leonid Passetchnik, chef de la république populaire de Lougansk (RPL), enregistre une vidéo similaire annonçant l'évacuation du territoire séparatiste,. Le 18 février Pouchiline et Passetchnik publient les vidéos enregistrées le 16 février, avec leurs métadonnées originales,. Selon BBC News et Libération, le pré-enregistrement par les autorités pro-russes des vidéos annonçant l'évacuation laisse penser que l'escalade précédant l'invasion russe aurait été planifiée à l'avance,,.

#### Incidents précurseurs
Le 19 février 2022, la Russie prétexte une agression ukrainienne après qu'un présumé ou prétendu obus d'artillerie ukrainien a atterri dans la région russe de Rostov près de la frontière russo-ukrainienne, alors que les deux pays sont entrés dans une crise diplomatique.
Le 21 février, le gouvernement russe affirme que les bombardements ukrainiens ont détruit une installation frontalière du Service fédéral de sécurité de la fédération de Russie (FSB), à la frontière russo-ukrainienne et que les forces russes ont abattu cinq soldats ukrainiens qui tentaient de franchir la frontière. L'Ukraine nie être impliquée dans les deux incidents et les a qualifiés d'opérations sous fausse bannière.
Le même jour, dans un discours précédant l'invasion russe de l'Ukraine, Poutine développe sa vision de l'Histoire niant l'existence d'une identité ukrainienne, l'Ukraine moderne ayant à ses yeux « été entièrement créée par la Russie, plus précisément par l'URSS. Lénine, Staline, Khrouchtchev ont successivement façonné l'Ukraine en arrachant à la Russie des parties de son territoire historique », expose-t-il. Ses allégations, comme le prétendu « génocide » des populations russophones du Donbass, « la volonté de l'Ukraine de se doter de l'arme nucléaire », « la volonté de l'OTAN d'y intégrer l'Ukraine, menaçant la sécurité de la Russie » et le fait de comparer l'Ukraine à un « pays à dénazifier » (en référence aux faits de collaboration en Ukraine durant la Seconde Guerre mondiale et à l'actuelle milice ukrainienne du régiment Azov,), relèvent du pur mensonge selon le chercheur Jean-Sylvestre Mongrenier de l'Institut Thomas-More. Celui-ci explique que Poutine se pose de longue date en « rassembleur des terres russes » et qu'il « veut s'emparer de territoires autrefois conquis et dominés, en dépit du fait que les États post-soviétiques sont reconnus sur le plan international et représentés à l'Organisation des Nations unies ». À son apogée, le Régiment Azov aurait compté jusqu'à 4 000 membres, le parti d'extrême-droite Svoboda soupçonné d'être néonazi n'a récolté que de très faibles suffrages aux élections législatives de 2019, au profit de la victoire historique de Zelensky, d'origine juive.

#### Reconnaissance russe de l'indépendance de la RPD et de la RPL
Le 22 février, ayant officiellement reconnu les deux républiques populaires comme indépendantes, Poutine ordonne aux forces armées russes d'entrer ouvertement en Ukraine pour « maintenir la paix ». Le 22 février marque le huitième anniversaire d'une réunion nocturne en 2014, au cours duquel Poutine prétendra plus tard s'être résolu à envahir l'Ukraine pour opérer « le retour » de la Crimée par la force des armes,. La date était également le jour où le président ukrainien pro-Poutine avait fui Kiev et avait été démis de ses fonctions par le parlement ukrainien lors de la révolution ukrainienne de 2014. Le 27 décembre 2021, Vladimir Jirinovski déclarant à la Douma d'État que l'année à venir « ne sera pas une année pacifique, ce sera l'année où la Russie redeviendra une puissance », a prédit précisément que l'attaque russe commencerait à quatre heures du matin du 22 février 2022,.

## Forces en présence

### Ukraine
Selon la publication spécialisée The Military Balance, l'Ukraine se classe, pour ce qui est de l'importance de ses forces armées, au deuxième rang des pays de l'ex-URSS avec 196 000 militaires au début de 2022, 4,5 fois inférieure à la Russie et trois fois supérieure à l'Azerbaïdjan, qui occupe la troisième place. Concernant l'effectif total des forces armées, les forces terrestres comptent environ 125 600 soldats, les troupes d'assaut aéroportées 20 000, l'armée de l'air 35 000 et la marine 15 000. Selon le New York Times, les Forces armées ukrainiennes sont parmi les plus importantes d'Europe. Elles comprennent 70 000 militaires d'active et 100 000 réservistes et membres des forces de défense territoriale, dont au moins 100 000 militaires sont des anciens combattants, et 27 000 formés par des spécialistes américains, selon Business Insider, notamment sur la conduite de la guérilla.
Selon The Military Balance, fin 2021-début 2022, l'Ukraine avait de 124 à 132 avions militaires, de 46 à 55 hélicoptères et 3 309 véhicules blindés de combat en service.
Le budget militaire de l'Ukraine pour 2022 était d'environ 5 milliards de dollars, soit 10 fois moins que celui de la Russie.
Sur l'année 2022, l’Ukraine a multiplié par sept ses dépenses militaires, qui ont bondi à 44 milliards de dollars. Elle a également pu compter sur plusieurs dizaines de milliards de donations d’armement venues de l’étranger.
Entre la fin d'année 2023 et avril 2024, face à la préparation à de nouvelles offensives par la Russie, qui a une force de mobilisation plus importante que l'Ukraine, ainsi que l'épuisement du vivier des personnes mobilisées depuis février 2022, une loi est adoptée le 2 avril 2024 abaissant l'âge de mobilisation de 27 à 25 ans permettant de mobiliser 200 000 hommes supplémentaires.

### Russie
À la fin de 2021 et au début de 2022, les forces armées de la fédération de Russie comptaient environ 900 000 personnes en service actif, dont 280 000 dans les forces terrestres, 45 000 dans les forces aéroportées et 165 000 dans les Forces aérospatiales. Les troupes internes[pas clair] et autres formations militaires et paramilitaires compteraient 410 000 hommes[réf. nécessaire]. Le nombre total de la réserve est de deux millions de personnes.
Selon le site Internet Global Firepower Index, la Russie se classe au premier rang mondial quant au nombre de chars (plus de 13 000), de pièces d'artillerie automotrices (plus de 6 000) et de systèmes de missiles (environ 4 000). Les données de The Military Balance donnent les estimations suivantes du volume d'équipements militaires en service dans le pays :
- avions militaires : de 1 172 à 1 391 ;
- hélicoptères : de 821 à 948 ;
- véhicules blindés de combat : plus de 15 847 ;
- artillerie : plus de 4 894.

Le budget militaire de la fédération de Russie pour 2022 était de 48 milliards de dollars.
Sur l'année 2022, les dépenses militaires russes ont progressé de 9,2 %, selon les estimations.
Selon la BBC, environ 35 000 soldats russes sont déployés aux frontières avec l'Ukraine en temps normal. Cependant, au 23 février 2022, la Russie a concentré près des frontières de l'Ukraine (y compris sur le territoire de la Biélorussie et en Crimée), de 169 à 190 000 soldats selon les États-Unis et 149 000 selon le ministre de la Défense de l'Ukraine. Le 28 février, le représentant officiel du ministère de la Défense de la fédération de Russie, Igor Konachenkov, a déclaré que seuls les militaires de carrière participent aux hostilités, mais le 9 mars, il a admis que plusieurs conscrits avaient été capturés par les autorités ukrainiennes, tout en affirmant que la plupart avaient été ramenés en territoire russe.
Le 26 mars, l'Ossétie du Sud fait savoir qu'elle envoie des troupes pour combattre aux côtés des Russes.
Selon l'Institut pour l'étude de la guerre (ISW) en juillet 2022, le recrutement de bataillons de volontaires russes était en cours pour reconstituer les forces russes en Ukraine sans mobilisation générale en Russie. Au 21 juillet 2022, l'Ossétie du Nord-Alanie avait déjà déployé un bataillon de volontaires en Ukraine et la Tchétchénie avait déployé plus d'un de ces bataillons. Le kraï du Primorié entraînait un bataillon de volontaires. Le Tatarstan, la Bachkirie, le kraï de Perm et l'oblast de Tcheliabinsk entraînaient déjà plusieurs de ces bataillons, tandis que la Tchouvachie, le kraï de Krasnoïarsk, l'oblast de Nijni Novgorod, l'oblast de Koursk et l'oblast de Mourmansk avaient tous annoncé le début du recrutement de leurs propres bataillons.
Après avoir révélé en décembre 2023 que 617 000 soldats russes sont mobilisés en Ukraine, Vladimir Poutine déclare à la télévision russe, en juin 2024, que 700 000 hommes russes sont mobilisés en Ukraine.

#### Mobilisation
Dans la matinée du 21 septembre 2022, un discours pré enregistré de Vladimir Poutine est diffusé, dont la principale annonce est une « mobilisation partielle » des citoyens réservistes. Le gouvernement russe entend mobiliser 300 000 réservistes (sur un potentiel de 25 000 000 mobilisables) ; les hommes ayant une formation spécialisée (tankistes, servants de pièces anti-aériennes…) seront mobilisés en priorité,. La veille, en vertu d'amendements adoptés par la Douma, la loi prévoit désormais dix ans de prison pour les citoyens qui ne répondent pas à l'ordre de mobilisation. Et la même peine pour ceux qui se rendent sans combattre.

### Républiques séparatistes du Donbass
L'effectif des forces armées de la RPD au début de 2022, selon The Military Balance, était de 20 000 personnes ; pour la RPL, 14 000 personnes. Les troupes des deux républiques quasi-étatiques disposaient de véhicules blindés de combat, d'artillerie et de lance-roquettes, ainsi que de systèmes de défense aérienne. Selon la partie ukrainienne, entre fin 2019 et mi-2020, la RPD et la RPL étaient armées de :
- plus de 480 chars ;
- 914 véhicules blindés de combat ;
- 720 pièces d'artillerie et mortiers ;
- plus de 200 systèmes de lance-roquettes multiples.

### Russie et alliés
|                                                   | Russie (président Vladimir Poutine) | RPD (président Denis Pouchiline)            | RPL (président Leonid Passetchnik)          |
| ------------------------------------------------- | --- | ------------------------------------------- | ------------------------------------------- |
| Ministère de la défense · (Sergueï Choïgou)       | - Forces armées russes (Valeri Guerassimov), · dont marine, forces terrestres, aéroportées et aérospatiales - GRU - Forces spéciales de la direction principale de l'état-major général des forces armées russes |                                             |                                             |
| Ministère de l'intérieur · (Vladimir Kolokoltsev) | - Police de Russie, répression des manifestations russes |                                             |                                             |
| Forces supplémentaires                            | - Garde nationale russe (Rosgvardia) - Vityaz - Rosich (ru) - Peresvet (ru) - Kadyrovtsy - Service fédéral de sécurité - Groupe Alpha - Ossétie du Sud-Alanie - Forces paramilitaires russes dont le groupe Wagner - Armées alliées : - Armée populaire de Corée (sous bannière Russe) - Forces armées iraniennes (aide à l'utilisation des drones) - Houthis | Forces séparatistes de la guerre du Donbass | Forces séparatistes de la guerre du Donbass |

### Ukraine et alliés
|                                              | Ukraine (président Volodymyr Zelensky) | Volontaires étrangers |
| -------------------------------------------- | --- | --- |
| Ministère de la Défense (Oleksiy Reznikov)   | - Forces armées ukrainiennes (Colonel général Oleksandr Syrsky) dont marine, forces terrestres, aérienne, d'assaut aérien, de défense territoriales et d'opérations spéciales. - Direction générale du renseignement | - Légion internationale pour la défense territoriale de l'Ukraine                                                                           |
| Ministère de l'Intérieur (Denys Monastyrsky) | - Garde nationale de l'Ukraine - Service national des gardes-frontières d'Ukraine - Garde maritime ukrainienne - Police nationale ukrainienne                                                                        | |
| Forces supplémentaires                       | - Service de sécurité d'Ukraine - Forces paramilitaires - Milice citoyenne ukrainienne | - Légion géorgienne - Bataillon Djokhar Doudaïev - Bataillon Cheikh Mansour - Régiment Kastous-Kalinowski - Légion « Liberté de la Russie » |

### Comparatif des pertes militaires matérielles

#### Selon Oryx
Cette liste ne comprend que les véhicules et équipements détruits pour lesquels des preuves photographiques ou vidéographiques sont disponibles. Par conséquent, la quantité d'équipements détruits est supérieure à celle enregistrée ici. Les armes légères, les missiles antichars, les MANPADS, les munitions, les véhicules civils, les remorques et les équipements abandonnés (y compris les aéronefs) ne figurent pas dans cette liste.
| Pertes au 4 juin 2025     | Pertes au 4 juin 2025                                  | Pertes au 4 juin 2025     |
| Russie et alliés (21 999) | Équipements                                            | Ukraine et alliés (9 040) |
| ------------------------- | ------------------------------------------------------ | ------------------------- |
| 4 030                     | Chars                                                  | 1 195                     |
| 2 162                     | Véhicules blindés de combat                            | 464                       |
| 6 004                     | Véhicules de combat d'infanterie                       | 1 380                     |
| 667                       | Véhicules blindés de transport de troupes              | 990                       |
| 60                        | Véhicules blindés de haute protection contre les mines | 602                       |
| 389                       | Véhicules de transport de troupes                      | 951                       |
| 302                       | Postes de commandement et postes de communication      | 52                        |
| 662                       | Véhicules et équipements du génie                      | 247                       |
| 6                         | Véhicule terrestre sans pilote                         | 1                         |
| 47                        | Systèmes de missiles antichars automoteurs             | 18                        |
| 140                       | Véhicules et équipements de soutien d'artillerie       | 31                        |
| 472                       | Artillerie tractée                                     | 240                       |
| 944                       | Artillerie automotrice                                 | 564                       |
| 497                       | Lance-roquettes multiples                              | 87                        |
| 62                        | Canons antiaériens                                     | 7                         |
| 27                        | Canons antiaériens automoteurs                         | 39                        |
| 333                       | Systèmes de missiles sol-air                           | 171                       |
| 104                       | Radars et équipements de communication                 | 137                       |
| 90                        | Moyens de brouillage radar                             | 9                         |
| 141                       | Aéronefs                                               | 108                       |
| 156                       | Hélicoptères                                           | 51                        |
| 19                        | Drones de combat                                       | 29                        |
| 639                       | Drones de reconnaissance                               | 498                       |
| 7                         | Trains logistiques                                     | -                         |
| 4 018                     | Camions, autres véhicules dont tout-terrain            | 1 128                     |
| 28                        | Navires de guerre                                      | 41,                       |

#### Selon l'état-major ukrainien
Au 15 novembre 2022, l'état-major de l'armée ukrainienne affirme que depuis le début de la guerre, « environ 82 080 militaires russes ont été liquidés ainsi que 2 861 chars, 1 850 systèmes d'artillerie, 208 systèmes de défense antiaérienne et 393 lance-roquettes multiples automoteurs et blindés, 278 avions, 261 hélicoptères, 1 511 drones, 399 missiles de croisière, 4 351 véhicules et réservoirs de carburant et 160 pièces d'équipement spécial ont été détruits. Il indique également avoir tué plus de 700 militaires russes lors des combats de la dernière journée ».
Au 10 avril 2023, l'état-major ukrainien affirme que les pertes russes depuis le début de l'agression russe sont de 178 820 soldats éliminés, 3 637 chars, 7 028 véhicules blindés de combat, 2 750 systèmes d'artillerie, 534 lance-roquettes multiples, 282 systèmes de défense antiaérienne, 307 avions, 292 hélicoptères, 2 323, 911 missiles de croisière, 18 bateaux de guerre, 5 607 et réservoirs de carburant et 311 équipements spéciaux.
Au 24 février 2024 l'état-major général des forces armées ukrainiennes estime à 409 000 tués et blessés ainsi que 6 534, 12 425 blindés de combat, 12 988 et réservoirs de carburant, 9 952, 999 systèmes de lance-roquettes multiples, 684 systèmes de défense aérienne, 340 avions, 325 hélicoptères, 7 659 et 25 navires de guerre et bateaux.

#### Selon le ministère de la défense russe
De son côté, en date du 13 janvier 2023, le ministère russe de la Défense affirme avoir détruit 372 avions, 200 hélicoptères, 2 876 drones, 400 systèmes de missiles sol-air, 7 495 chars et autres véhicules blindés de combat, 982 lance-roquettes multiples, 3 820 pièces d'artillerie de campagne et mortiers et 8 027 véhicules militaires spéciaux depuis le début du conflit.

## Déroulement chronologique détaillé
Dans une allocution télévisée surprise, vraisemblablement préenregistrée, le président russe Vladimir Poutine annonce le 24 février 2022 vers 5 h 30 heure de Moscou (UTC+3) le début de l'invasion de l'Ukraine par les forces russes,. À son déclenchement, cette attaque militaire est considérée comme la plus importante qu'ait connue l'Europe depuis la fin de la Seconde Guerre mondiale,,,.
Le bombardement russe de Kyïv a commencé peu après 4 h du matin le 24 février,. Le premier groupe tactique de bataillon régulier des forces terrestres russes à entrer en Ukraine pendant la guerre du Donbass a traversé la frontière dans la nuit du 24 août 2014 — le jour de l'Indépendance ukrainienne.
L'opération militaire complète consiste à déployer des divisions d'infanterie, soutenues par des unités blindées et des forces aériennes dans l'est le nord et le sud de l'Ukraine, et appuyées par des dizaines d'attaques de missiles,. Les principales attaques d'infanterie et de division de chars sont lancées par quatre offensives distinctes, créant un front nord (lancé vers Kyïv), un front sud (lancé depuis la Crimée), un front sud-est et un front de l'est (lancés depuis l'oblast de Louhansk et le Donbass),. Ces quatre incursions traversent l'Ukraine en s'enfonçant de 100 à 200 kilomètres à l'intérieur des frontières ukrainiennes, encerclant ainsi les principales villes. Le 20 mars, les quatre fronts forment un périmètre de manière significative à l'intérieur de toute la frontière de l'est de l'Ukraine, les forces russes commençant à consolider les lignes de communication et de soutien entre les quatre principaux fronts tout en assiégeant Marioupol, Kyïv, Louhansk et de nombreuses autres villes d'importance stratégique,. Une vaste campagne de bombardements est également menée avec des dizaines de frappes de missiles à travers toute l'Ukraine, jusqu'à Lviv, à l'ouest du pays,.
La composante militaire conventionnelle de l'invasion n'est pas initialement destinée à être l'effort principal, mais plutôt une démonstration de force. La plupart des forces russes n'anticipent pas de violents combats et reçoivent l'ordre de contourner les positions militaires ukrainiennes. Les Russes avancent en colonnes administratives, plutôt qu'en formation tactique, et de nombreux soldats arrivent dans les zones urbaines avec des armes non prêtes:26.
Le deuxième jour de l'invasion, Poutine appelle l'armée ukrainienne à ne pas résister à l'invasion russe : la neutralisation de la direction militaire ukrainienne était d'une importance stratégique pour le plan d'invasion. Des officiers supérieurs russes envoient des messages à de nombreux généraux ukrainiens les assurant des bonnes intentions de la Russie et les exhortant à se rendre. Presque tous les colonels et officiers supérieurs ukrainiens reçoivent des messages anonymes similaires. Cette stratégie échoue et s'appuie sur une évaluation erronée par les services de renseignement russes de la psychologie des forces ukrainiennes avant l'invasion:25.
Le 25 mars, alors que l'armée russe est forcée de se retirer des alentours de Kyïv,, le ministère russe de la Défense annonce que la « première étape » de ce qu'ils appellent « l'opération militaire en Ukraine » est accomplie avec succès, l'armée russe se concentrant désormais sur la « libération du Donbass »,.
Le 8 avril 2022, le général Alexandre Dvornikov est nommé à la tête des opérations militaires en Ukraine, menées sur quatre fronts,, :
- Un axe vers l'ouest de Kyïv depuis la Biélorussie (un front nord), dirigé par le district militaire est russe, comprenant les 29e, 35e et 36e armées combinées
- Un axe vers l'est de Kyïv depuis la Russie par le district militaire central (un front nord-est), comprenant la 41e armée combinée et la 2e armée combinée de la Garde
- Un axe vers Kharkiv par le district militaire ouest (un front oriental), avec la 1re armée de chars de la Garde et la 20e armée combinée de la Garde
- Un front sud (originaire de la Crimée occupée et de l'oblast russe de Rostov) avec un axe vers l'est et Odessa et une zone d'opérations vers l'ouest et Marioupol, par le district militaire sud, comprenant les 58e, 49e et 8e armée combinées, cette dernière commandant également deux corps d'armées des forces séparatistes russes dans le Donbass[199].

Plans d'invasions possibles
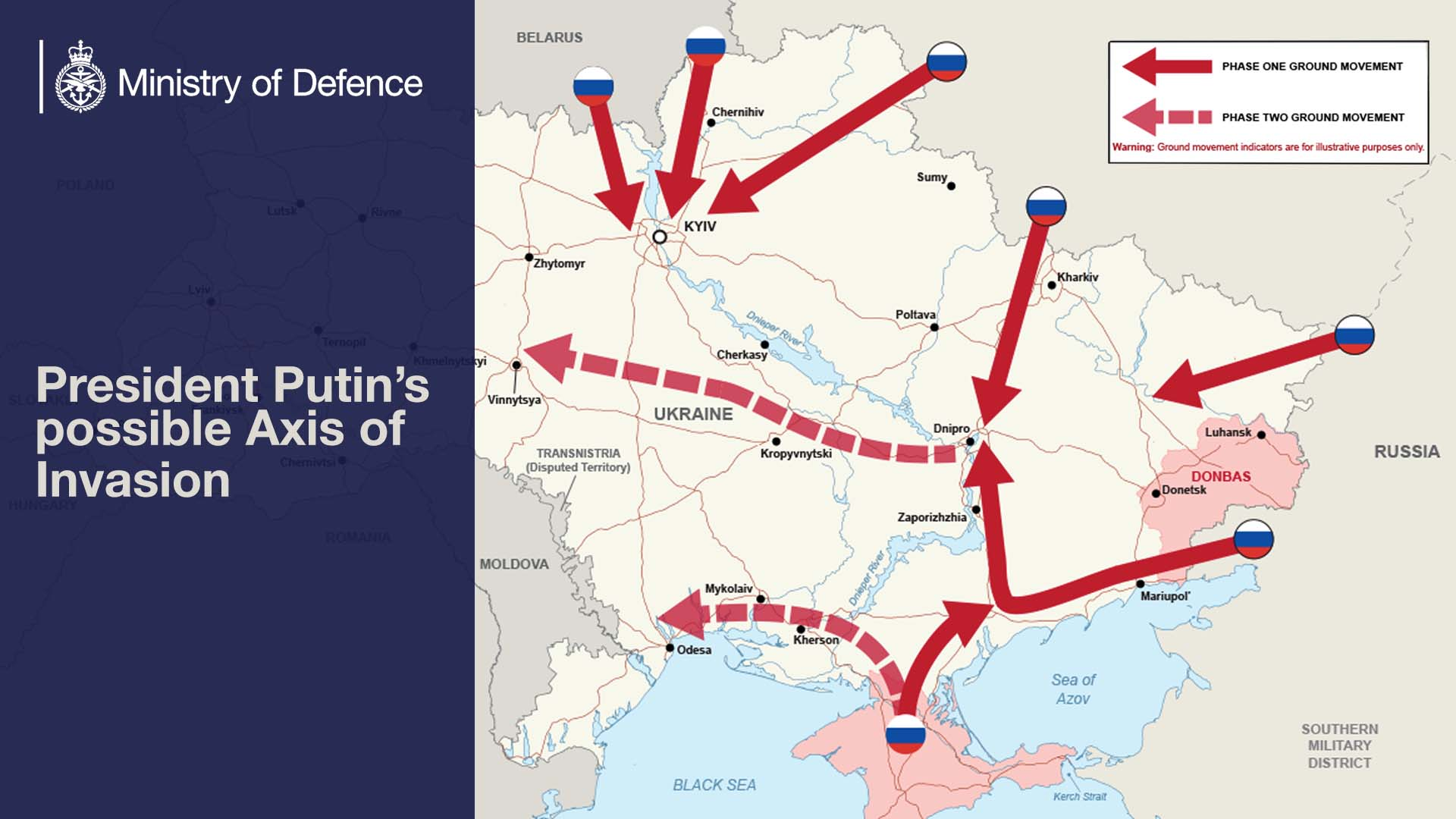
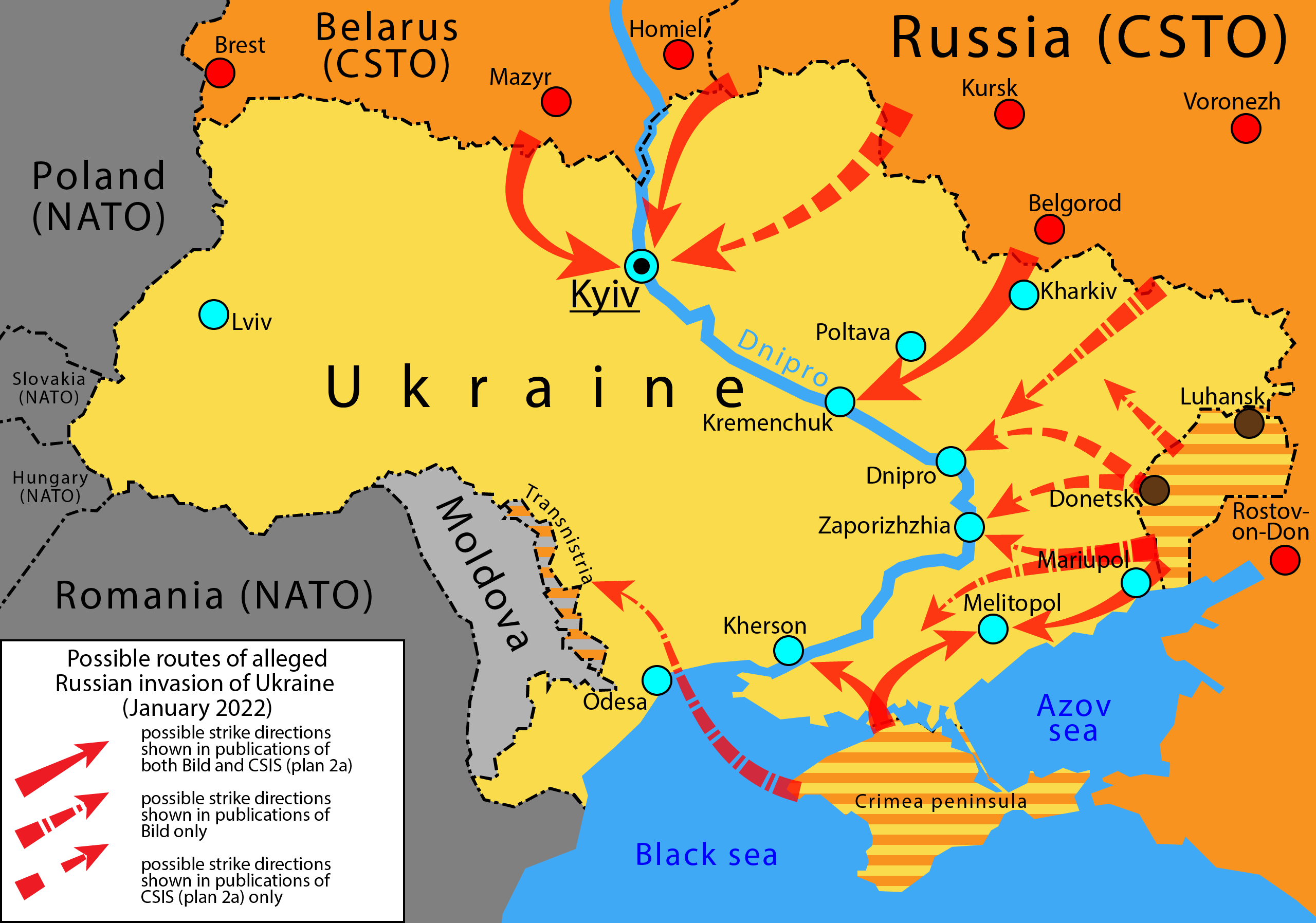

Évolution de l'invasion du 2022-02-24 au 2022-03-26
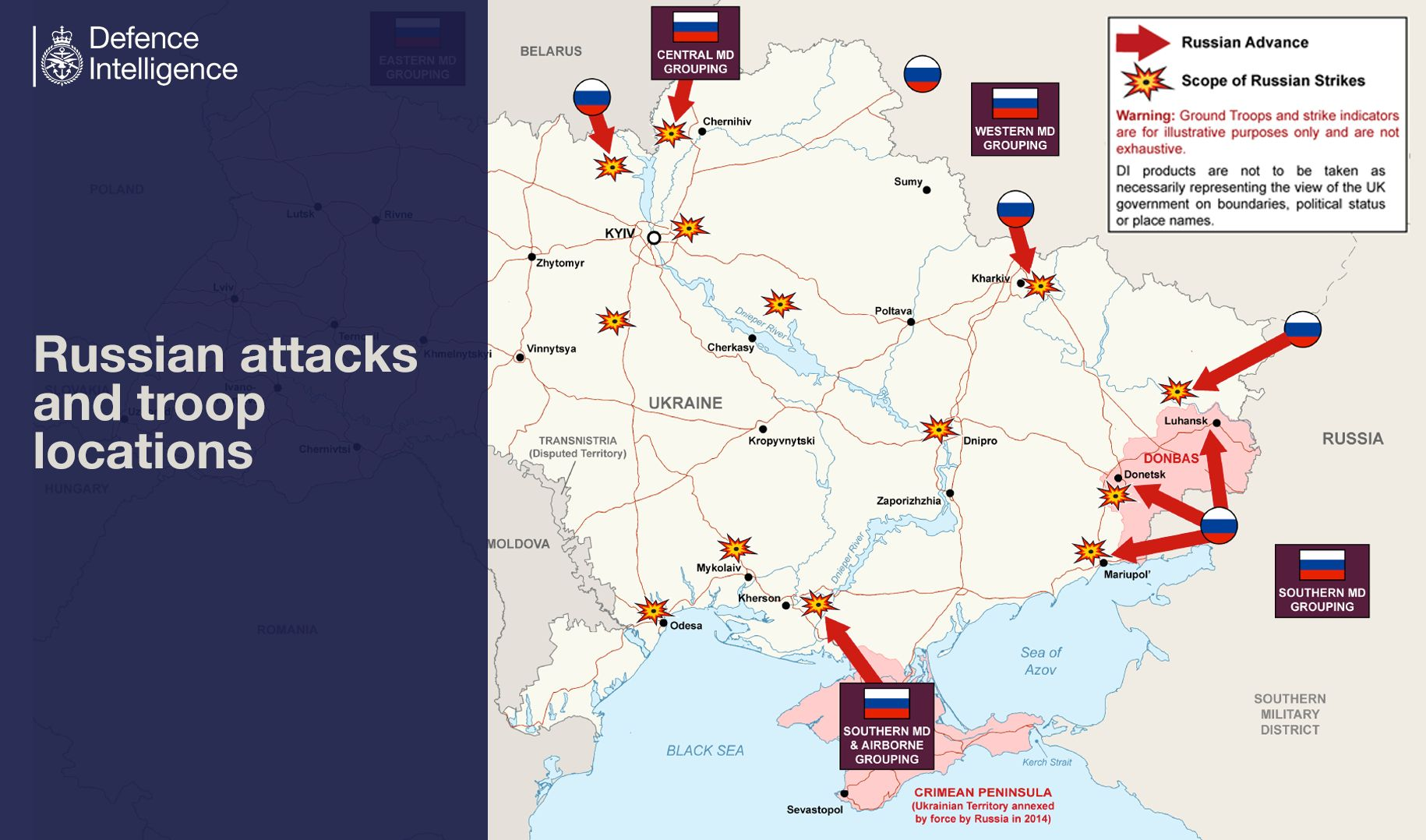
Évolution de l'invasion du 24 février 2022 au 26 mars 2022
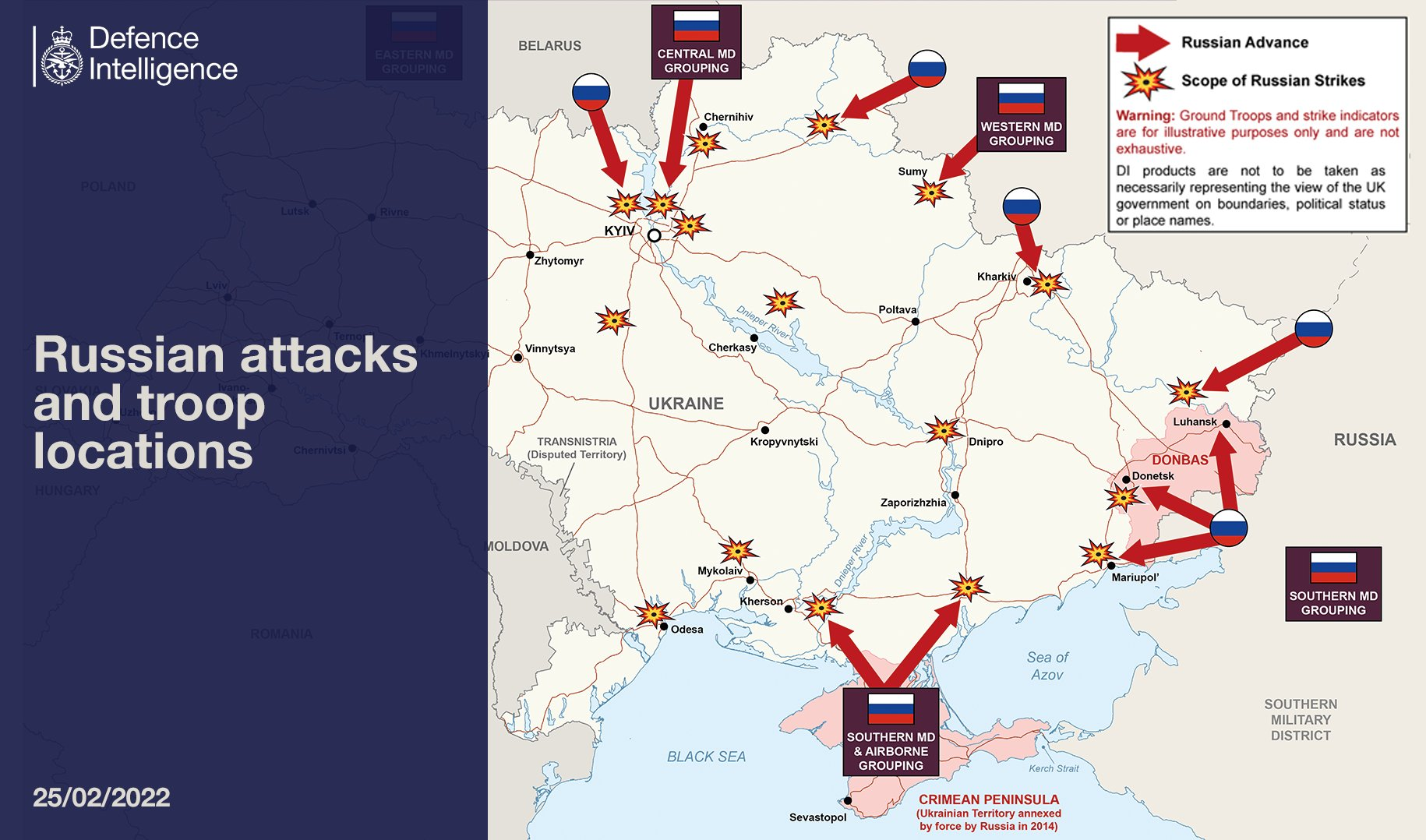
au 24 février 2022
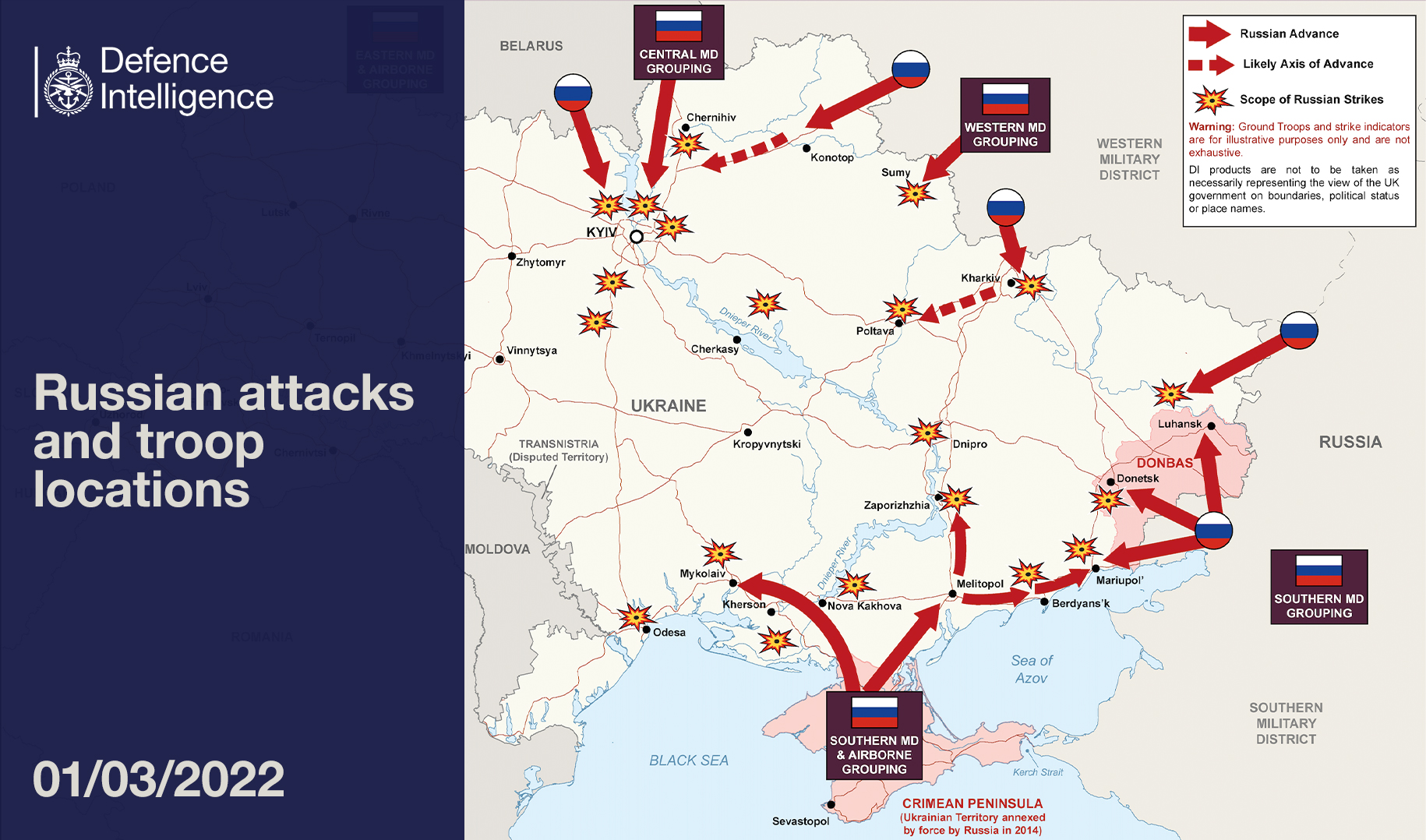
au 25 février 2022
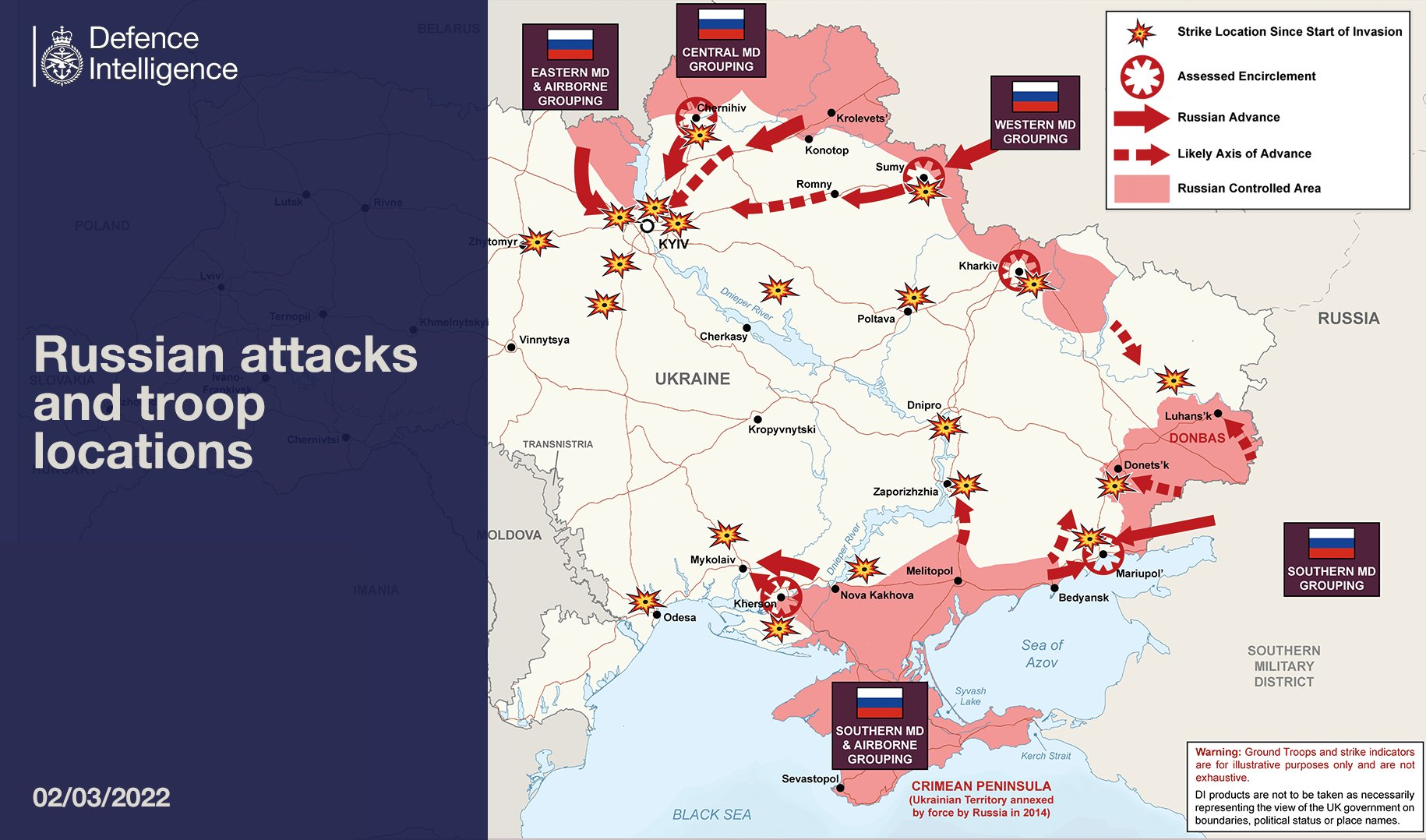
au 1er mars 2022
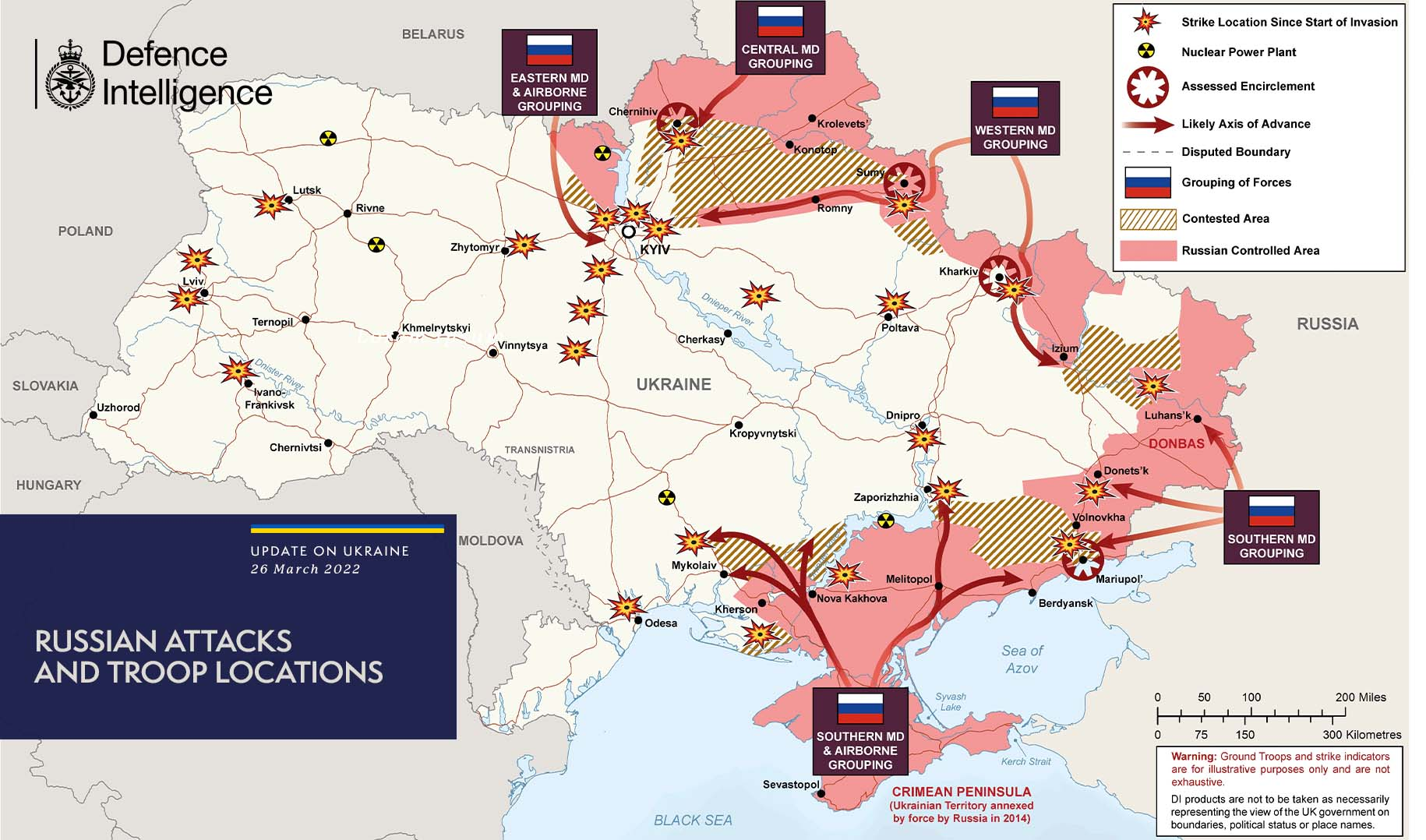
au 2 mars 2022
- au 26 mars 2022

Le 7 avril, les troupes russes déployées sur le front nord menées par le district militaire est, comprenant les 29e, 35e et 36e armées combinées, sont retirées de l'offensive de Kiev pour un réapprovisionnement apparent et un redéploiement ultérieur dans la région du Donbass, afin de renforcer les fronts Sud et Est pour mener un nouveau front d'invasion du sud-est de l'Ukraine. Sur le front Nord-Est, y compris le district militaire central, les forces comprenant la 41e armée et la 2e armée de la Garde, y sont également retirées pour un réapprovisionnement et un redéploiement dans le Sud-Est de l'Ukraine,.

Évolution de l'invasion du 3 4 2022 au 31 1 2023
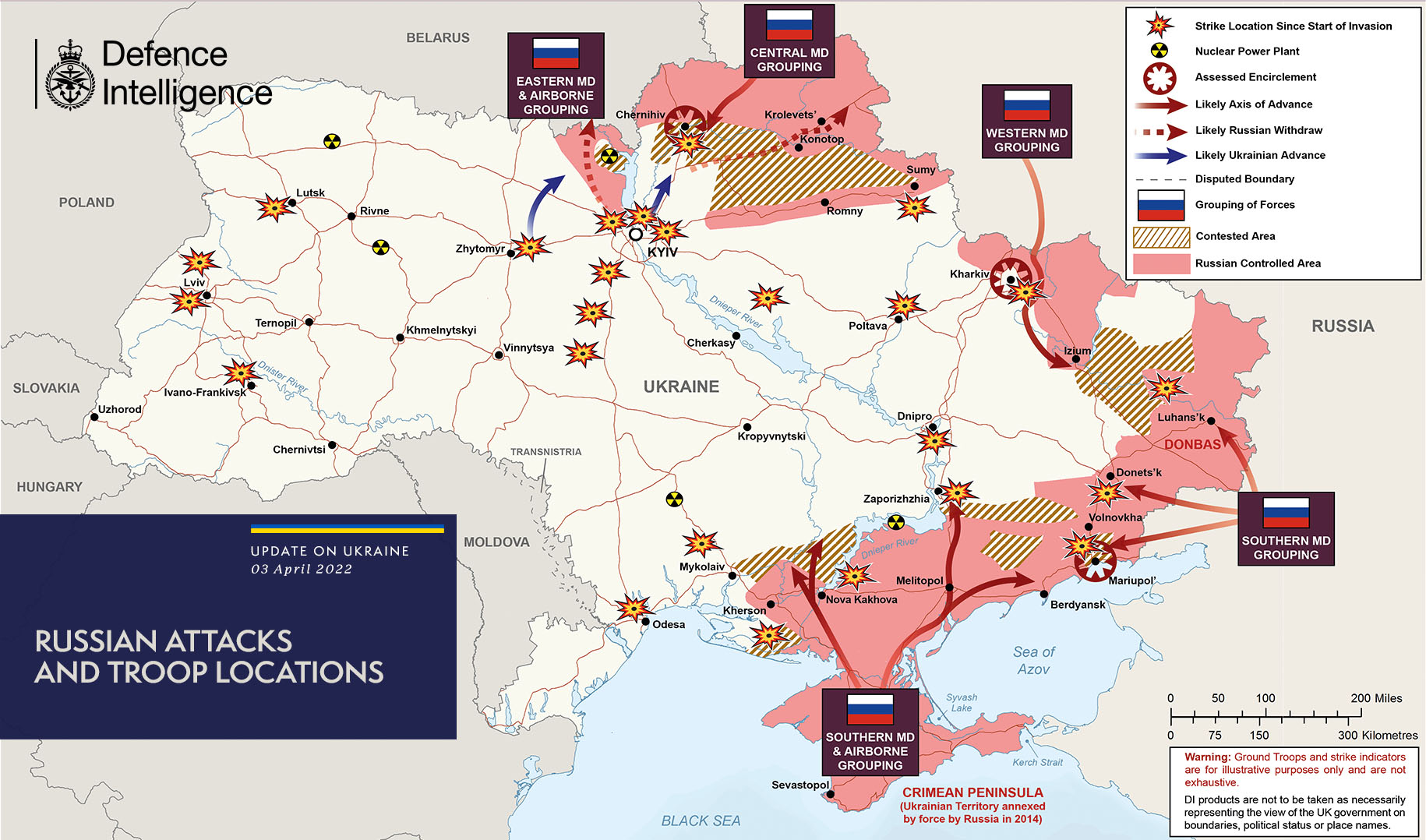
Évolution de l'invasion du 3 avril 2022 au 31 janvier 2023
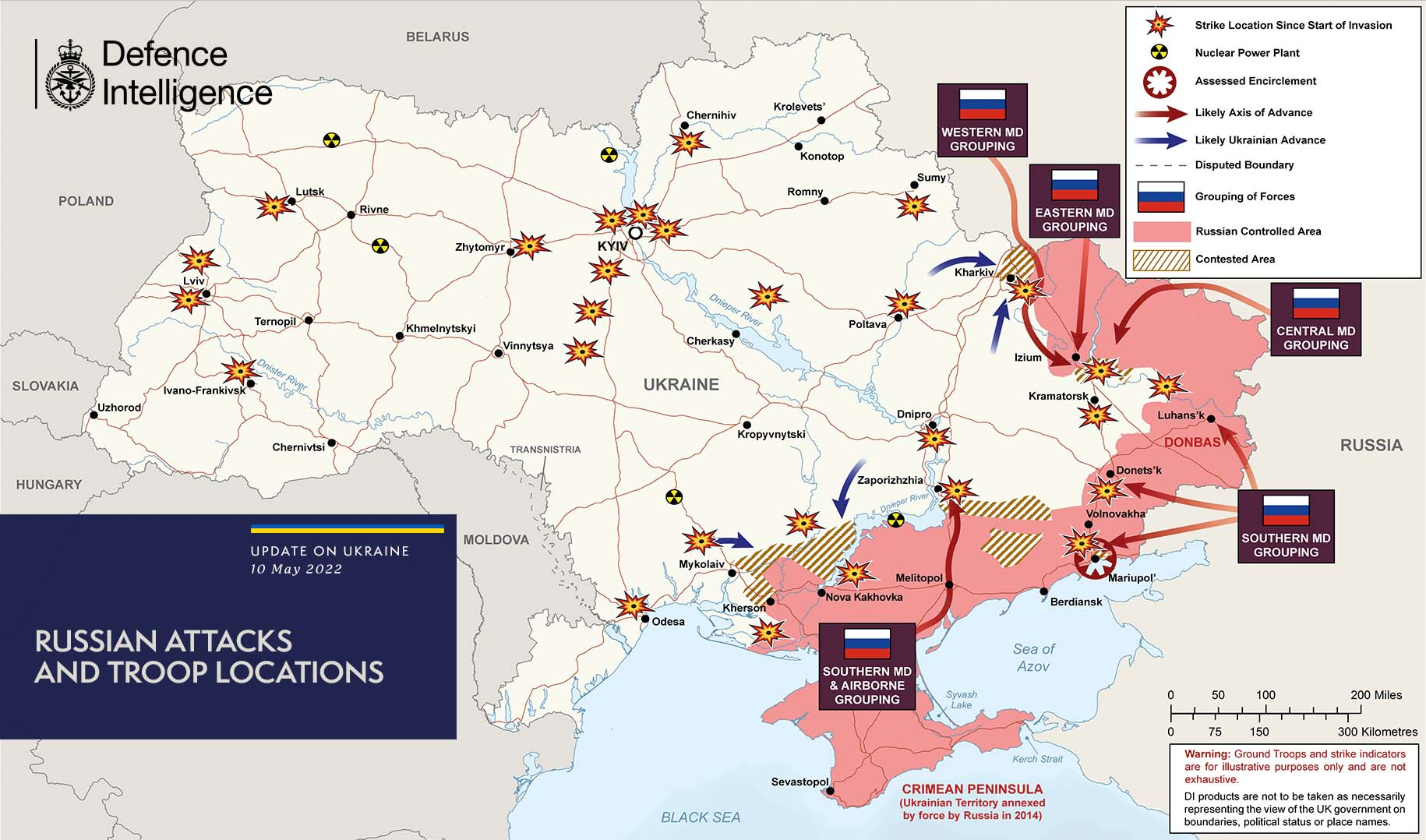
Situation au 3 avril 2022
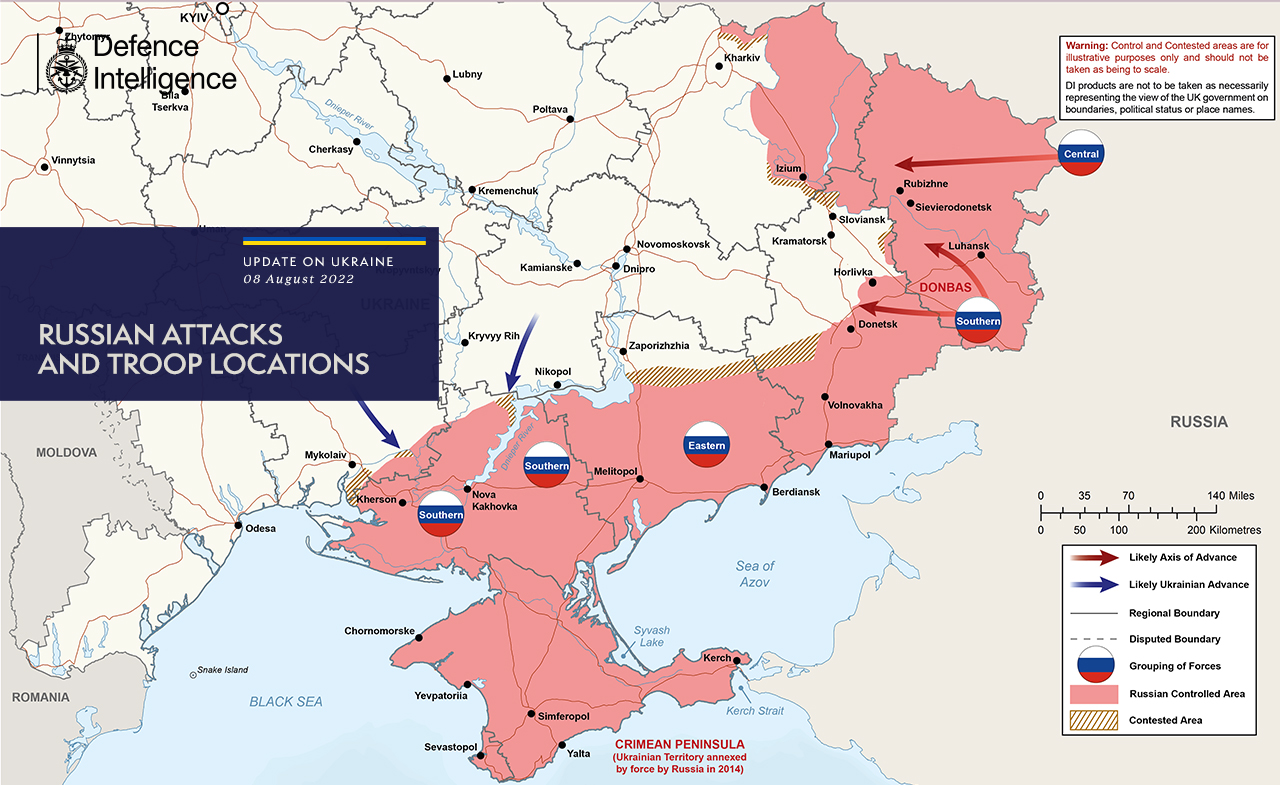
Situation au 10 mai 2022
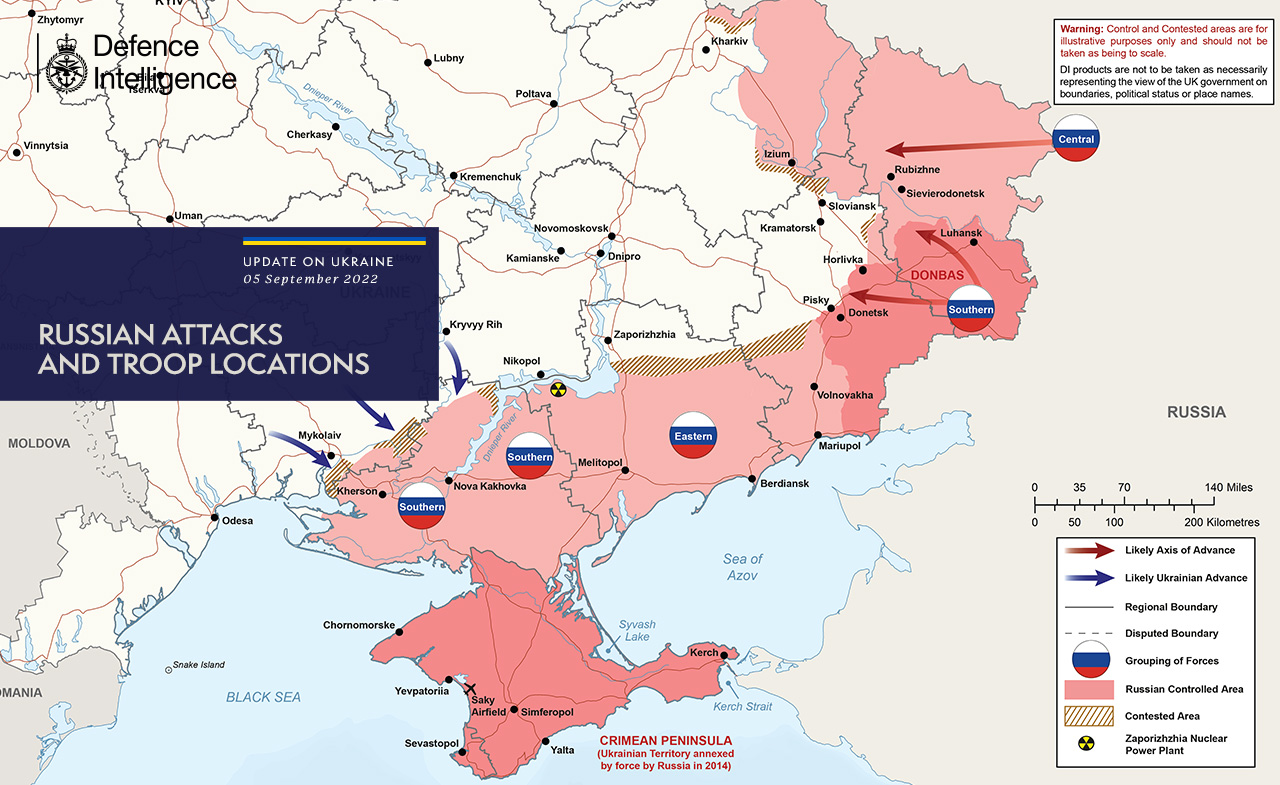
Situation au 8 août 2022
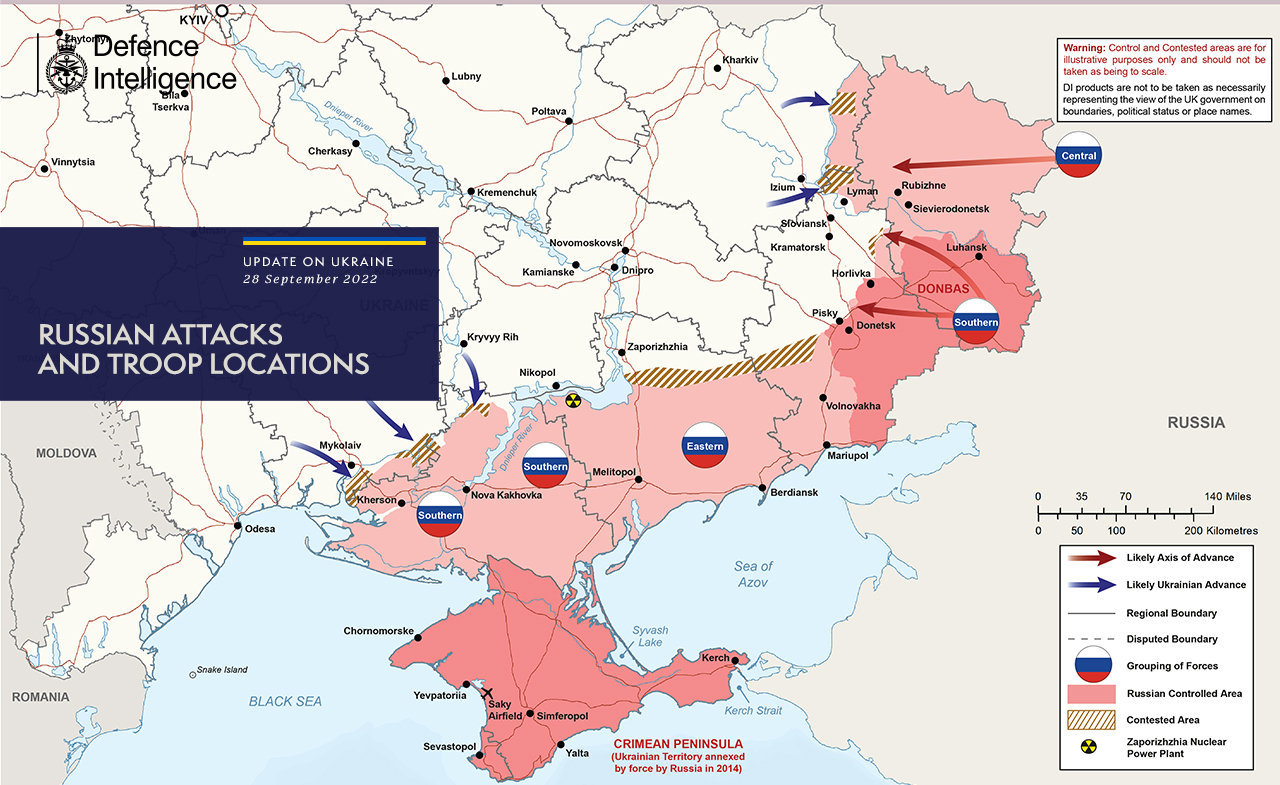
Situation au 5 septembre 2022
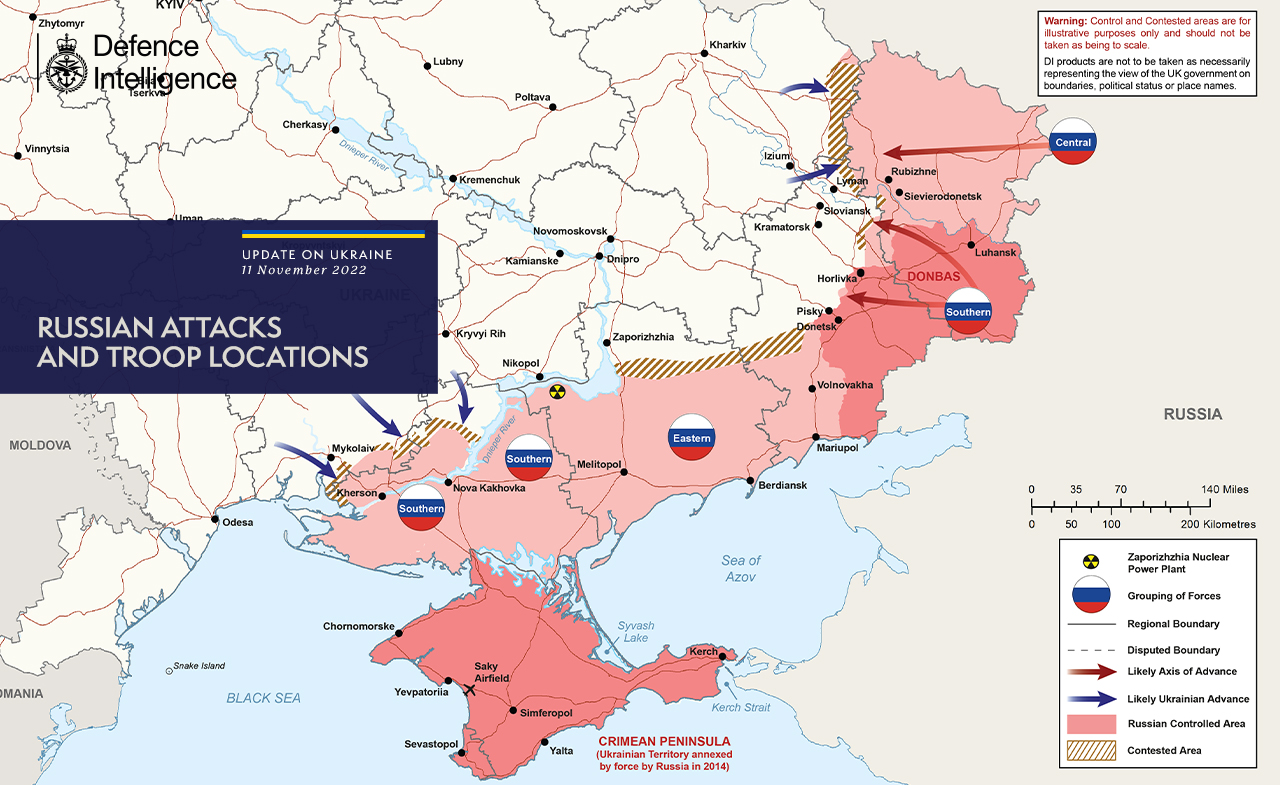
Situation au 28 septembre 2022
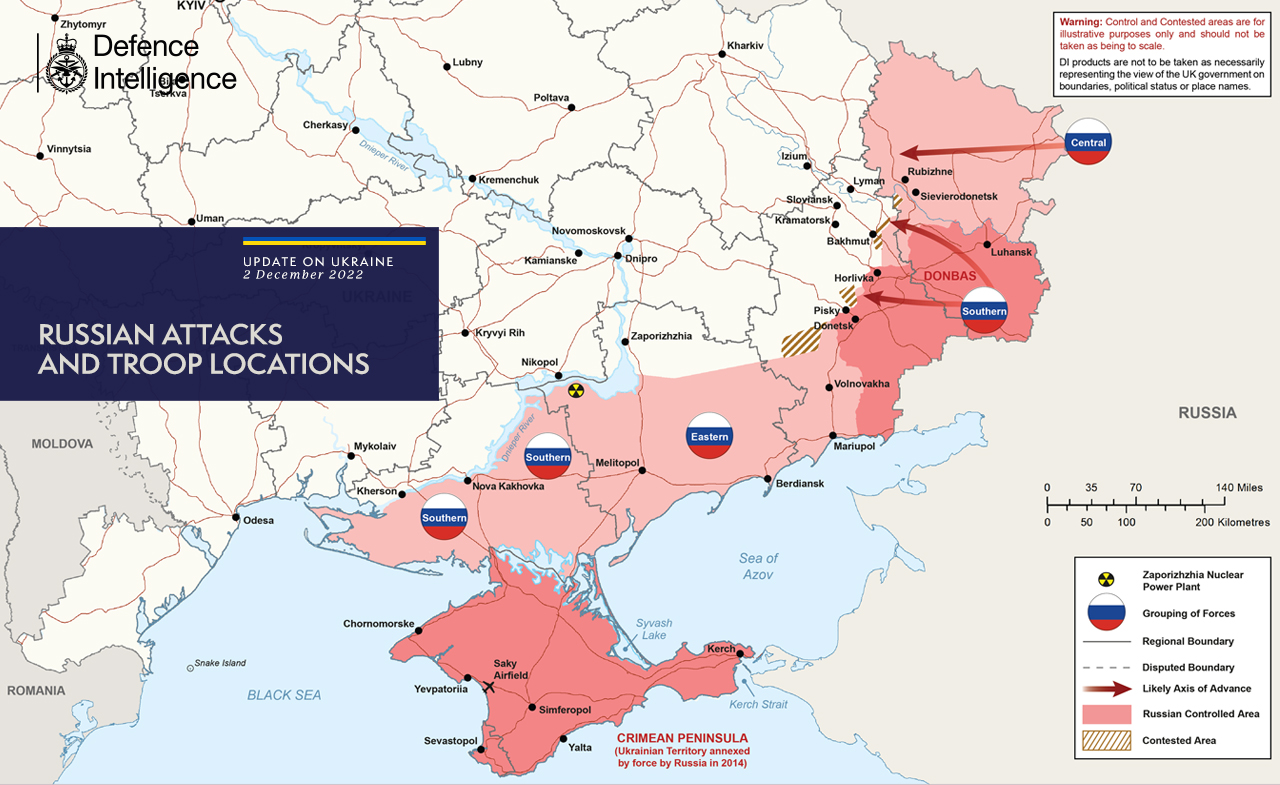
Situation au 11 novembre 2022
- Situation au 2 décembre 2022
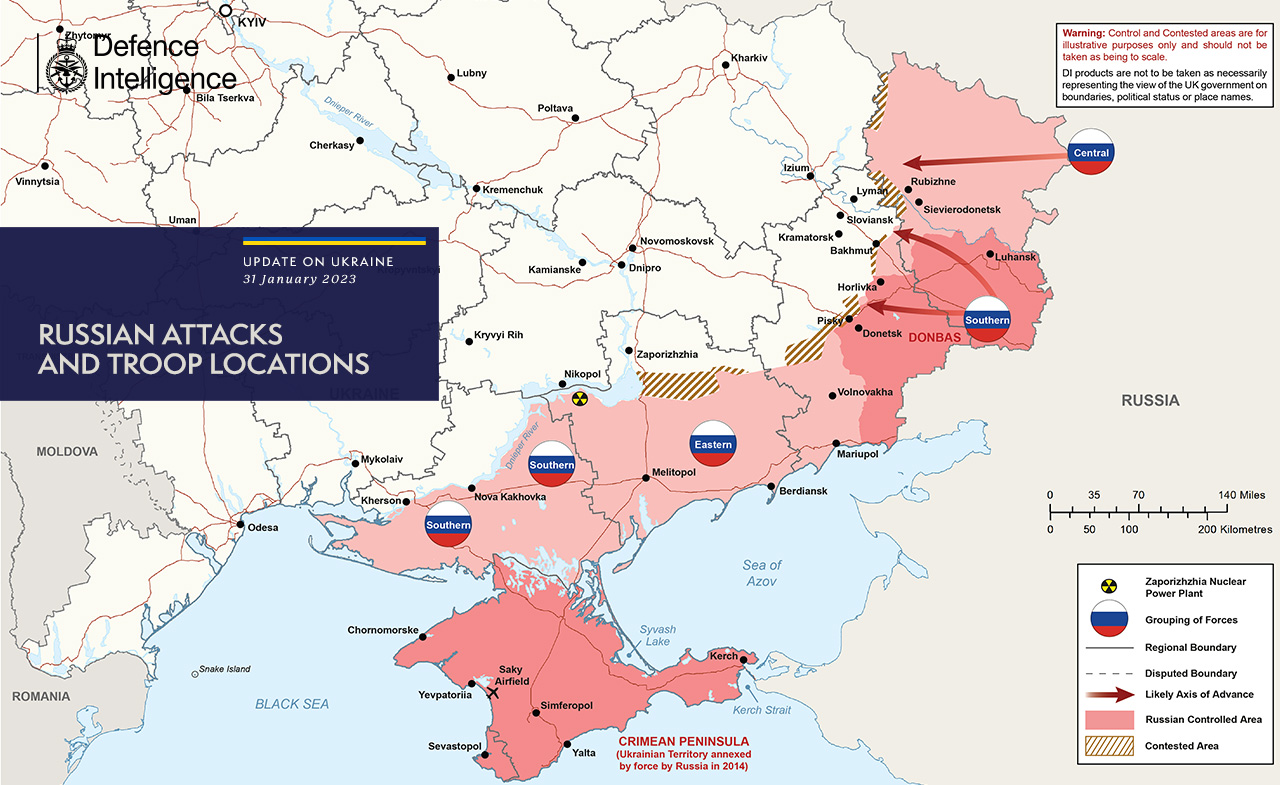
Situation au 31 janvier 2023

Le 6 juillet, 133e jour de l'invasion, aucune avancée russe n'a été mentionnée dans les déclarations officielles des états-majors russes et ukrainiens. Selon l'Institut pour l'étude de la guerre (ISW), c'est le premier jour où les Russes n'ont réalisé aucun gain territorial nulle part en Ukraine, bien qu'ils aient poursuivi leurs assauts.

### Front Sud et Est (depuis 24 février 2022)
Au début de l'invasion le 24 février, la campagne militaire du Sud-Est est menée sur deux fronts distincts comprenant un front Sud venant de Crimée et un front Est à partir des régions de Louhansk et du Donbass. Le 8 avril, le ministère russe annonce que ses troupes et divisions déployées dans le sud-est de l'Ukraine seront réunies sous le commandement et le contrôle du général Dvornikov. Il est chargé des opérations militaires combinées, y compris celles des forces déployées dans les fronts Nord et Nord-Est, réaffectées sur le front Sud-Est au début du mois d'avril. Le 17 avril, les progrès russes sur le front Sud-Est semblent être entravés par des troupes isolées qui continuent de lutter dans la zone industrielle de Marioupol, refusant les ultimatums de reddition.

#### Front Sud
Le 24 février, les forces russes prennent le contrôle du canal de Crimée du Nord, permettant l'approvisionnement en eau de la Crimée, précédemment coupé depuis 2014. Le 26 février, un siège à Marioupol débute alors que l'attaque se déplace vers l'est en direction de la ville, tout en reliant simultanément le front aux régions tenues par les séparatistes du Donbass. En route vers Marioupol, les forces russes entrent dans Berdiansk avant de s'en emparer le lendemain. Le 1er mars, les forces russes se préparent à une attaque contre Melitopol et d'autres villes voisines. Le maire de la ville annoncera plus tard la prise de la ville par les Russes.
Le matin du 25 février, des unités russes de la RPD avancent vers Marioupol et rencontrent des forces ukrainiennes près du village de Pavlopil, où elles sont vaincues,,. Dans la soirée, la marine russe lance un assaut amphibie sur les côtes de la mer d'Azov à 70 kilomètres à l'ouest de Marioupol. Selon un responsable américain de la défense, les forces russes pourraient déployer des milliers de marines à partir de cette tête de pont,,.

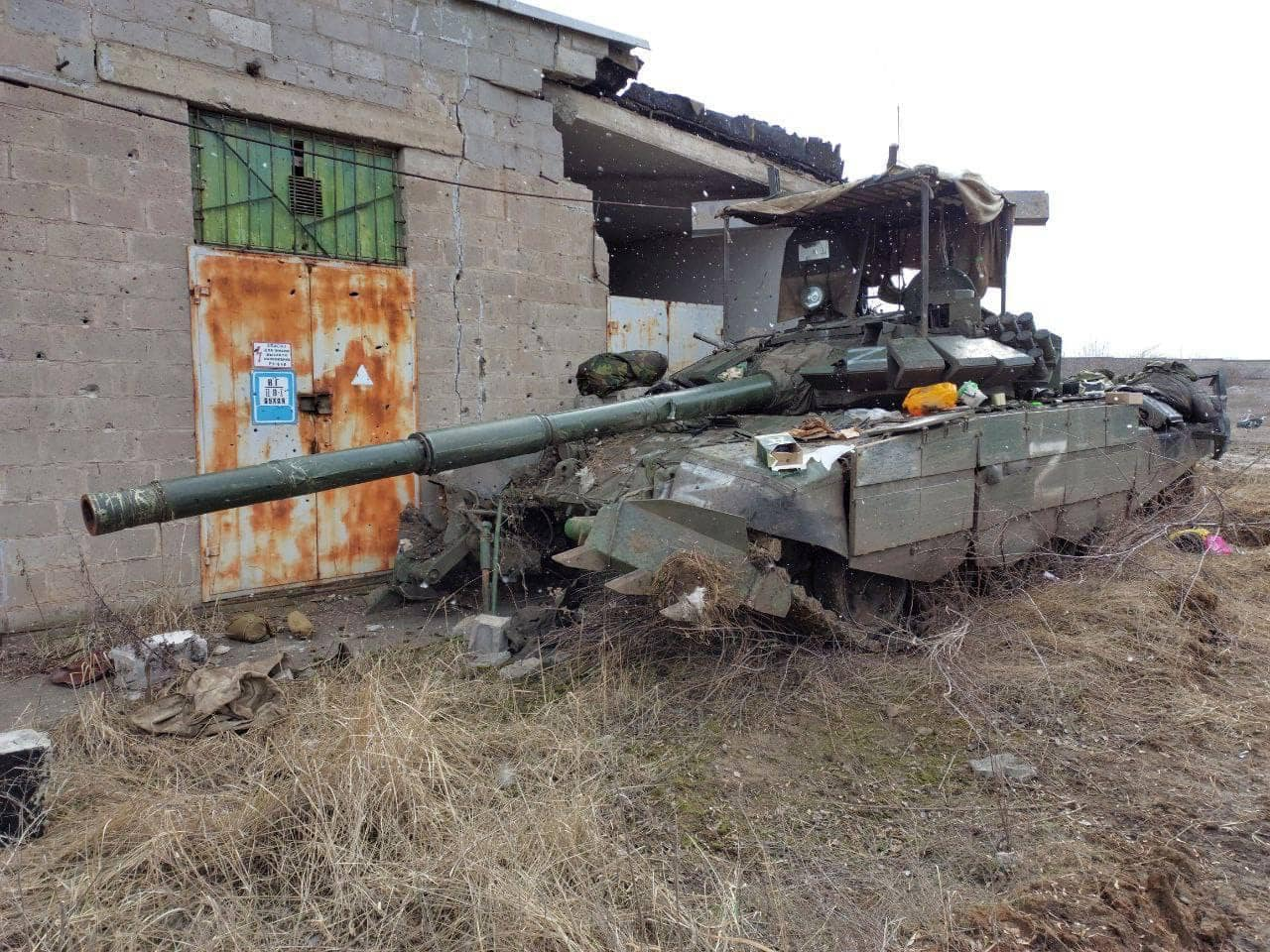
Char russe endommagé par les troupes ukrainiennes à Marioupol, le 7 3 2022-.

Un groupe opérationnel russe avance vers le nord depuis la Crimée, le 22e corps d'armée russe s'approchant de la centrale nucléaire de Zaporijjia le 26 février. Deux jours plus tard débute le siège d'Enerhodar pour tenter de prendre le contrôle de la plus puissante centrale nucléaire d'Europe en 2022. L'installation est victime d'un bombardement russe, occasionnant un incendie. D'après l'Agence internationale de l'énergie atomique celui-ci n'a provoqué aucun dommage des équipements essentiels, la centrale électrique n'enregistrant aucune fuite de rayonnement. Le 4 mars, la centrale nucléaire tombe sous contrôle russe. Un troisième groupe opérationnel russe de Crimée se déplace vers le nord-ouest, où il capture des ponts enjambant le Dnipro. Le 2 mars, les troupes russes remportent une bataille stratégique à Kherson. Elle demeure, au 31 mars 2022, la seule ville ukrainienne d'importance passée sous contrôle russe. Elle n'est pas coupée du reste de l'Ukraine, les citoyens transitant avec un filtrage au bon vouloir des occupants russes. Sa reconquête par l'État ukrainien représente un dilemme, étant donné les potentielles conséquences qu'auraient les combats sur les populations civiles, et ne semble donc pas pour le moment une priorité. Les troupes russes avancent ensuite vers Mykolaïv et attaquent la ville deux jours plus tard, avant d'être repoussées par les forces ukrainiennes. Le 2 mars également, les forces ukrainiennes lancent une contre-offensive sur Horlivka, principalement contrôlée par la RPD depuis 2014. À la suite d'une nouvelle attaque de missile sur Marioupol, le gouvernement ukrainien annonce le 14 mars la mort de plus 2 500 civils depuis le début du siège.
Le 18 mars, Marioupol est entièrement encerclée et les combats atteignent le centre-ville, entravant les efforts d'évacuation des civils. Le 20 mars, une école d'art de la ville, abritant environ 400 personnes, est détruite par un bombardement russe. Le jour même, alors que les forces russes poursuivent leur siège de la ville, le gouvernement russe exige une reddition complète, ce que plusieurs responsables du gouvernement ukrainien refusent,. Le 24 mars, les forces russes entrent dans le centre de Marioupol dans le cadre de la deuxième phase de l'invasion. Le 27 mars, selon la vice-Première ministre ukrainienne Olha Stefanichyna, les habitants de Marioupol n'ont ni accès à l'eau, ni à des approvisionnements alimentaires. Plus de 85 % de toute la ville est détruite. Lors d'une conversation téléphonique entre Emmanuel Macron et Poutine le 29 mars, ce dernier déclare que le bombardement de Marioupol prendra fin en cas de reddition complète des troupes ukrainiennes, étant donné l'état de dévastation avancé de la ville.
Le 3 avril, après le retrait des forces russes de Kyïv à la fin de la première phase de l'invasion militaire, la Russie commence à étendre l'attaque sur le front sud de l'Ukraine plus à l'ouest, notamment par une augmentation des bombardements et des frappes contre Odessa, Mykolaïv et la centrale nucléaire de Zaporijjia,. Une attaque de missiles russes contre la gare de Kramatorsk a lieu le 8 avril 2022, à l'aide d'une bombe à fragmentation. Selon des informations, au moins 52 civils ont été tués et 87 à 300 autres blessés. Le 10 avril, l'aéroport international de Dnipro est détruit par une frappe de missile,. Le 13 avril, les forces russes intensifient leur attaque contre l'usine métallurgique Azovstal de Marioupol, utilisée par les défenses ukrainiennes résiduelles dans la ville. Les forces russes encerclent l'usine où les dernières forces ukrainiennes sont retranchées, qui annoncent le 17 avril continuer le combat jusqu'au dernier homme.
Le 18 avril, avec la quasi-victoire russe de la bataille de Marioupol, le gouvernement ukrainien annonce le début de la deuxième phase de l'invasion renforcée dans les régions de Donetsk, Louhansk et Kharkiv.
Le 3 mai, l'armée russe et les forces séparatistes prorusses, appuyées par des bombardements aériens, terrestres et maritimes, lancent une offensive par terre et par mer contre les défenseurs de l'usine Azovstal à Marioupol,. Le lendemain, le commandant adjoint du régiment Azov de la Garde nationale de l'Ukraine, Svyatoslav Palamar (uk), indique : « Un puissant assaut sur le territoire d'Azovstal est en cours, avec le soutien de véhicules blindés, de chars et des tentatives de débarquement de troupes, avec l'aide de bateaux et d'un grand nombre d'éléments d'infanterie ». Des combats au corps à corps auraient lieu dans les sous-sols de l'usine.
Le siège de Marioupol entre dans sa conclusion à partir du 16 mai lorsque les unités ukrainiennes commencent à se rendre progressivement aux forces russes. Selon les Russes, ils auraient capturé 2 439 soldats ukrainiens entre le 16 et le 20. Sviatoslav Palamar s'est également rendu aux forces Russes malgré la publication d'une vidéo la veille de sa reddition où il indique qu'il restera dans l'usine avec d'autres officiers.
Le 23 juillet, les Ukrainiens entament une contre-offensive dans la région de Kherson. Cette contre-offensive, annoncée plusieurs jours auparavant par de nombreux officiels ukrainiens, ne rencontrera qu'un succès très limité sur le terrain. En effet, entre le 23 juillet et le 23 août, aucune avancée significative des Ukrainiens n'a été confirmée. Ceux-ci ont tout de même enregistré quelques victoires en effectuant des frappes en profondeur sur des points stratégiques russes notamment à l'aide des HIMARS américains[réf. souhaitée].
Depuis le 20 juillet les Russes ont intensifié leur campagne aérienne au-dessus de Mykolaïev. Le 29 juillet 2022, tôt dans la journée, la Russie décide de bombarder un abribus dans la ville de Mykolaïv, le gouverneur du secteur Vitaly Kim reprochera à l'ennemi russe de bombarder la ville en pleine journée. Cet incident fera 5 morts et 8 blessés.

#### Front du Donbass

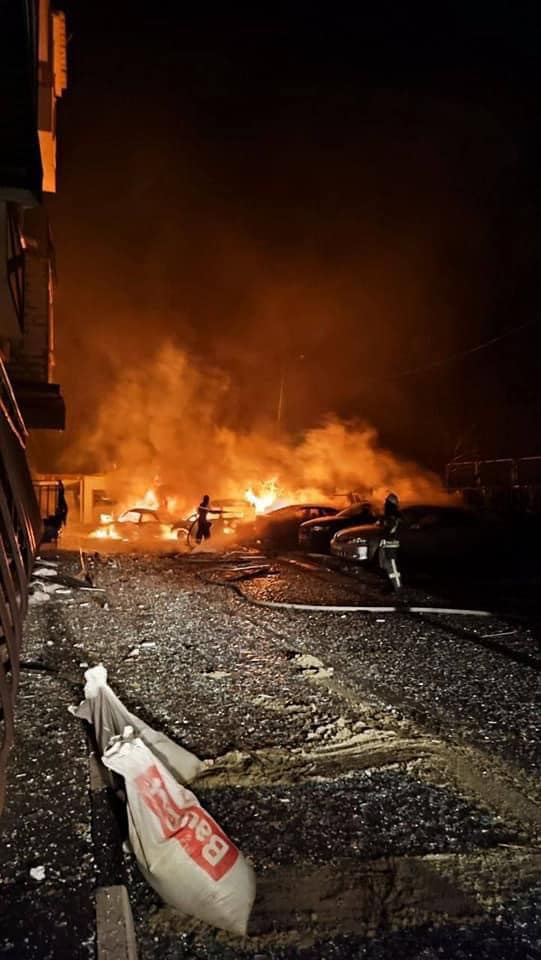
Bombardement russe en périphérie de Kharkiv, le 1 3 2022.

À l'est, les troupes russes tentent de capturer Kharkiv, à moins de 35 kilomètres de la frontière russe,. Les chars russes se heurtent à une forte résistance ukrainienne. Le 28 février, la ville est la cible d'attaques de missiles faisant plusieurs morts. Le 1er mars, Pouchiline annonce que les forces séparatistes ont quasiment encerclé la ville de Volnovakha. Le lendemain, les forces russes sont repoussées de Sievierodonetsk lors d'une attaque contre la ville. Selon le ministère russe de la Défense, la Russie est prête à compter du 25 mars à entrer dans la deuxième phase des opérations en cherchant à occuper les principales villes ukrainiennes dans l'est de l'Ukraine. Le 31 mars, PBS News rapporte que Kharkiv est visée par de nombreux bombardements et attaques de missiles, le jour même où les négociations de paix doivent reprendre à Istanbul.
Alors que s'intensifient les bombardements russes de Kharkiv le 31 mars 2022, la Russie signale une attaque par hélicoptère contre un dépôt pétrolier à environ 40 kilomètres au nord de la frontière à Belgorod. Le Kremlin accuse l'Ukraine de l'attaque, qui nie cependant toute responsabilité. Le 7 avril, le nouveau rassemblement des troupes russes et des divisions de chars autour des villes d'Izioum, Sloviansk et Kramatorsk conduit les responsables du gouvernement ukrainien à conseiller à tous les résidents vivant près de la frontière orientale de l'Ukraine d'évacuer les lieux et de se réfugier dans l'ouest de l'Ukraine.
Le 11 avril, Zelensky annonce que l'Ukraine s'attend à une nouvelle offensive russe majeure à l'est. Selon des responsables américains, la Russie prépare une nouvelle phase de ses opérations militaires en se concentrant dorénavant sur l'est, en raison d'une concentration de leurs forces et donc d'une chaîne logistique plus efficaces des divisions d'infanterie et blindées sur les fronts du sud-est de l'Ukraine le potentiel offensif de la Russie est décuplé. Des satellites militaires montrent de longs convois russes d'unités d'infanterie et mécanisées se déployant au sud de Kharkiv à Izioum le 11 avril, dans le cadre du redéploiement russe du nord-est sur le front sud-est. Les troupes ukrainiennes annoncent le 14 avril avoir détruit un pont stratégique entre Kharkiv et Izioum, dont les Russes se servaient pour se redéployer à Izioum.
Le 18 avril 2022, la Russie lance une nouvelle offensive dans le Donbass,,. Le même jour, des troupes russes et les forces séparatistes de la RPL pénètrent dans la ville de Kreminna, et la prennent quelques heures plus tard après des affrontements avec l'armée ukrainienne.
Le 7 mai, les Russes remportent la bataille de Popasna, cette victoire leur permet de créer un saillant dans le front ukrainien et à développer de nombreuses offensives notamment en direction de Lyssytchansk et de la centrale thermique de Vuhlehirska dans la périphérie de Donetsk. Dans le secteur de Sloviansk-Kramatorsk les Russes réussissent à capturer Lyman le 27 mai avant-dernière ville à l'est du Donets de plus de 10 000 habitants encore aux mains des Ukrainiens. Cette défaite expose la garnison ukrainienne de Sviatohirsk qui tombe le 7 juin aux mains des forces russes.
Le 14 juin, les forces ukrainiennes ont annoncé avoir abandonné le centre de Sievierodonetsk à la suite d'une nouvelle offensive russe. L'état-major ukrainien indiquait ainsi quavec le soutien de l'artillerie, l'ennemi a mené un assaut à Sieverodonetsk, a enregistré un succès partiel et repoussé nos unités du centre-ville. Les hostilités se poursuivent. Selon Serhiy Haïdaï, gouverneur de la région de Louhansk, environ 70 à 80 % de la ville serait contrôlée par les forces russes. Le 21 juin, la ville cruciale de Tochkovka tombe aux mains de Russes ce qui met en péril tout le système de défense ukrainien au sud de Lyssytchansk ce qui leur permet d'entamer un encerclement des bastions de Hirske et Zolote.
Le 25 juin, les forces ukrainiennes se replient de Sieverodonetsk laissant la ville aux mains des Russes, afin de se replier sur la ville de Lyssytchansk où des combats ont lieu et une bataille commence, mais aussi pour éviter un encerclement par le sud à la suite de l'importante avancée russe dans les villes de Hirske et Zolote. Après la chute des poches de Hirske et Zolote, la ville de Lyssytchansk est beaucoup trop exposée à un encerclement et les Ukrainiens décident de se retirer de Lyssytchansk le 3 juillet pour se replier sur la ligne de défense Siversk, Soledar, Bakhmout plus propice à une défense. Le lendemain, Vladimir Poutine annonce une pause opérationnelle pour les unités russes du Donbass.
Le 16 juillet, les Russes annoncent la fin de la pause et relancent lentement leur offensive sur la nouvelle ligne de défense. Fin juillet début août, les Russes relancent également des offensives sur les localités adjacentes à la ville de Donetsk. Ils se seraient emparés de Pisky le 10 août même si les Ukrainiens réfutent cette information.

### Front Nord-Est (24 février au 6 avril 2022)
Les forces russes avancent dans l'oblast de Tchernihiv le 24 février 2022 et assiègent sa capitale administrative. Le lendemain, la deuxième plus grande ville de l'oblast, Konotop, qui se trouve à 90 kilomètres de la frontière russe, est attaquée et prise par les forces russes,. Une offensive distincte est menée dans l'oblast de Soumy le même jour, et la ville de Soumy, à seulement 35 kilomètres de la frontière russo-ukrainienne, est attaquée par des unités russes. L'avancée russe s'enlise dans les combats urbains et les forces ukrainiennes réussissent à tenir la ville. Selon des sources ukrainiennes, plus de cent blindés russes sont détruits et des dizaines de soldats capturés. Okhtyrka est également attaquée, et des armes thermobariques y sont employées par les forces russes.
Dans une évaluation de la campagne du 4 mars, Frederick Kagan estime que l'axe d'attaque de Soumy est actuellement « la voie d'avance russe ayant rencontré le plus de succès, qui s'avère être l'offensive la plus menaçante pour la ville de Kiev ». La géographie favorise les progressions mécanisées car le terrain « est plat et peu peuplé », offrant peu de bonnes positions défensives. Les forces russes font plusieurs percées profondes depuis l'oblast de Soumy, remportant plusieurs engagements. Depuis le long des grands axes, les forces russes atteignent Brovary, une banlieue est de Kiev, le 4 mars,. Le 17 mars, Izioum aurait été capturée par les forces russes, malgré la poursuite des combats. Le 1er avril, l'armée ukrainienne confirme qu'Izioum est passée sous contrôle russe,.
Le 6 et 7 avril, la totalité des troupes russes ont quitté les oblasts de Tchernihiv et de Soumy, tandis que l'oblast de Kharkiv demeure contesté, selon le Pentagone et le gouverneur Dmytro Jyvytsky,.

### Front Nord (24 février - 3 avril 2022)

Situation militaire autour de Kiev le 2 4 2022.

Les efforts russes visant à capturer Kiev comprennent une offensive principale lancée depuis le sud de la Biélorussie le long de la rive ouest du fleuve Dniepr, dans le but probable d'encercler la ville par l'ouest. Ce mouvement est appuyé par des forces progressant le long de deux axes distincts depuis la Russie et passant le long de la rive est du Dniepr : à l'ouest à Tchernihiv et à l'est à Soumy. Ces forces cherchent probablement à encercler Kiev par le nord-est et l'est,. Le premier jour de l'invasion, les forces russes avançant vers Kiev depuis la Biélorussie prennent le contrôle des villes fantômes de Tchernobyl et de Prypiat,. Après leur percée à Tchernobyl, les forces russes sont retenues à Ivankiv, une banlieue nord de Kiev. Les forces aéroportées russes tentent de s'emparer de deux aérodromes clés autour de Kiev, lançant un assaut aéroporté sur l'aéroport d'Antonov,, puis sur Vassylkiv, près de la base aérienne de Vassylkiv au sud de Kiev, le 26 février,.
Ces attaques semblent avoir pour objectif de s'emparer rapidement de Kiev, les Spetsnaz s'infiltrant dans la ville, soutenues par des opérations aéroportées et une avance mécanisée rapide depuis le nord. Cependant, elles échouent. Au cours de ses premiers assauts contre Kiev, la Russie aurait tenté à plusieurs reprises d'assassiner le président Volodymyr Zelensky en déployant des mercenaires du groupe Wagner et des forces tchétchènes ; selon le gouvernement ukrainien, ces tentatives auraient été partiellement contrecarrées grâce à l'appui de responsables du Service fédéral de sécurité russe, qui s'opposent à la guerre et fournissent des renseignements à l'Ukraine.
Début mars, de nouvelles timides avancées russes le long du côté ouest du Dniepr ont lieu, après des revers infligés par la défense ukrainienne,. Au 5 mars, un grand convoi russe de 64 kilomètres de long rencontre de nombreuses difficultés logistiques et s'embourbe à une trentaine de kilomètres du centre de la ville de Kiev. Les avancées le long de l'axe de Tchernihiv sont en grande partie arrêtées alors que débute le siège de la ville. Les forces russes continuent cependant à avancer depuis le nord-ouest de Kiev, capturant Boutcha, Hostomel et Vorzel le 5 mars,, bien qu'Irpin demeure toujours contestée au 9 mars. Le 11 mars, le long convoi est partiellement redéployé, prenant des positions sous un couvert forestier. Des lance-roquettes sont également identifiés. Le 16 mars, les forces ukrainiennes lancent une contre-offensive pour repousser les forces russes s'approchant de Kiev depuis plusieurs villes environnantes.
Le 20 mars, l'armée russe semble relancer une invasion rapide pour atteindre son objectif principal apparent de la prise de Kiev et de l'est de l'Ukraine, et contraindre le gouvernement ukrainien à abandonner la capitale. Mais les forces russes sont rapidement bloquées à l'approche de Kiev en raison de plusieurs facteurs, notamment un moral et une combativité très inférieurs à ceux des Ukrainiens, l'utilisation par ceux-ci d'armes portables sophistiquées fournies par les alliés occidentaux, les mauvaises performances de la logistique et de l'équipement russes, l'incapacité des Russes à exploiter leur supériorité aérienne et l'usure de leurs troupes lors des combats urbains,,. Incapables d'emporter la décision à Kiev, les forces russes adoptent une autre stratégie et commencent à utiliser des armes à longue portée, mènent des bombardements aveugles et des combats de siège,,.
Le 25 mars, la contre-offensive ukrainienne à Kiev chasse les Russes de plusieurs villes, dont Makariv, à l'est et à l'ouest de Kiev. Les forces russes au nord de Kiev se replient, poussées par l'armée ukrainienne, ainsi que celles de la région de Boutcha, qui reculent vers le nord à la fin de mars. Les forces ukrainiennes entrent dans Boutcha le 1er avril et y découvrent des centaines de cadavres de civils jonchant les rues. Le 2 avril, la vice-ministre ukrainienne de la Défense, Ganna Maliar déclare notamment que les localités « d'Irpin, Boutcha, Hostomel et toute la région de Kiev ont été libérées de l'envahisseur ». Des opérations de déminage suivent le retrait des troupes ennemies.
L'objectif de ce « retrait rapide » des troupes russes des régions de Kiev et de Tchernihiv, dans le nord de l'Ukraine, est un redéploiement vers l'est et le sud, estime le gouvernement ukrainien. La prise de Kiev était un objectif majeur pour l'état-major russe, et cette défaite russe constitue un revers militaire important,.

### Guerre aérienne
Au premier jour de l'invasion, les forces russes attaquent la base aérienne de Tchouhouïv, qui abrite des drones Bayraktar TB2, endommageant les zones de stockage de carburant et les infrastructures.
Le 25 février 2022, l'attaque de la base aérienne de Millerovo par les forces militaires ukrainiennes est appuyée par des missiles OTR-21 Tochka, qui d'après des sources ukrainiennes détruisent plusieurs avions de l'armée de l'air russe et incendient la base aérienne,. Lors de l'attaque de l'aéroport de Jytomyr le 27 février, la Russie utilise des systèmes de missiles 9K720 Iskander, situés en Biélorussie, pour attaquer l'aéroport civil. Le 5 mars, la Russie annonce avoir perdu au moins dix avions ; l'état-major général des forces armées ukrainiennes revendique quant à lui 88 avions russes détruits depuis le début de la guerre. Cependant, un haut responsable de la défense américain anonyme déclare au journal Reuters le 7 mars que la Russie dispose encore de la « grande majorité » de ses avions de combat et hélicoptères massés près de l'Ukraine.
Le 26 février la Russie dénonce l'usage de drones américains fournissant des renseignements à la marine ukrainienne pour viser des navires de guerre russes qui opèrent en mer Noire, accusation que les États-Unis réfutent.
Dans les premiers jours de l'invasion, la défense aérienne ukrainienne basée au sol est réprimée par les frappes aériennes russes et les avions russes à voilure fixe mènent de nombreuses opérations de frappe. Les avions de combat de l'armée de l'air ukrainienne sont totalement dépassés sur le plan technologique et largement dépassés en nombre par ceux de l'armée de l'air russe. Les Ukrainiens subissent de lourdes pertes et infligent quelques pertes aux Russes.
Début mars, les missiles anti-aériens ukrainiens sont de plus en plus efficaces, mobiles et bien dispersés. La guerre anti-aérienne russe devient également plus efficace début mars, mais en raison de l'échec de la Russie à supprimer complètement les capacités ukrainiennes, l'armée de l'air russe perd sa capacité à opérer dans l'espace aérien contrôlé par l'Ukraine. Par la suite, les avions russes sont obligés d'opérer à basse altitude pour échapper aux missiles anti-aériens, ce qui les rend vulnérables aux attaques des MANPADS. Les défenses aériennes ukrainiennes et les MANPADS signifient que les sorties d'avions et d'hélicoptères russes à basse altitude au-delà des zones de première ligne deviennent d'un coût prohibitif en mars et s'arrêtent complètement autour du mois d'avril 2022. Les mauvaises performances de l'armée de l'air russe sont attribuées par The Economist à la supériorité des batteries de missiles sol-air à moyenne portée ukrainiennes (SAM), aux sites SAM ukrainiens qui forcent les avions à voler en rase-mottes, ce qui les rend vulnérables aux Stinger et autres missiles sol-air tirés à l'épaule. À cela s'ajoute le manque d'entraînement des pilotes russes, inexpérimentés pour ce type de missions d'appui au sol rapproché typiques des forces aériennes modernes, et qui ne disposent que de très peu de bombes à guidage de précision.
Après les premières frappes russes et pour déjouer de nouvelles attaques, les Ukrainiens remplacent les hangars détruits dans les bases aériennes militaires par de nouvelles structures aux mêmes positions, dont les toits sont imprimés avec des photographies du bâtiment endommagé. Les avions militaires ukrainiens peuvent ainsi opérer sans être détectés, tandis que les Russes cherchent en vain des hangars souterrains:25. Les Russes détruisent de nombreux mannequins de systèmes de défense aérienne. Afin de gaspiller les munitions russes et de protéger les véritables capacités de défense aérienne, les signaux ukrainiens — interceptés par les Russes — confirment faussement la destruction des systèmes:25-26.
Le 9 août, de nombreux avions militaires russes de la base aérienne de Novofedorivka en Crimée explosent au sol, faisant fuir les touristes russes de la plage de Saki. La force aérienne ukrainienne annonce sur Facebook la destruction de neuf avions russes. Basé là-bas, le 43e régiment aéronaval de la flotte de la mer Noire — principale force de frappe aéronavale de la flotte — est gravement endommagé,,. Selon CNN, la Russie n'a pas perdu autant d'avions en une seule journée depuis l'implication de l'Union soviétique dans la Seconde Guerre mondiale. En conséquence, le commandant de la flotte de la mer Noire — l'amiral Igor Ossipov — est démis de ses fonctions et remplacé par le vice-amiral Viktor Nikolaïevitch Sokolov,.
Le 11 août, huit explosions sont signalées dans la base aérienne de Pribytki biélorusse à 30 kilomètres de la frontière ukrainienne. La Biélorussie affirme que les explosions sont dues à un « incident technique » impliquant un moteur de véhicule. Des images satellites publiées le 13 août par Maxar Technologies montrent cependant les traces d’un incendie et d'une explosion survenue sur la piste principale de l'aérodrome[réf. nécessaire].
Dans une allocution télévisée le 28 octobre 2022, Zelensky déclare que la Russie a effectué 4 500 frappes de missiles et 8 000 raids aériens depuis le début de l'invasion,.
En décembre 2022, la mort de plus de 100 pilotes militaires russes est annoncée publiquement. De février 2022 à juillet 2023, pas moins de 176 pilotes militaires russes sont tués.

### Guerre navale
L'Ukraine borde la mer Noire, qui n'a d'accès au reste des mers et océans que par les détroits turcs du Bosphore et des Dardanelles. Le 28 février, la Turquie invoque la Convention de Montreux de 1936 et ferme le détroit aux navires de guerre russes non enregistrés dans les ports d'attache de la mer Noire et ne retournant pas dans leurs ports d'origine, refusant le passage de quatre navires de la marine russe dans le détroit turc,,.
Le 24 février 2022, le Service national des gardes-frontières d'Ukraine annonce qu'une attaque sur l'île des Serpents par des navires de la marine russe est en cours. Le croiseur lance-missiles Moskva, navire amiral de la flotte russe en mer Noire, et le patrouilleur Vassili Bykov bombardent l'île avec leurs canons de pont. Lorsque le Moskva entre en contact avec la garnison de l'île par radio et exige sa reddition, les soldats ukrainiens répondent : « Navire de guerre russe, va te faire foutre ». Après cet échange, tout contact est perdu avec l'île des Serpents et la garnison de treize membres est capturée. Après le bombardement, un détachement de soldats russes débarque et prend le contrôle de l'île.

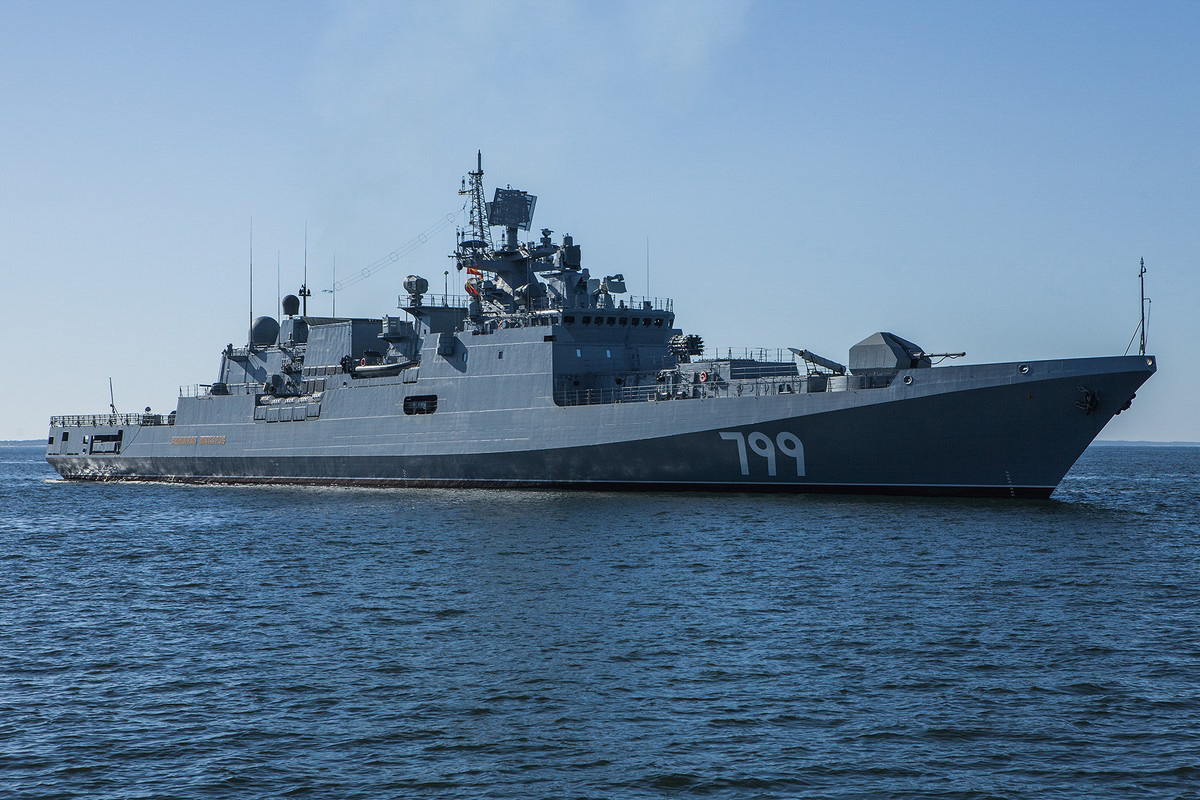
La frégate russe de la classe Amiral Grigorovitch Amiral Makarov.

Le 1er mars, au lendemain de la bataille de Berdiansk, la Russie capture au moins huit navires de guerre ukrainiens : deux canonnières rapides de la classe Gyurza-M, deux patrouilleurs de la classe Zhuk, un remorqueur de la classe Sorum et six petits patrouilleurs. Russia Today ne mentionne pas le deuxième patrouilleur de la classe Zhuk ni les six patrouilleurs légers, mais affirme que parmi les navires capturés se trouvent un navire de débarquement de la classe Polnochny, un navire de débarquement de la classe Ondatra, une corvette de la classe Grisha, un patrouilleur lance-missile de la classe Matka et un dragueur de mines de la classe Yevgenya.
Le 3 mars, la frégate Hetman Sahaydatchniy, le vaisseau amiral de la marine ukrainienne, est sabordée dans le port de Mykolaïv pour empêcher sa capture par les forces russes.
Le 24 mars, l'Ukraine affirme avoir détruit dans le port de Berdiansk le navire de guerre amphibie russe Saratov (BDK-65), de la classe Alligator, et endommagé le navire de débarquement Tsezar Kounikov de la classe Ropucha.
Dans la nuit du 14 avril, les autorités ukrainiennes annoncent que le croiseur russe Moskva est en feu et évacué par son équipage, il aurait été touché par des missiles Neptune mais selon le ministère russe de la Défense, le croiseur a été « gravement endommagé » par une explosion de munitions causée par un incendie. Alors qu'il est remorqué vers un port russe, les graves avaries que le navire a subies, additionnées au mauvais temps font que le croiseur coule dans la journée du 14 avril, d'après un communiqué du ministère de la défense russe.
Le 2 mai, l'Ukraine affirme avoir coulé « deux patrouilleurs russes de classe Raptor » avec des drones de combat Bayraktar, près de l'île des Serpents. La Russie ne confirme pas ces pertes,.
Le 6 mai, l'état-major ukrainien affirme avoir touché près de l'île des Serpents, la veille au soir, le navire russe Amiral Makarov, une frégate de la classe Amiral Grigorovitch, avec des missiles R-360 Neptune.

### Résistance populaire

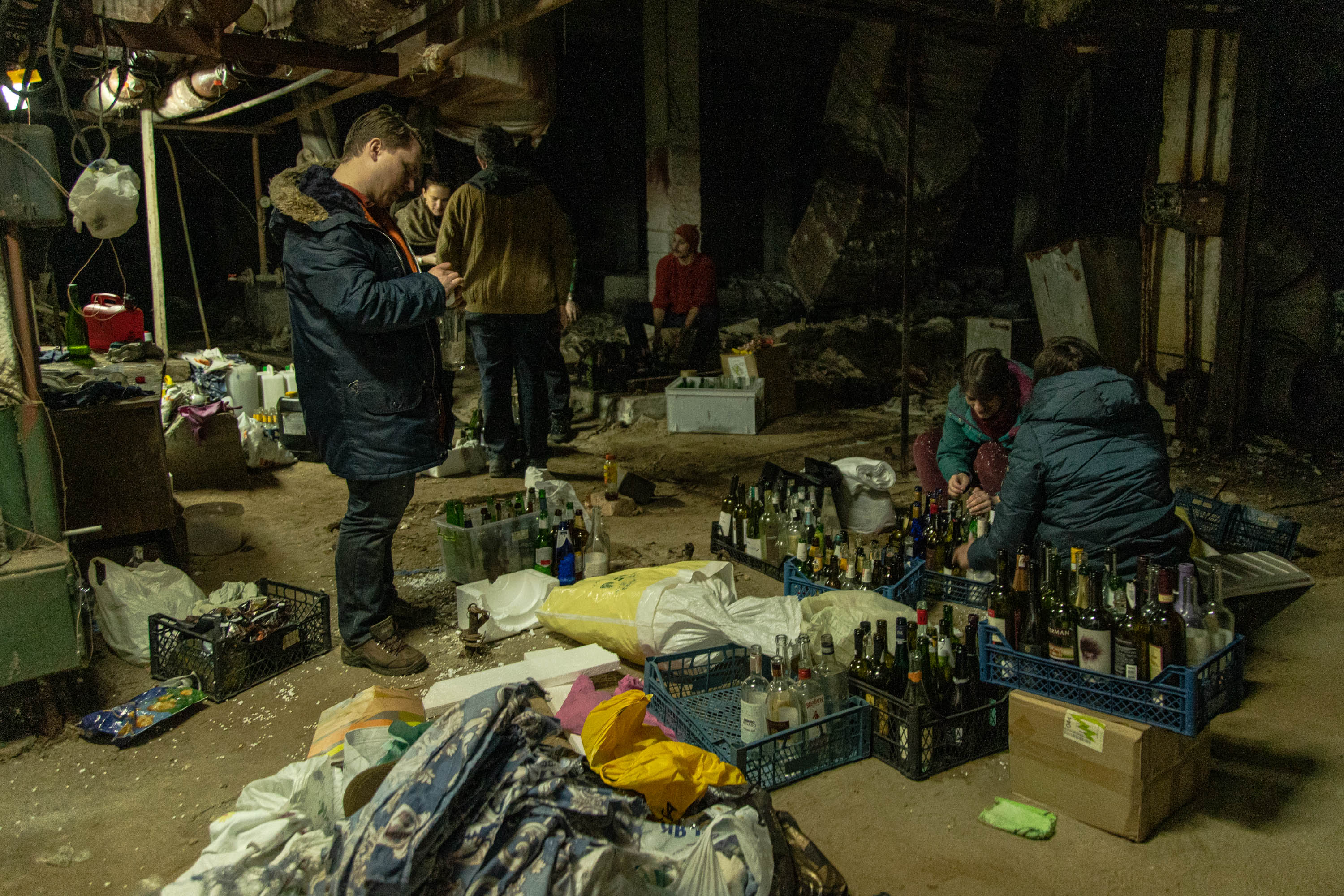
Civils ukrainiens préparant des cocktails Molotov à Kiev le 26 2 2022.

Les civils ukrainiens prennent une part active contre l'invasion russe, se portant volontaires pour des unités de défense territoriale, fabriquant des cocktails Molotov, distribuant de la nourriture, construisant des barricades telles que des hérissons tchèques et aidant au transport des réfugiés. Répondant à un appel de l'agence ukrainienne des transports, Ukravtodor, des civils ont démantelé ou modifié des panneaux de signalisation, construit des barrières de fortune et bloqué des routes. Les médias sociaux rapportent des manifestations de rue spontanées dans les zones d'occupation, qui tournent souvent à l'affrontement physique avec les troupes russes.
Dans certains cas, des personnes bloquent physiquement des véhicules militaires russes, les forçant parfois à battre en retraite,,. La réponse des soldats russes à la résistance civile non armée varie du refus de confrontation avec les manifestants, au tir de sommation ou directement dans la foule. Des détentions massives de manifestants ukrainiens sont signalées, les médias ukrainiens rapportant des disparitions forcées, des simulacres d'exécution, des prises d'otages, des exécutions extrajudiciaires et des violences sexuelles perpétrées par l'armée russe.

### Contre-offensives ukrainiennes à Kherson et Kharkiv (août à novembre 2022)
Le 29 août, l'armée ukrainienne lance une contre-offensive dans la région de Kherson, au sud. Les derniers ponts sur le Dniepr sont sous le feu des HIMARS de l'armée ukrainienne et l'offensive menace d'isoler 20 000 soldats russes, qui pourraient se retrouver enfermés sur la rive droite du fleuve, sans aucune voie de repli. Des combats intenses éclatent alors : les Ukrainiens réalisent une percée au niveau du village de Vyssokopillia et progressent lentement dans la région.
Le 6 septembre 2022, les Ukrainiens lancent une autre offensive dans la région de Kharkiv, au nord,. Le 6 et le 7 septembre, les défenses russes sont percées sur une longueur de 15 kilomètres. En quelques jours, les forces russes s'effondrent dans la région, abandonnant derrière elles de nombreux véhicules et munitions et des centaines de soldats russes sont faits prisonniers,. Le 8 septembre, les Ukrainiens reprennent la ville de Balaklia. Le 10 septembre, ils reprennent Koupiansk et atteignent les abords de Lyman, Lyssytchansk et Vovtchansk. Les Russes évacuent également la ville d'Izioum, qui est reprise le 11 septembre par les Ukrainiens. C'est une prise majeure étant donné qu'elle constituait « la base arrière du Kremlin pour attaquer le nord du Donbass voisin ». Une fosse commune et 445 tombes ont été découvertes le 15 septembre dans une pinède près d'Izioum dont certains corps présentent des signes de torture. Une majorité des victimes seraient des civils et plusieurs personnes exhumées avaient les poignets liés par une corde. Deux autres fosses communes, minées, sont découvertes dans la ville, ainsi que 10 centres de torture,.
Le 13 septembre 2022, le ministère de la défense britannique indique que « les forces russes qui se sont retirées de l'oblast de Kharkiv sont des éléments de la 1re armée de chars de la Garde, qui fait partie du district ouest, basé à Odintsovo, ville de l'oblast de Moscou. Cette unité, qui a subi de lourdes pertes dans la phase initiale de la guerre, n’a pas pu être entièrement reconstituée avant la contre-offensive ukrainienne à Kharkiv ». La 1re armée de chars de la Garde est l'une des plus prestigieuses des armées russes. Affectée à la défense de Moscou, elle est destinée à mener des contre-attaques en cas de guerre avec l'OTAN.
Le 22 septembre 2022, les Ukrainiens reprennent Iatskivka, à une quinzaine de kilomètres à l'Est d'Izioum.
Les Ukrainiens poursuivent ensuite leur offensive sur la ville de Lyman, qui constitue un important nœud ferroviaire. La ville est encerclée, puis entièrement reprise le 2 septembre,,.
Le 9 novembre 2022, Sergueï Choïgou, ministre russe de la Défense, ordonne le retrait des forces russes de la rive droite du fleuve Dniepr de la ville et de la région ukrainienne de Kherson,. Selon Moscou, 30 000 soldats et 115 000 civils se retirent de la rive occidentale du Dniepr dans les jours qui suivent,,. Les évacuations auraient débuté dès la mi-octobre. Le 9 novembre, l'armée russe annonce s'être entièrement retirée de Kherson. Elle fait sauter plusieurs ponts derrière elle, dont le pont d'Antonivka et le pont ferroviaire de Pridniprovske,.
Le 11 novembre, l'armée ukrainienne reprend le contrôle de la ville de Kherson, sous les acclamations de la population,,.

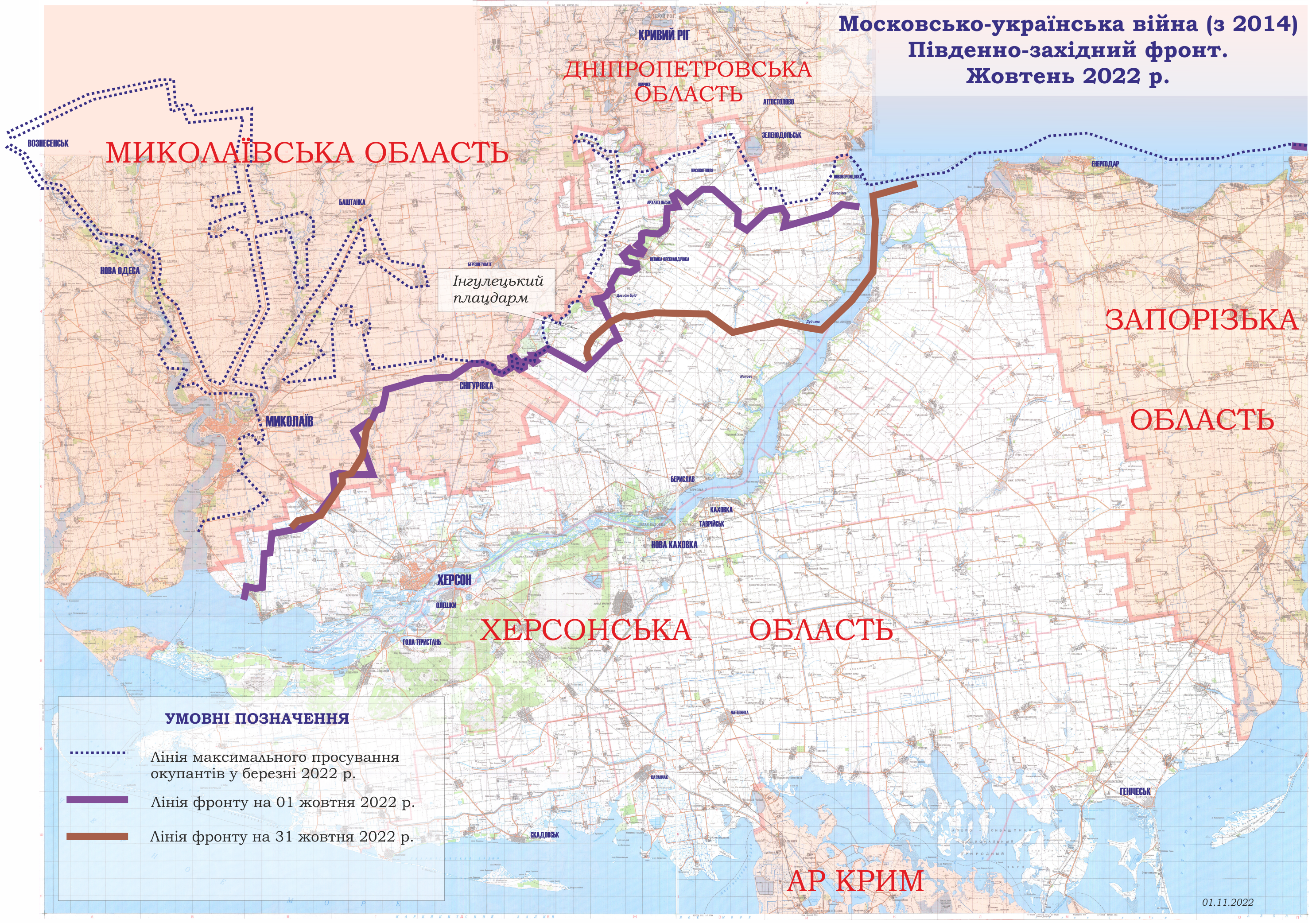
Front Sud-Ouest, fin octobre 2022.
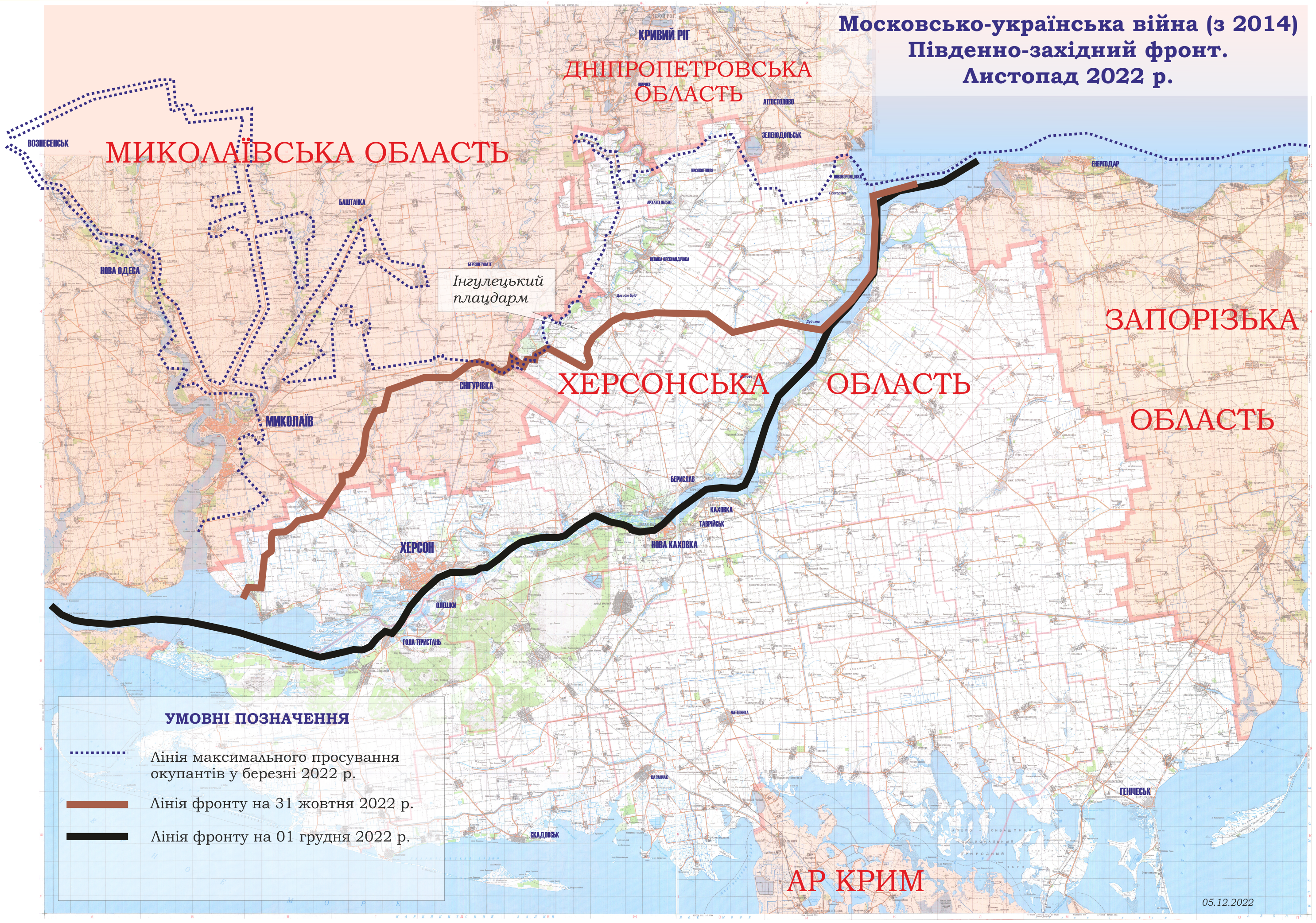
Front Sud-Ouest, fin novembre 2022.

### Offensive russe à Bakhmout (automne 2022 au printemps 2023)
À partir de l'automne 2022, la Russie concentre ses efforts sur la ville de Bakhmout, dans l'Oblast de Donetsk, peuplée de 70 000 habitants avant la guerre. Le Groupe Wagner est mis en première ligne pour cette bataille et livre l'essentiel des combats urbains. Pendant l'hiver, les Russes progressent au centre et aux abords de la ville, grignotant lentement les positions ukrainiennes. Mi-janvier 2023, le Groupe Wagner s'empare de la petite ville de Soledar, à 10 kilomètres au nord de Bakhmout. Fin janvier 2023, le président Volodymyr Zelensky reconnaît que Bakhmout concentre « les plus grandes difficultés » rencontrées par son armée, mais il promet de défendre la « forteresse » jusqu'au bout. Le général ukrainien Oleksandr Syrsky déclare alors que l'objectif est de « gagner du temps pour préparer nos réserves et nos futures opérations offensives ». Le 20 mai 2023, Evgueni Prigojine, chef du groupe Wagner, revendique la prise complète de la ville. Les pertes russes sont cependant particulièrement lourdes,. Prigojine admet que plus de 10 000 hommes de Wagner ont été tués lors de cette bataille. Bakhmout est totalement détruite par les combats et vidée de toute sa population civile.

### Pont de Crimée
Le lendemain de l'anniversaire de Vladimir Poutine, après avoir évoqué qu'« une citerne de carburant » aurait pris feu sur le pont de Crimée, les agences de presse russes indiquent, par l'intermédiaire du Comité national antiterroriste russe :

« Aujourd'hui à 6h07 (3h07 GMT) sur la partie routière du pont de Crimée… a eu lieu l'explosion d'un camion piégé, qui a entrainé l'incendie de sept citernes ferroviaires qui allaient vers la Crimée. »

Le pont sert de voie, notamment, pour le transport d'équipement militaire pour l'armée russe combattant en Ukraine,. Les parties routières et ferroviaires du pont seraient en partie effondrées, paralysant totalement le trafic sur les deux voies. 
Le 17 août 2022 le conseiller de la présidence ukrainienne Mykhaïlo Podoliak avait menacé d'attaquer le pont de Kertch construit par la Russie en 2018, considérant le pont comme étant une cible militaire légitime et que « ce pont est une structure illégale et l'Ukraine n'a pas donné sa permission pour sa construction. Il porte préjudice à l'écologie de la péninsule et doit donc être démantelé. Peu importe comment : volontairement ou non ». Il avait également ajouté que le début de la « démilitarisation en action » de la Crimée avait débuté (faisant état des explosions de Novofedorivka, à l'explosion d'un dépôt de munition russe près de Djankoï…) en référence à la terminologie utilisée par la Russie pour justifier son invasion de l'Ukraine déclenchée le 24 février.
Quatre semaines après l'explosion sur le pont, une voie est toujours utilisable mais le trafic reste limité. Les services de renseignements britanniques estiment à ce moment-là que « le trafic routier devrait rester perturbé jusqu’en mars 2023 » tandis que la réparation du pont pourrait durer jusque septembre 2023.

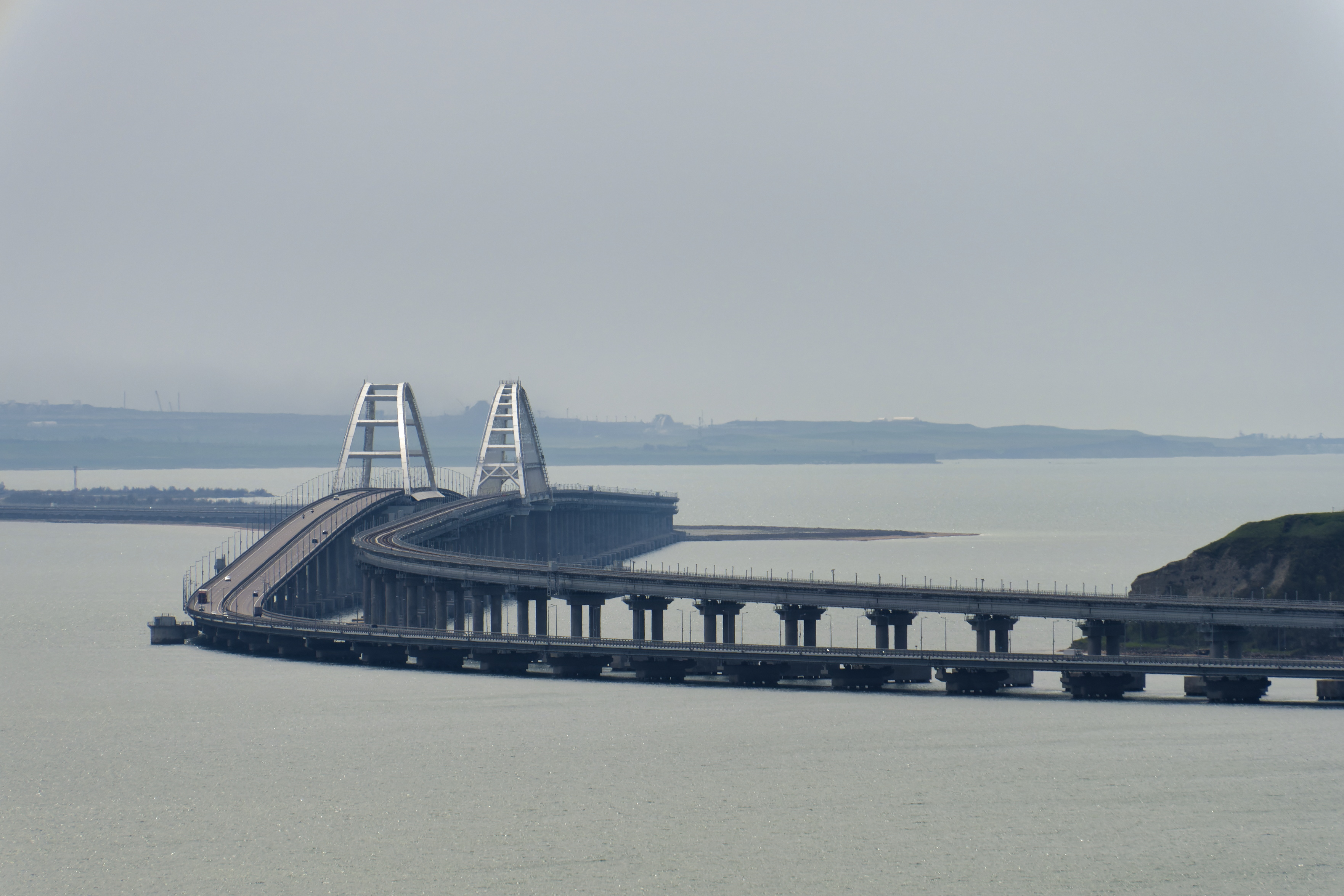
Le pont de Crimée avant l'attaque.
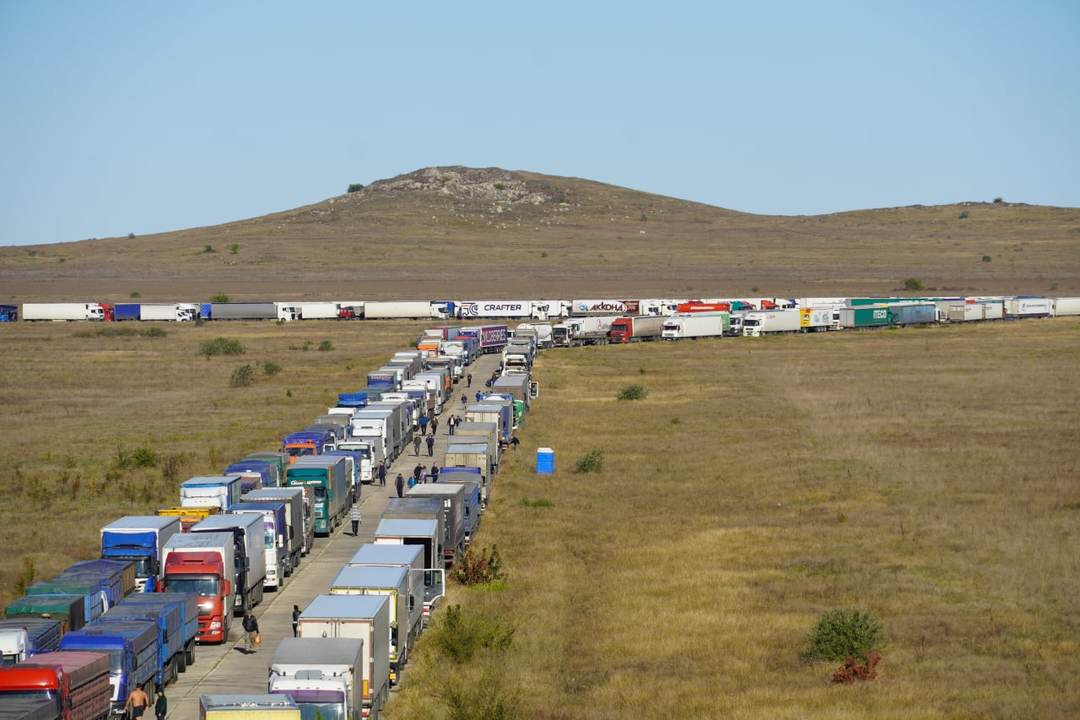
File de camions à la traversée du ferry à travers le détroit de Kertch le 12 octobre 2022, après la destruction partielle du pont de Crimée.

### Destruction du barrage de Kakhovka
Le barrage hydroélectrique de Kakhovka, occupé par les forces russes depuis le 24 février 2022, est détruit dans la nuit du 6 juin 2023 par une explosion interne. Il était sous contrôle des forces armées russes et proche de la ligne de front. Le jour même, chacun des belligérants rejette la responsabilité de la destruction sur le camp adverse. Au moins 16 000 personnes seraient concernées par la montée des eaux provoquée par la destruction du barrage.

### Explosion du gazoduc d'ammoniac
Toujours le 6 juin 2023, le ministère russe de la Défense accuse l'Ukraine d'avoir fait exploser le gazoduc d'ammoniac reliant la ville russe de Togliatti, sur les rives de la Volga, au port ukrainien de Pivdennyi, près d'Odessa, sur mer Noire, long de 2 400 km environ, servant à acheminer de l'ammoniac, utilisé dans les engrais. Les dégâts auraient eu lieu près de Massioutovka (uk), un petit village de l'oblast de Kharkiv, situé a proximité de la ligne de front, et réoccupé par les troupes russes depuis le 16 mai 2023,,,,.

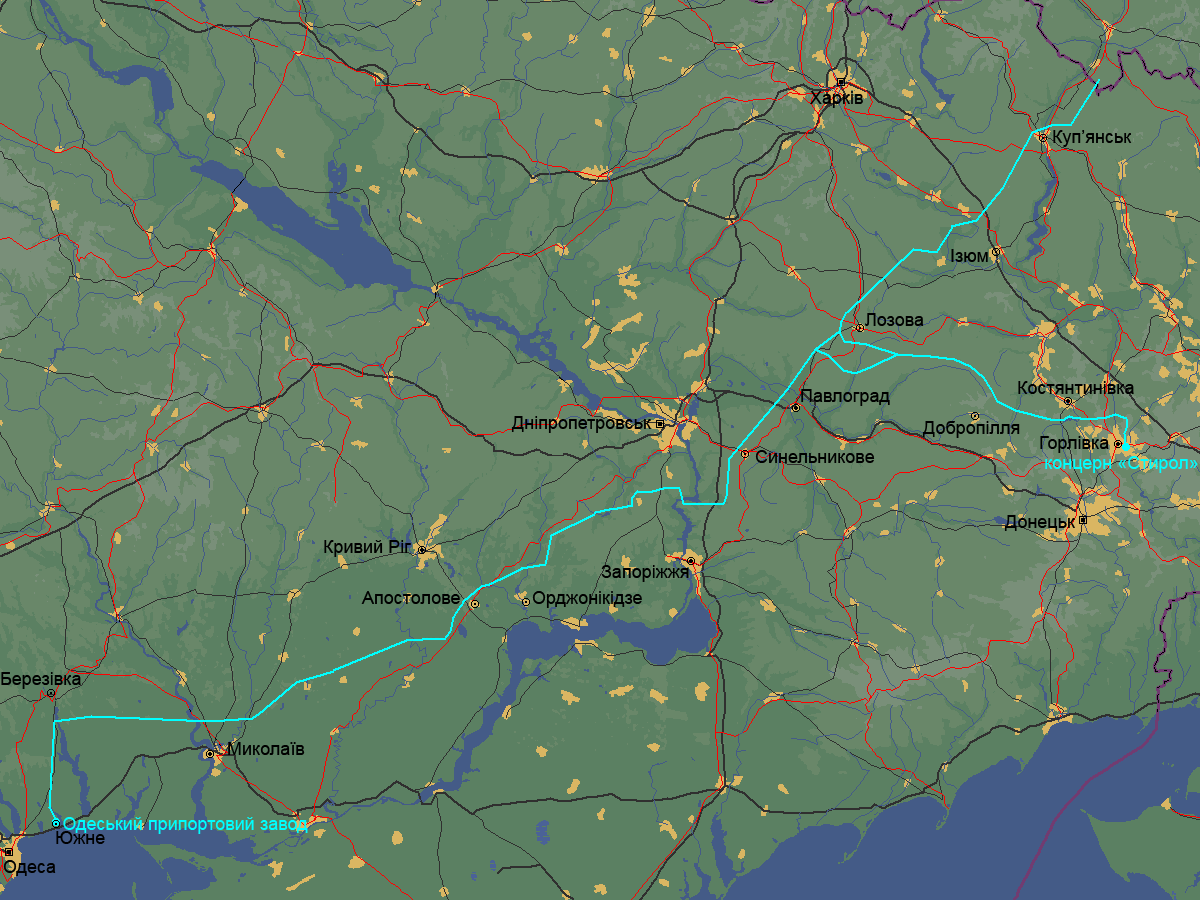
Schéma de la partie ukrainienne de l'oléduc d'ammoniac.

### Rébellion du groupe Wagner contre l'armée russe (23 et 24 juin 2023)

Avancée des troupes de Wagner durant sa rébellion contre l'armée russe

Dans la journée du 23 juin 2023, Evgueni Prigojine, chef du groupe Wagner, accuse l’armée russe d’avoir bombardé ses camps en arrière-ligne. Le soir même, il déclare dans une vidéo diffusée sur Telegram que le commandement du groupe a pris la décision de « stopper » les responsables militaires russes. Il annonce marcher vers Moscou avec à sa disposition 25 000 hommes fidèles.
Le 24 juin vers 8 heures heure de Moscou, Vladimir Poutine condamne l’acte de « trahison » et promet de punir les « insurgés ».
La ville de Rostov-sur-le-Don est prise en quelques heures par les rebelles. Le 24 juin, les forces de Wagner sont entrées dans Voronej et l’oblast de Lipetsk.
Alors que les colonnes blindées de Wagner semblent foncer vers la capitale russe, Evgueni Prigojine annonce, dans la soirée du 24 juin, le retrait de ses troupes, au motif qu’il souhaite éviter de « faire couler le sang ». Il affirme que ses soldats vont regagner leurs bases en Ukraine. Dans la soirée, le Kremlin annonce la levée des poursuites judiciaires à l’encontre des mutins qui doivent rejoindre la Biélorussie. Le reste des mercenaires du groupe n’ayant pas pris part à la rébellion sont invités à intégrer l’armée régulière. Le 25 juin, le repli des troupes de Wagner se poursuit à Voronej et Rostov-sur-le-Don et les tensions semblent être retombées.

### Bombardements des ports céréaliers ukrainiens
Le 17 juillet 2023, le président russe suspend l'accord céréalier qui permet à l'Ukraine d'exporter ses céréales en passant par la mer Noire sans être attaqué. Dès les jours suivants, et pendant plusieurs semaines, des infrastructures portuaires et des sites de stockage de grains sont bombardés par l'armée russe. Avec la fin de l'accord céréalier, la majeure partie des céréales ukrainiennes exportées transiteraient par le Danube.
Dès la nuit du 19 juillet, au moins deux réservoirs de stockages sont touchés à Tchornomorsk près d'Odessa. Selon les autorités ukrainiennes, 60 000 tonnes de produits agricoles sont détruites cette nuit-là.
Le 24 juillet, le port de Reni, situé sur le Danube et en face de la Roumanie, est touché. 19 attaques de drones sur les ports du Danube sont enregistrées ce jour-ci. Selon la BBC, « Le pont de Zatoka - un lien essentiel qui permet aux camions de céréales d'accéder au port d'Izmail sur le Danube - aurait également été touché. »
Dans la nuit du 1er au 2 août 2023, le port d'Izmaïl, également situé sur le Danube, est touché à son tour. Ce port est à nouveau visé le 22 août 2023, 13 tonnes de céréales sont alors détruites.
Le 23 août 2023, le ministre ukrainien des Infrastructures, Oleksandr Koubrakov, estime que : « Au total, 270 000 tonnes de céréales ont été détruites durant le mois d'attaques contre les ports ». Selon ce ministre, 8 bombardements d'ampleur ont eu lieu entre la suspension de l'accord céréalier le 17 juillet et le 23 août.
Le 4 septembre 2023, le porte-parole du ministère ukrainien des Affaires étrangères, Oleg Nikolenko, affirme que « lors d’une attaque massive de la Russie dans la zone du port d’Izmaïl, un drone russe Shahed est tombé et a détoné sur le territoire de la Roumanie ». Le gouvernement roumain nie ce fait avant d'annoncer que le drone a bien touché le sol roumain.

### Contre-offensive ukrainienne de 2023
Au début du mois de juin 2023, l'armée ukrainienne lance une contre-offensive sur le front Sud. Lors des deux premières semaines, les Ukrainiens reprennent huit villages aux troupes russes. Les forces ukrainiennes progressent lentement dans les semaines qui suivent. Fin août, elles brisent la première ligne de défense russe au niveau du village de Robotyne, dans l'Oblast de Zaporijjia. Cependant, en octobre, l'armée ukrainienne ne progresse plus, bloquées par les fortifications russes. Début novembre, le général Zaloujny admet que la situation est « dans une impasse. […] Il n’y aura probablement pas de percée profonde et belle »,
Le 10 octobre, la Russie tente de reprendre l'initiative en lançant une offensive sur la ville d'Avdiïvka, dans l'Oblast de Donetsk,. Les forces russes subissent cependant de lourdes pertes et leurs premières attaques sont repoussées. Après plusieurs mois d'intenses combats, la ville, presque entièrement détruite, tombe aux mains des Russes le 17 février 2024.

### Offensive russe vers Kharkiv demai 2024
Après en avoir été chassée au courant de l'été 2022, l'armée russe entreprend une importante offensive dans l'oblast de Kharkiv le 10 mai 2024 ; cela s'accompagne de bombardements intenses dans la région. Dès le 11 mai, la Russie affirme avoir pris cinq villages à la frontière tandis que l'Ukraine indique l'évacuation de 1 800 personnes et redouble d'attaques de drones dans la région de Belgorod en Russie.
Le 13 mai, l'armée russe parvient à avancer de 8 km dans la région de Kharkiv en partant de quatre directions différentes. Le chiffre de civils fuyant les combats monte également à 4 000. La ville de Vovtchansk, vers laquelle se projette l'armée russe est particulièrement visée et est menacée de destruction totale ; elle ne compte plus que quelques centaines d'habitants en 2024 (contre plus de 18 000 en 2021),.
Après 7 jours de combats depuis le début de l'offensive, le président Zelensky annonce la stabilisation du front et une pénétration maximale de 10 km par l'armée russe. Selon le commandant en chef des forces ukrainiennes, Oleksandr Syrsky, c'est un manque de préparation et un lancement précoce de l'offensive après des mouvements de troupes du côté ukrainien. Les Russes se sont arrêtés plus précisément à la ville de Vovtchansk. Le chiffre de civils ayant fui les combats monte à près de 10 000 le 18 mai.

### Incursion ukrainienne dans l'oblast de Koursk
Depuis le 6 août, l'Ukraine mène une offensive significative dans l'oblast de Koursk — l'état d'urgence y est déclaré le 7 août. C'est la plus importante incursion ukrainienne en territoire frontalier russe ; près de 1 000 soldats sont recensés dans l'opération.

### Implication directe de la Corée du Nord
Le 4 octobre 2024, des médias ukrainiens affirment qu'une vingtaine de militaires, dont six officiers nord-coréens, sont morts lors d'une attaque de missile ukrainienne survenue la veille près de Donetsk,. Le 8 octobre, le ministre sud-coréen de la Défense (ko), Kim Yong-hyun (ko), juge « très probable qu'il y ait eu des victimes parmi des officiers nord-coréens et soldats en Ukraine ». Un officier du renseignement militaire ukrainien, cité le 11 octobre par l'ISW, soutient que « plusieurs milliers » de fantassins nord-coréens s'entraînent en Russie et que le commandement militaire russe pourrait les déployer sur le front d'ici la fin de l'année. Le 13 octobre, un groupe de résistants ukrainiens signale la présence de soldats nord-coréens sur trois terrains d'entraînement d'artillerie à proximité de Marioupol. Le même jour, Volodymyr Zelensky accuse la Corée du Nord d'envoyer des soldats à l'armée russe. Le 15 octobre, un diplomate occidental affirme au Kyiv Independent que 10 000 soldats nord-coréens sont déjà en Russie pour l'aider dans son effort de guerre. Le 17 octobre, Volodymyr Zelensky déclare au cours d'une conférence de presse au siège de l'OTAN : « Nous avons des informations indiquant que la Corée du Nord a envoyé du personnel tactique et des officiers en Ukraine sur des territoires provisoirement occupés et qu'ils préparent, sur leur sol, 10 000 soldats mais ne les ont pas encore déployés », précisant des propos prononcés plus tôt dans la journée pendant une réunion du Conseil européen. Le même jour, le chef du renseignement militaire ukrainien, Kyrylo Boudanov, affirme à The War Zone qu'environ 11 000 fantassins nord-coréens suivent une formation militaire dans l'est de la Russie et qu'« ils seront prêts [à se battre en Ukraine] le 1er novembre ». Le lendemain, le service de renseignements sud-coréen (NIS) affirme que la Corée du Nord a déjà envoyé 1 500 soldats de ses forces spéciales (en) à Vladivostok, Oussouriïsk, Khabarovsk et Blagovechtchensk, dans l'Extrême-Orient russe. D'après l'agence de presse sud-coréenne Yonhap, le NIS aurait évoqué l'envoi prochain de « quatre brigades de 12 000 soldats, y compris des forces spéciales, pour la guerre en Ukraine », des nombres absents de la déclaration officielle du NIS. Le 21 octobre, la Corée du Nord nie fournir des troupes à la Russie. Le 23 octobre, le coordinateur des communications stratégiques du Conseil de sécurité nationale à la Maison-Blanche, John Kirby, déclare : « Nous estimons qu'entre début et mi-octobre, la Corée du Nord a déplacé au moins 3 000 soldats dans l'est de la Russie ».
L'envoi de ces troupes est notamment lié a l'évolution des relations entre la Russie et la Corée du Nord, qui ont signé en juin un accord de défense mutuelle.
En avril 2025, la Corée du Nord et la Russie ont reconnu officiellement que la Corée du Nord a envoyé des troupes,,.

## Négociations de paix
Le 27 février 2022, Zelensky accepte de participer à des pourparlers à la frontière entre l'Ukraine et la Biélorussie, à la suite d'une conversation téléphonique avec le président biélorusse Alexandre Loukachenko, et ce, malgré un sentiment de scepticisme du côté ukrainien.
Au quatrième jour de l'offensive, lors d'un entretien avec ses chefs militaires retransmis à la télévision russe, Poutine ordonne, en réponse aux différentes sanctions des pays occidentaux, « au ministre de la Défense et au chef d'état-major de mettre les forces de dissuasion de l'armée russe, qui comprennent un volet nucléaire, en régime spécial d'alerte au combat ». Les forces de dissuasion russes sont un ensemble d'unités dont le but est de décourager une attaque contre la Russie, « y compris en cas de guerre impliquant l'utilisation d'armes nucléaires ».
Le 3 mars 2022, une deuxième séance de pourparlers a eu lieu à Belovejskaïa Pouchtcha, municipalité biélorusse à proximité de la Pologne ; le principal résultat de cette séance étant un commun accord pour l'établissement de couloirs humanitaires,.
Le 5 mars, Israël se propose en tant que médiateur, en invoquant de solides relations avec les deux nations en conflit. Le Premier ministre israélien Naftali Bennett, accompagné de Ze'ev Elkin, son ministre du Logement russophone d'origine ukrainienne, se rend à Moscou, devenant ainsi le premier dirigeant étranger à se rendre en Russie depuis le début des hostilités. Le Premier ministre israélien se déplace exceptionnellement le jour du shabbat en invoquant l'urgence liée à la « situation des Israéliens et des communautés juives à la suite du conflit ».
Les relations entre Israël et la Russie se tendent début mai lorsque Lavrov déclare, à propos du président Zelensky, qu'être à la fois juif et nazi n'est pas incompatible, en déclarant que « Hitler avait aussi du sang juif ». L'État hébreu juge ces propos « scandaleux, impardonnables et une horrible erreur historique », tandis que le gouvernement ukrainien dénonce des « théories du complot » révélatrices d'un « antisémitisme profondément enraciné au sein des élites russes ».
Lors des pourparlers « substantiels » à Istanbul le 29 mars, la Russie promet de « réduire radicalement » son offensive vers Kiev, à la suite de la proposition de l'Ukraine de s'engager à une neutralité sous réserve que sa sécurité soit garantie par des puissances étrangères. Ce statut empêcherait l'Ukraine de rejoindre l'OTAN, objectif demandé par la Russie avant l'invasion. Les autorités ukrainiennes ont également demandé que les différends sur la Crimée et les territoires séparatistes fassent l'objet de négociations séparées.
Après la signature à Moscou des « accords d'accession des nouveaux territoires [anciennement ukrainiens] à la fédération de Russie », le 30 septembre 2022, le président Zelensky précise qu'il ne négociera pas avec la Russie tant que Vladimir Poutine est au pouvoir.
En juin 2024 s'est tenue en Suisse une Conférence sur la paix en Ukraine, plus de 160 délégations y étaient invitées.

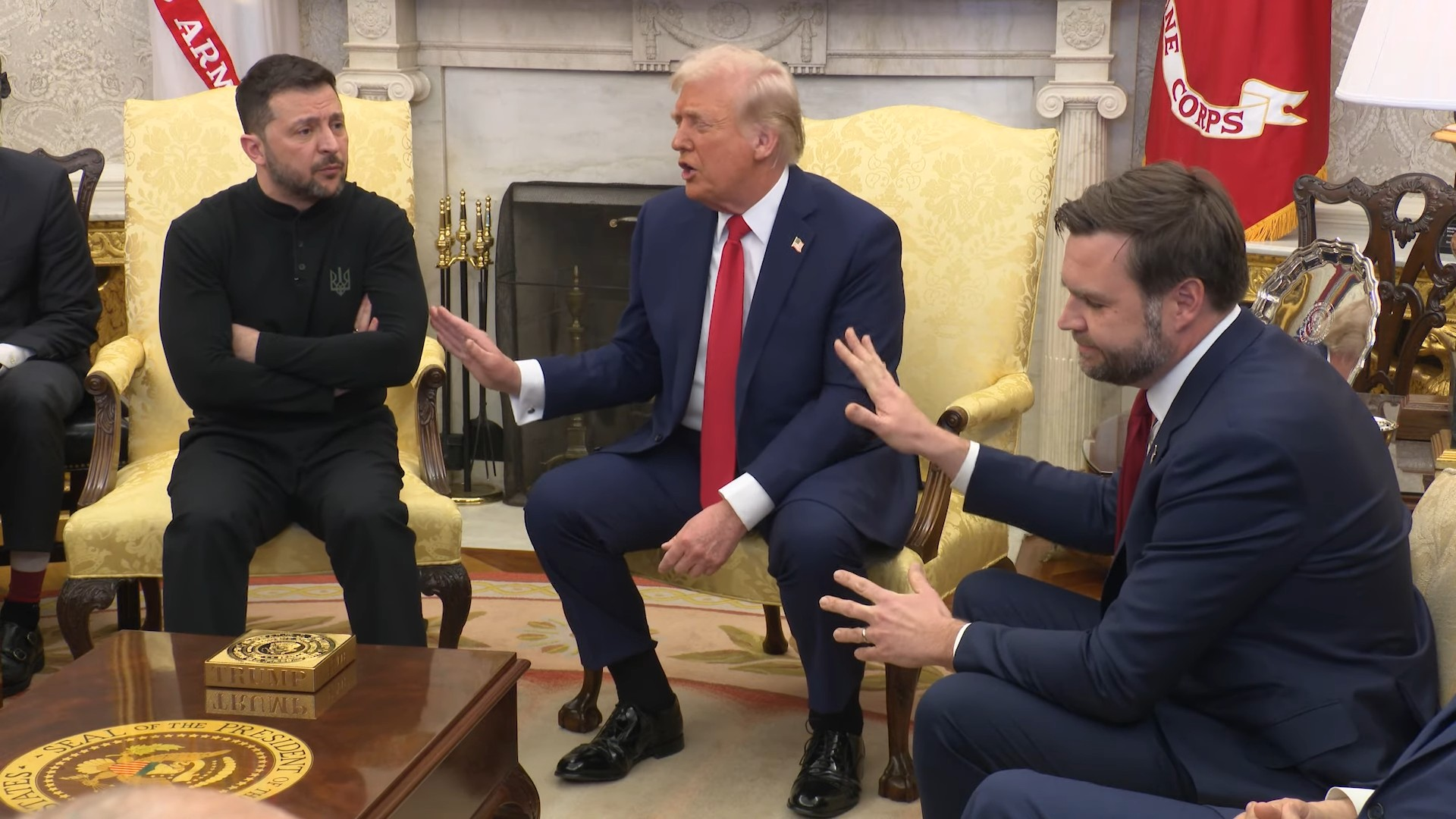
Rencontre entre Donald Trump, J.D. Vance et Volodymyr Zelensky à la Maison-Blanche le 28 février 2025.

À la suite de l'élection de Donald Trump à la Maison-Blanche en novembre 2024, les négociations de paix connaissent une inflexion majeure. Ayant affirmé pendant la campagne présidentielle sa volonté d'une résolution rapide du conflit, son administration engage des pourparlers séparés avec la Russie et l'Ukraine. En février 2025, Donald Trump et Vladimir Poutine s'entretiennent par téléphone, suscitant les critiques des Ukrainiens et des Européens, qui reprochent au président américain de négocier unilatéralement l'avenir de l'Ukraine. Le 18 février, dans un revirement majeur de la politique étrangère des États-Unis à l’égard de la Russie, des délégations russes et américaines se réunissent en Arabie saoudite lors d'un sommet destiné à établir un cadre pour de futures négociations de paix. En parallèle, les États-Unis et l'Ukraine aboutissent à une proposition d'accord sur les ressources minérales ukrainiennes en échange de la poursuite du soutien américain. Après une escalade des tensions entre Donald Trump et Volodymyr Zelensky, la rencontre du 28 février à la Maison-Blanche marque un pic de confrontation entre les deux présidents, et se solde par l'échec de la conclusion de l'accord sur les minerais et, quelques jours plus tard, par la suspension temporaire de l'aide militaire américaine à l'Ukraine. Le 11 mars, un accord sur un cessez-le-feu est conclu entre les États-Unis et l'Ukraine et transmis à la Russie, menant à une reprise de l'assistance américaine à Kiev. Le Kremlin accepte le principe d'un cessez-le-feu, qui est dans un premier temps limité aux infrastructures énergétiques ukrainiennes, affirmant qu'un cessez-le-feu étendu nécessite davantage de négociations.  

## Bilan humain

### Pertes militaires
Les deux pays ayant tendance à minorer leurs propres pertes militaires et à amplifier celles de l'adversaire, il est difficile de démêler le vrai du faux dans leurs déclarations respectives.
Le 21 mars 2022, un article du Komsomolskaïa Pravda — tabloïd appartenant à l’oligarque Grigori Berezkine proche du Kremlin — indiquait un bilan des pertes russes attribué au ministère de la Défense russe, de 9 861 morts et 16 153 blessés. Quelques minutes plus tard, l'article était retiré, puis remis en ligne sans les chiffres. Le journal précisant alors sur sa chaîne Telegram que sa plateforme de publication avait été piratée, et que les informations « inexactes » avaient, depuis, été supprimées.
Le 16 avril 2022, dans un entretien avec CNN, le président Volodymyr Zelensky indique que l'armée ukrainienne aurait perdu 2 500 à 3 000 combattants et 10 000 blessés depuis le début du conflit. Il estime que l'armée russe aurait perdu de 19 000 à 20 000 soldats (tués et blessés) depuis le commencement de cette guerre. La Russie reconnaît un bilan nettement moins lourd avec 1 351 morts.
Le 5 mai 2022, le New York Times, indique que les services de renseignements des États-Unis auraient fourni aux forces ukrainiennes les informations permettant l'élimination de 18 généraux russes,.
Le 12 octobre 2022 le site d’information indépendant russophone Meduza indique que l'armée russe aurait perdu 90 000 soldats depuis le début de la guerre, incluant les morts, les blessés et les déserteurs.
Le 15 novembre 2022, l'état-major de l'armée ukrainienne affirme que depuis le début de la guerre, « environ 82 080 militaires russes ont été liquidés et indique également avoir tué plus de 700 militaires russes lors des combats de la dernière journée ».
En collectant les avis de décès de combattants russes accessibles au public, Mediazona et le service russe de la BBC déterminent que pas moins de 9 500 morts militaires russes avaient été annoncées individuellement début décembre 2022. Les morts russes comprennent le commandant adjoint de la 8e armée russe (major-général Vladimir Frolov), le commandant adjoint de la 41e armée (major-général Andreï Soukhovetski) et le commandant adjoint de la flotte de la mer Noire (capitaine de 1er rang Andreï Pali). En incluant ces généraux, la mort de 1 462 officiers russes a été annoncée individuellement, dont 172 officiers du grade de lieutenant-colonel ou plus. Six mois plus tard, en juin 2023, la BBC, Mediazona et des volontaires ont identifié 25 000 soldats russes morts en Ukraine en se basant sur des informations « provenant de rapports officiels, des journaux, des réseaux sociaux et de nouvelles tombes et monuments ».
Fin février 2023, le Center for Strategic and International Studies, cercle de réflexion américain, estime que les pertes russes (y compris des groupes séparatistes pro-russes et de Wagner) entre février 2022 et février 2023 sont comprises entre 60 000 et 70 000 morts,.
Le 7 mars 2023, le ministre russe de la Défense Sergueï Choïgou déclare que les pertes ukrainiennes pour le mois de février 2023 sont de 11 000 combattants, en hausse de 40 % par rapport à janvier 2023.
Le 10 juillet, les journalistes de Meduza et Mediazona et Dmitry Kobak, statisticien à l'université Eberhard Karl de Tübingen, concluent dans une étude que 40 000 à 55 000 militaires russes ont été tués en Ukraine et qu'au moins 125 000 ont été blessés, du 24 février 2022 au 27 mai 2023.
Le 21 août 2023, The New York Times indique que d'après des officiels américains cités sous le couvert de l’anonymat, les pertes militaires s'établiraient à 200 000 hommes pour les Ukrainiens, dont 70 000 tués, et 300 000 pour les Russes, dont 120 000 tués.
En décembre 2023, l'AFP rapporte que selon une source parlementaire américaine, les services de renseignements américains évaluent les pertes russes à 315 000 morts ou blessés et à 2 200 blindés perdus sur les 3 500 que l'armée russe possédait au début de la guerre.
Fin février 2024, le président Volodymyr Zelensky annonce que 31 000 soldats ukrainiens ont été tués au cours de la guerre.
Le 24 février 2024, exactement deux ans après le début de l'invasion, le média indépendant Meduza estime qu'au moins 75 000 soldats russes sont morts en Ukraine « en analysant et en croisant les listes des noms des soldats russes décédés avec les informations tirées du registre russe des cas d'héritage ». Le média note qu'« il ne s’agit pas d’un chiffre exact mais d’une estimation statistique – la valeur la plus probable dans une fourchette certes large, comprise entre 66 000 et 88 000 »,.

### Pertes civiles
Au moins 18 civils ukrainiens sont morts lors du premier jour de l'invasion : 13 en Ukraine du Sud, 3 à Marioupol et 2 à Kharkiv,.
L'ONU rapporte au moins 25 morts et 102 blessés parmi les civils pour la première journée de combat, en précisant que le bilan réel est probablement bien supérieur.
Des attaques délibérées contre des infrastructures civiles sont avérées, comme l'attaque de l'aéroport de Jytomyr le 27 février 2022. Le 6 mars 2022, l'Organisation mondiale de la santé (OMS) confirme de nombreuses attaques sur des centres de santé et sur des soignants, précisant que ces attaques constituent « des violations de la loi humanitaire internationale ». Ces attaques sont documentées par six rapports officiels, et font état d'au moins six morts et onze blessés.
Poutine prétexte pour sa part que les soldats ukrainiens utiliseraient des civils comme boucliers humains, ils les enfermeraient dans des immeubles résidentiels où ils placeraient des armes et du matériel militaire.
Au 17 mars 2022, l'ONU fait état d'au moins 700 civils tués.
Le même jour, le parquet général ukrainien annonce que 108 enfants ont été tués en Ukraine depuis le début de l'invasion de ce pays par la Russie, dont 52 dans la région de Kiev. Dans la même journée, le réseau électrique ukrainien est raccordé à celui de l'Union européenne.
Au 9 octobre, la CIA dénombre 15 600 victimes civiles.
Selon le Haut-Commissariat des Nations unies aux droits de l'homme, du 24 février 2022 au 26 décembre 2022, la guerre en Ukraine a fait au moins 17 831 victimes civiles dont 6 884 personnes tuées et 10 947 blessées.

## Crimes de droit international

### Crime d'agression
Le crime d'agression qualifie les crimes commis par des personnes ou des États visant à déstabiliser d'autres États souverains par un conflit armé,.
L'invasion de l'Ukraine constitue un crime d'agression car violant la Charte des Nations unies selon le droit international pénal ; le crime d'agression peut être poursuivi en vertu de la compétence universelle,,. L'invasion viole également le Statut de Rome, qui interdit « l'invasion ou l'attaque par les forces armées d'un État du territoire d'un autre État, ou toute occupation militaire, même temporaire, résultant d'une telle invasion ou attaque, ou toute annexion par l'utilisation de force du territoire d'un autre État ou d'une partie de celui-ci ». Cependant, l'Ukraine n'a pas ratifié le Statut de Rome et la Russie en a retiré sa signature en 2016.
Fin mai 2022, plus de 11 000 crimes de guerre commis par des soldats russes ont été répertoriés par le bureau du procureur général d'Ukraine.

### Crimes contre l'humanité: armes non discriminantes, crimes de guerre et crimes contre l'humanité

#### Définitions et contexte des crimes contre l'humanité
Les Conventions de Genève forment la pierre angulaire du droit international humanitaire, qui régissent la conduite lors de conflits armés et visent à limiter au maximum les conséquences sur les États et leurs populations, notamment via les quatre conventions formant le corpus principal et assurant la protection des soldats blessés ou malades, des prisonniers de guerre, et des populations civiles, notamment en territoire occupé. De nombreuses règles de droit coutumier et des protocoles additionnels viennent compléter ces conventions, notamment le protocole I relatif à la protection des victimes des conflits armés internationaux. Le Haut-Commissariat des Nations unies aux droits de l'homme définit les crimes de guerre comme « des violations graves du droit international humanitaire commises à l'encontre de civils ou de combattants ennemis à l'occasion d'un conflit armé international ou interne », ces violations entraînant la responsabilité pénale de leurs auteurs. L'article 8 du Statut de Rome de la Cour pénale internationale définit aussi ces crimes, qui font partie, avec les crimes contre l'humanité et le crime de génocide, des crimes internationaux sur lesquels la Cour a compétence s'ils sont commis sur le territoire d'un État partie ou par l'un de ses ressortissants. De plus, le Conseil de Sécurité de l'ONU peut donner compétence à la Cour pour des crimes qui ne l'étaient pas. À l'échelle nationale, chaque État peut également décider de poursuivre les auteurs présumés devant son propre tribunal. Bien que le droit international soit souvent critiqué pour le manque de contraintes juridiques dans ses décisions, ce pan humanitaire l'est moins grâce à ses nombreux mécanismes coercitifs. Les Conventions de Genève s'appliquent de plein droit même si aucune déclaration de guerre officielle n'a été faite par les parties. Néanmoins, le droit international humanitaire souffre de lacunes dans la définition de ce qu'est un conflit armé, limitant l'application du droit humanitaire selon le contexte.
Certaines dispositions concernent particulièrement la protection des populations et bâtiments civils en définissant l'étendue ainsi que les exceptions :
- Les attaques doivent être limitées et ne viser que les objectifs militaires, selon l'article 48 du protocole I additionnel de 1977.
- Les parties en conflit ont un devoir de faire à tout moment la distinction entre populations civiles et parties militaires, selon le droit international humanitaire. Néanmoins, les parties civiles peuvent perdre leur immunité en s'associant directement à la cible et aux hostilités, selon l'article 51 alinéa 3 du protocole I additionnel de 1977. Ces exceptions sont très surveillées, des preuves avancées doivent être fortes pour les justifier.
- Les biens et bâtiments à caractère civil — tels que les maisons, appartements, commerces, hôpitaux et lieux de cultes — sont également protégés par le droit international humanitaire. Néanmoins, ces biens perdent leur immunité s'ils sont utilisés à des fins militaires, y compris les hôpitaux. Néanmoins, là aussi, les preuves avancées doivent être fortes.
- Les précédentes dispositions interdisent les attaques directes contre les populations et biens civils. Les attaques indirectes, c'est-à-dire sans discrimination, sans ciblage et les frappes indistinctes, sont aussi interdites par l'article 51 alinéa 4 du protocole I additionnel de 1977. Cela prohibe de facto les bombardements de zone ou les armes ne pouvant permettre un ciblage discriminé, comme les armes à sous-munitions ou incendiaires, et cela interdit également les attaques disproportionnées.
- Si certaines attaques indiscriminées sont attribuées à un dysfonctionnement des systèmes de guidage des missiles, le droit international demande que tout soit fait pour empêcher que ces actes ne se répètent. Or, ces faits se sont répétés du côté des forces russes.
- Les bombardements d'installation de déchets nucléaires et toxiques pourraient affecter l'enjeu de la protection des populations civiles, tel que définit dans les articles 54 et 55 du protocole I additionnel de 1977, même si la cible était désignée comme un objectif militaire.
- Il faut ajouter à cela que l'entrée des forces russes sur le territoire ukrainien transforme de facto la Russie en force occupante selon les articles 2 et 4 de la Convention de Genève.

Selon Mark Hiznay, directeur adjoint de la section Armes à Human Rights Watch, la notion de « discrimination » est le fil conducteur du droit international humanitaire, et se réfère en terminologie militaire à la fois à la fiabilité et à la précision des armes pour toucher les cibles visées, y compris par les effets indirects de l'arme tels que les fragmentations et incendies, et à la capacité des armes et des soldats à qui s'en servent à pouvoir faire la distinction entre militaires et civils. Selon lui, ce conflit voit l'utilisation de toute la gamme des armes soviétiques incluant des explosifs des années 1970 et 1980 chez les deux parties au conflit, ainsi que de nouvelles armes telles que des drones armés et des missiles guidés chez les Ukrainiens, contre des armes téléguidées plus sophistiquées chez les Russes qui recyclent également de manière novatrice d'anciennes armes, comme l'utilisation d'un missile naval contre une cible au sol. La Russie et l'Ukraine utilisent principalement leurs propres armes, étant de grands producteurs et exportateurs d'armes.
Human Rights Watch détaille sa méthodologie : ses chercheurs ne pouvant être présents en zones de conflits actifs, ils font un travail de recoupement à partir de plusieurs sources dont des données obtenues par des partenaires sur place ainsi que sur les réseaux sociaux, en particulier les données de caméras et de téléphones portables ainsi que des interviews. En Russie et en Ukraine, la plupart des voitures sont équipées de caméras embarquées (dashcams) pour des raisons d'assurances, qui ont pu capter de nombreuses attaques. La section Armes de Human Rights Watch compte cinq chercheurs en mars 2022 à travers le monde, et font campagne lors de négociations multilatérales pour interdire les robots tueurs, les armes entièrement autonomes, l'utilisation d'armes explosives en zones peuplées et les armes incendiaires.

#### Commission de crimes contre l'humanité

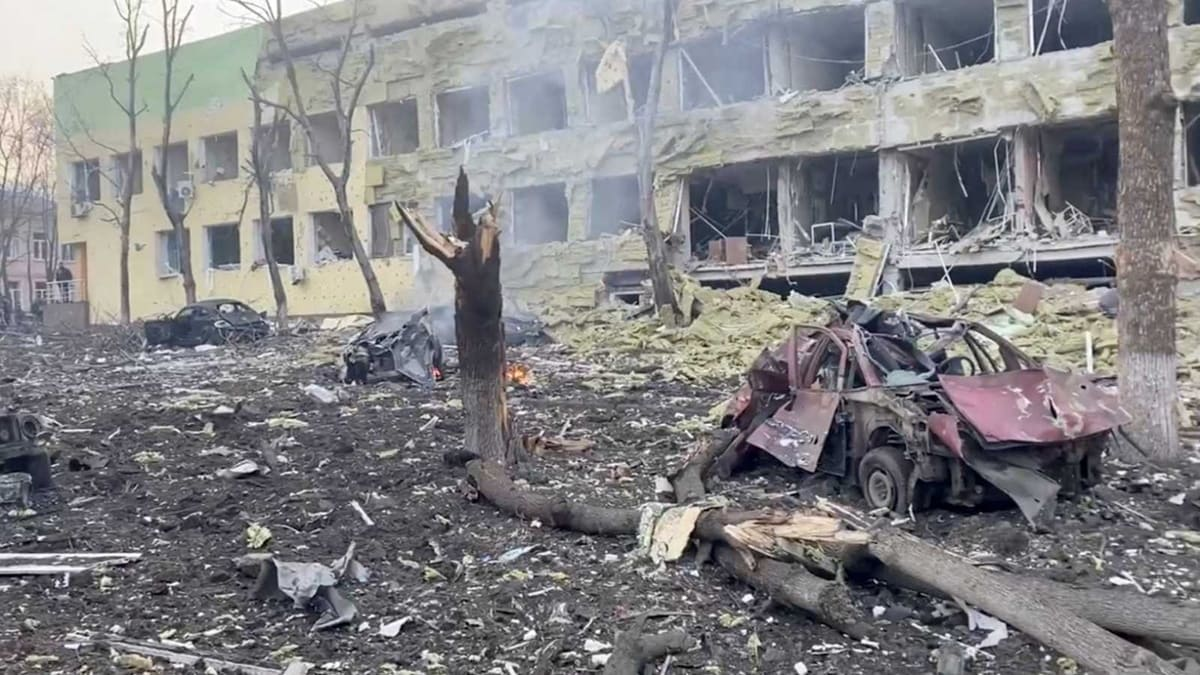
Bombardement de l'hôpital pour enfants et maternité de Marioupol, 9 mars 2022.

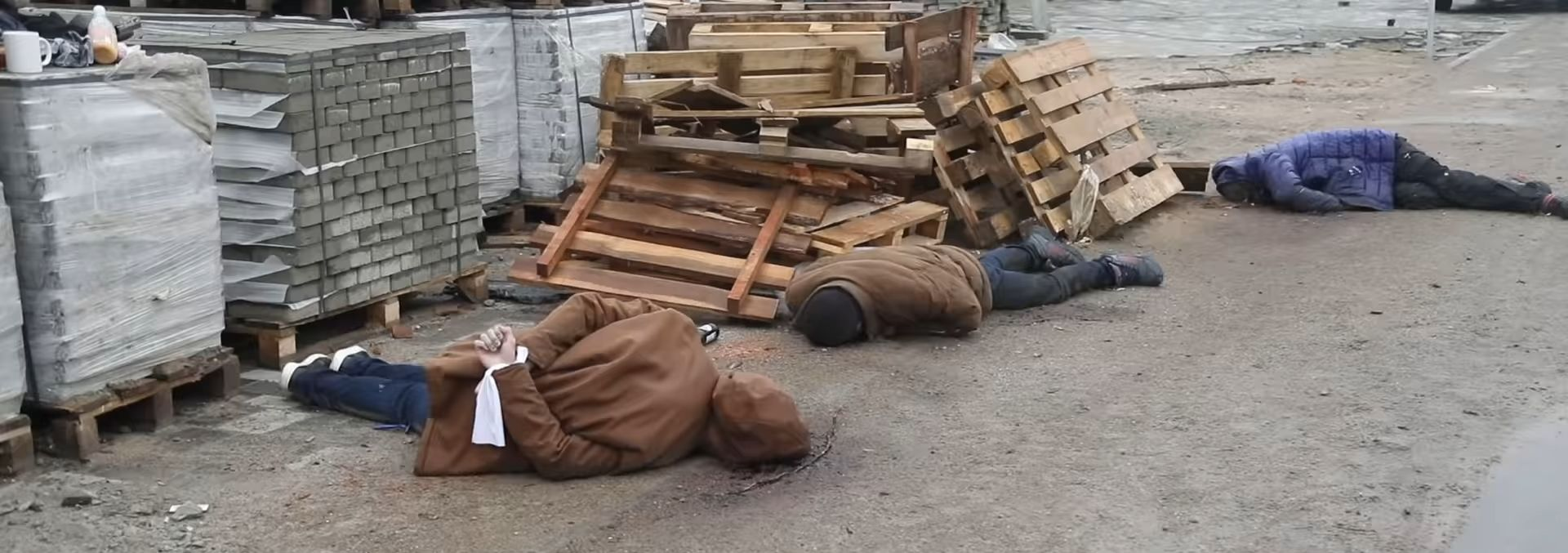
Massacre de Boutcha.

Le 25 février 2022, Amnesty International déclare qu'elle a recueilli et analysé des preuves montrant que la Russie avait violé le droit international humanitaire, y compris des attaques pouvant constituer des crimes de guerre ; elle a également déclaré que les affirmations des Russes selon lesquelles leurs troupes n'utilisaient que des armes à guidage de précision étaient fausses. Amnesty et Human Rights Watch ont déclaré que les forces russes avaient mené des attaques aveugles contre des zones civiles et des frappes contre des hôpitaux, notamment en tirant un missile balistique OTR-21 Tochtka avec une ogive à sous-munitions en direction d'un hôpital de Vouhledar, qui a tué quatre civils et en a blessé dix autres, dont six membres du personnel soignant. Dmytro Jyvytsky, gouverneur de l'oblast de Soumy (en), a déclaré qu'au moins six Ukrainiens, dont une fillette de sept ans, étaient morts lors d'une attaque russe contre Okhtyrka le 26 février, et qu'un jardin d'enfants et un orphelinat avaient été touchés. Le ministre ukrainien des Affaires étrangères, Dmytro Kouleba, a appelé la Cour pénale internationale à enquêter sur l'incident.
Le 27 février, l'Ukraine dépose une plainte contre la fédération de Russie devant la Cour internationale de justice (CIJ) pour violation de la Convention pour la prévention et la répression du crime de génocide de 1948.
Le 28 février, Amnesty International et Human Rights Watch dénoncent l'utilisation de roquettes et de bombes à sous-munitions et d'armes thermobariques (le « père de toutes les bombes ») par l'armée russe, notamment à Kharkiv,. Les armes à sous-munitions disséminent nécessairement des projectiles sur une grande surface, et sont donc dévastatrices en zone fortement peuplée ; il s'agit donc d'armes non discriminantes car leur effet ne peut pas être limité à une cible militaire. Ce type d'arme est banni par la convention sur les armes à sous-munitions sous l'égide de Human Rights Watch, entré en vigueur en 2010 et signée par 119 États, sans l'adhésion de certains pays comme la Russie, l'Ukraine, les États-Unis, la Chine, l'Inde, Israël, le Brésil,. En effet, la Russie n'est pas signataire et a utilisé des armes à sous-munitions lors de la guerre civile syrienne. Les armes thermobariques, aussi appelées « bombes à vide » par les Russes, sont de la famille des armes à effet de souffle améliorées, qui utilisent l'oxygène de l'atmosphère comme combustible pour créer un nuage de vapeur explosif et le faire détoner. Puisque leur effet couvre une large zone, elles sont susceptibles d'être utilisées de façon non discriminante. Elles peuvent être utilisées à l'échelle d'un bombardement, sous forme de roquettes ou de bombes, mais aussi en combat rapproché sous forme de grenades ou de roquettes tirées à l'épaule. Les armes à effet de souffle amélioré, dont les armes thermobariques, ne sont pas interdites par le droit international. Human Rights Watch confirme que des armes thermobariques ont bien été apportées par les forces russes en Ukraine, mais n'a pas de preuve de son utilisation pour le moment. Le 28 février, Karim Khan, le procureur de la Cour pénale internationale, déclare être « convaincu qu'il existe une base raisonnable pour croire que des crimes de guerre et des crimes contre l'humanité présumés ont été commis en Ukraine » et annonce l'ouverture d'une enquête. L'Ukraine possède également des armes à sous-munitions dont elle avait fait usage en 2014-2015 pour regagner certains territoires séparatistes, mais Human Rights Watch note qu'il n'y a pas de preuve d'un usage plus récent,,. Par la suite, le New-York Times rapporte que les forces ukrainiennes ont repris le village de Husarivka, un hameau rural situé au sud de la ville de Kharkiv, le 26 mars, en utilisant notamment des armes à sous-munitions,.
Le 16 mars 2022, le président ukrainien s'adresse en visioconférence au Congrès américain réuni au Capitole. Tout en demandant de l'aide et en réitérant sa volonté que le ciel de son pays soit fermé aux avions russes, il diffuse une vidéo où l'on voit les bombardements de l'armée russe sur des immeubles d'habitations, des hôpitaux et des écoles, et des tirs d'artillerie sur des civils sans défense. Pour Julien Pomarède, chercheur en sciences politiques de l'université libre de Bruxelles et d'Oxford : « La Russie en Syrie a bombardé des quartiers résidentiels, des hôpitaux, des convois humanitaires. Et c’est exactement ce qu’on voit en Ukraine aujourd’hui. Les Russes visent de manière intentionnelle des sites civils, ils ont bombardé des couloirs humanitaires à Marioupol, ils bombardent des hôpitaux et des maternités ». Il ajoute : « La population est considérée comme un levier stratégique, c’est-à-dire que faire peur aux populations, les attaquer, c’est un moyen de pression sur le politique, c’est une manière de dire si vous ne pliez pas, si vous ne capitulez pas, on augmentera la souffrance des civils. C’est vraiment une logique de destruction pure et totale ».
Le 24 mars 2022, les forces ukrainiennes accusent aussi les forces russes d'utiliser des armes incendiaires comme des bombes au phosphore blanc, ce qui n'a pas encore pu être documenté par des organismes indépendants comme Human Rights Watch. Dans ses précédents rapports, Human Rights Watch qualifiait les armes incendiaires comme étant « parmi les plus cruelles utilisées dans les conflits armés dans le monde aujourd'hui » et ce « peu importe la façon dont elles sont utilisées », le phosphore blanc étant très soluble dans les graisses et donc la chair humaine, et « provoquant de graves brûlures thermiques et chimiques, souvent jusqu'à l'os », des brûlures sur seulement 10 % du corps étant souvent mortelles. Bien que les armes incendiaires ne soient pas interdites et ne constituent pas des armes chimiques, leur usage est réglementé par le protocole III de la Convention sur certaines armes classiques (CCAC), signé à Genève par 115 États-parties et entré en vigueur en 1983, dont la France, les États-Unis, la Russie et l’Ukraine, et qui en interdit strictement l'usage contre les populations civiles et toute cible non militaire à cause de leur capacité à « produire des effets traumatiques excessifs ou comme frappant sans discrimination ». Il est à noter que la définition de ce protocole présente des lacunes qui réduisent son champ d'application, notamment au sujet des munitions « polyvalentes », comme celles contenant du phosphore blanc, qui ne sont pas concernées. Ces armes incendiaires ont déjà été utilisées lors de précédents conflits, comme par l'alliance militaire syro-russe en Syrie, Israël à Gaza et au Liban, les États-Unis en Irak et en Syrie en particulier contre l'organisation État islamique, l'Arabie saoudite au Yémen, l'Azerbaïdjan contre les militaires arméniens dans le Haut-Karabagh. Pour Human Rights Watch, « les bénéfices humanitaires d'une interdiction totale des armes incendiaires seraient immenses ».
Selon le journal Le Monde, la définition la plus récente de ce qui constitue un crime de guerre réside dans l’article 8 du statut de Rome de la Cour pénale internationale (CPI), entré en vigueur en 2002 : « La destruction (…) de biens, non justifiée par des nécessités militaires », ainsi que le fait de « diriger intentionnellement des attaques contre la population civile ou des biens de caractère civil » sont ainsi interdits, ce qui implique s’ils sont avérés, que les manquements au protocole III de la Convention sur certaines armes classiques (CCAC) pourraient constituer des crimes de guerre.
Le 28 février, une crise diplomatique dans les relations gréco-russes éclate lorsque les forces aériennes russes bombardent deux villages de la minorité grecque en Ukraine près de Marioupol, tuant douze Grecs. Les autorités russes nient toute responsabilité. Les autorités grecques déclarent alors qu'elles ont les preuves de l'implication de la Russie. Le Premier ministre grec Kyriákos Mitsotákis annonce que son pays enverra du matériel militaire défensif et une aide humanitaire pour soutenir l'Ukraine.
Le 1er mars, Zelensky déclare qu'il y a des preuves que des zones civiles à Kharkiv ont été bombardées par l'artillerie russe plus tôt dans la journée, et décrit la situation comme un crime de guerre.
Karim Khan, procureur de la Cour pénale internationale (CPI), annonce l'ouverture d'une enquête portant sur les « crimes de guerre » et les « crimes contre l'humanité », à la lumière des événements d'actualité et d'un rapport déposé en 2020 dirigé par Fatou Bensouda, prédécesseur de M. Khan,.
Le 9 mars, Amnesty International demande à la CPI d'enquêter sur le bombardement des civils à Tchernihiv qui aurait tué 47 personnes et qu'Amnesty a pu documenter, ce qui « pourrait constituer un crime de guerre ». Le même jour, le journal Le Monde publie sa propre analyse de vidéos, attestant selon lui de l'usage de bombes à sous-munitions, probablement par les forces russes. D'après Human Rights Watch, en 2014 déjà, des armes à sous-munitions avaient été utilisées, mais l'organisation n'avait pas pu identifier le responsable.
Le même jour, l'armée russe bombarde un hôpital pour enfants à Marioupol provoquant l'indignation des Occidentaux. Cet acte est désigné par le chef d'État ukrainien comme un crime de guerre.
Après la reprise par les Ukrainiens de plusieurs villes sous occupation russe au nord de Kiev, le maire de Boutcha signale que les Russes ont massacré des civils, et que 280 corps ont été inhumés dans une fosse commune. Il déclare aussi que l'exhumation de ces corps en vue de leur identification n'a pas pu être menée à bien, par crainte que les troupes russes ne les aient piégés,.
Le 8 avril, la gare de Kramatorsk est touchée par deux missiles ce qui provoque la mort de 52 civils qui essayaient de fuir la ville dont cinq enfants.
De très nombreux cas de viols de femmes et d'enfants ont été rapportés, au point que les ONG et les médias s'interrogent sur l'utilisation du viol comme arme de guerre,.

## Utilisation de gaz de combat
Si l'emploi de gaz fut soupçonné lors de la bataille de Marioupol, leur emploi va en s'intensifiant ; dans l'offensive du Donbass de 2024, l'utilisation de gaz est avéré.

## Impacts du conflit

### Déplacés et réfugiés

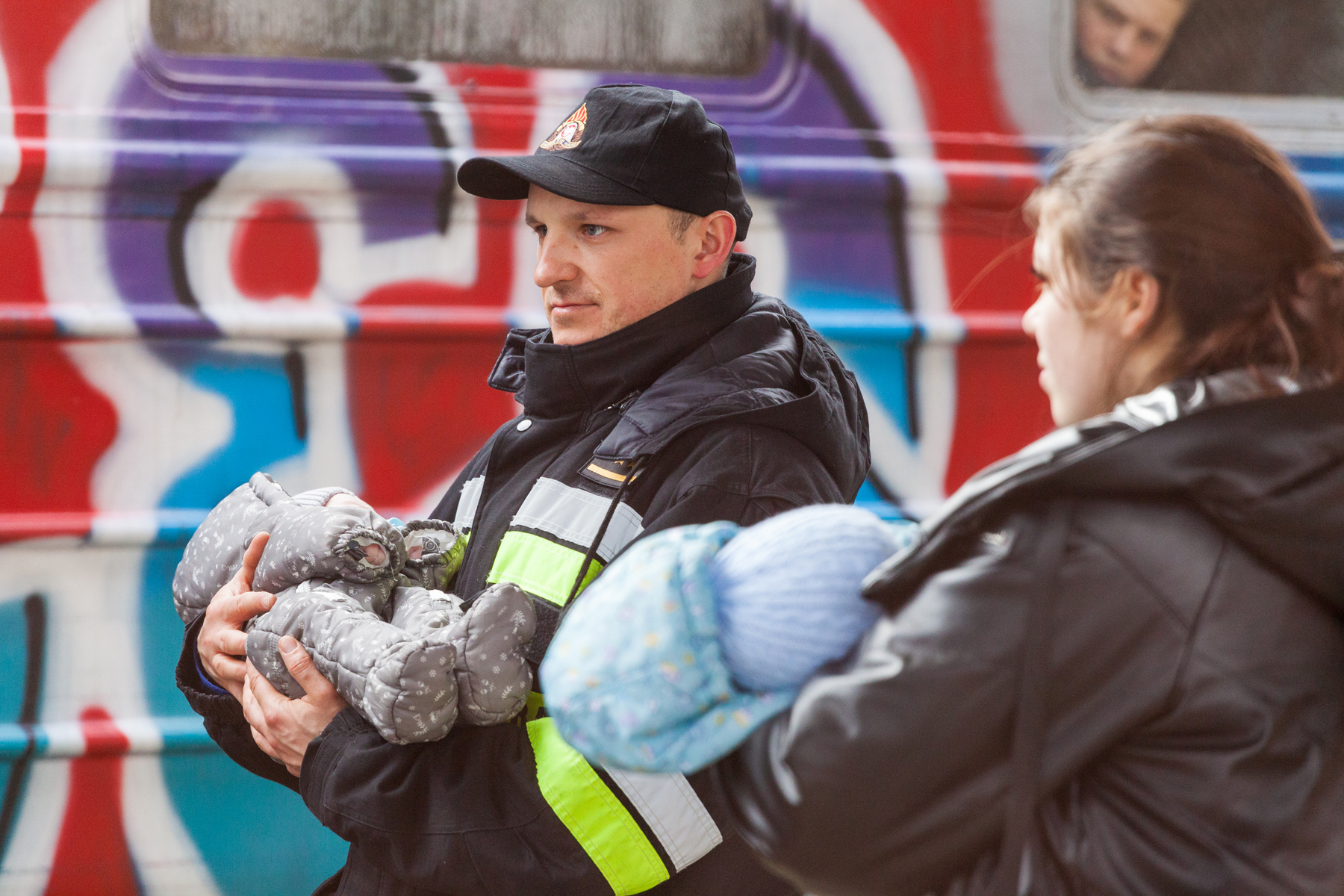
Pompier polonais avec un enfant ukrainien dans ses bras.

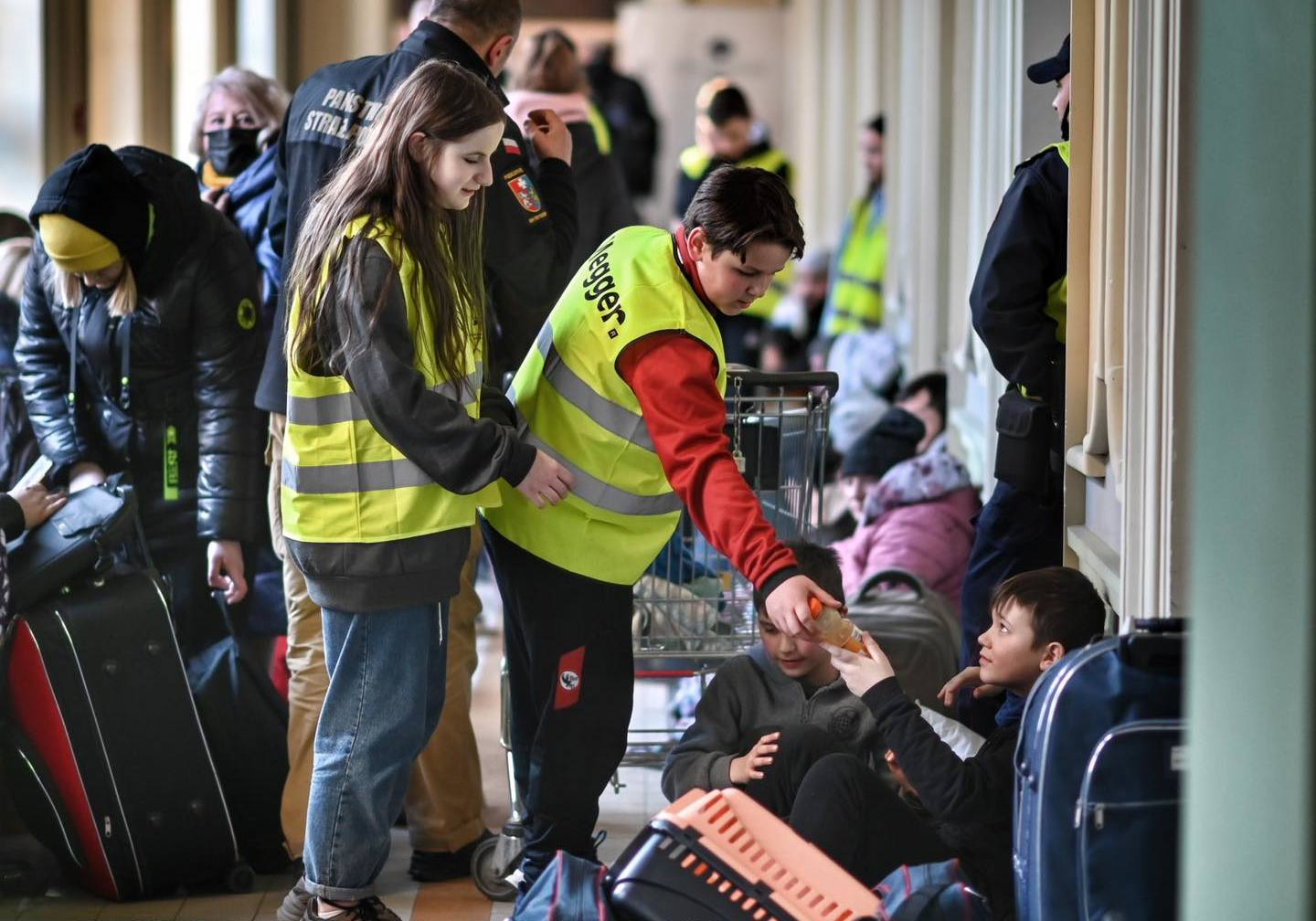
Un volontaire polonais aide un réfugié à la gare de Przemyśl.

Selon le Haut Commissariat des Nations unies pour les réfugiés (HCR), près de 100 000 civils ukrainiens ont abandonné leur foyer au premier jour de l'invasion. Selon la Pologne, au 26 février 2022, 115 000 réfugiés ont déjà passé la frontière polonaise.
Le 28 février 2022, le HCR dénombre plus de 500 000 réfugiés ukrainiens dont 281 000 en Pologne. Le 1er mars, on dénombre plus d'un million de civils déplacés, dont 677 000 vers les pays limitrophes.
Lviv constitue la principale ville refuge où se sont repliés les civils et la plupart des ambassades. Sa relative proximité avec la Pologne en fait également un point de passage pour les civils souhaitant émigrer à l'étranger pour fuir la guerre.
Plusieurs témoignages font état de différences de traitement et de racisme antinoir à l'encontre des ressortissants de pays d'Afrique résidant en Ukraine et qui tentent de fuir le pays,,.
Le 3 mars 2022, à la suite de la deuxième session de pourparlers russo-ukrainiens, les deux pays se sont accordés pour la création de couloirs humanitaires pour permettre d'évacuer les civils,. Le 5 mars, l'évacuation des civils de Marioupol a dû être reportée à cause de multiples violations du cessez-le-feu. Le 7 mars, la Russie met en place d'autres couloirs humanitaires, que l'Ukraine refuse aussitôt car forçant les réfugiés à transiter par la Biélorussie et la Russie, ce que Macron dénonce comme un « cynisme moral et politique »,. En réponse, le négociateur russe durant les pourparlers entre les deux nations accuse « les nationalistes [ukrainiens] […] d'y retenir les civils […] comme bouclier humains ».
L'Union européenne, ainsi qu'Amnesty international et Interpol, s'inquiètent le 21 mars 2022 des risques de trafic humain, et en particulier des enfants ukrainiens émigrants, ces derniers représentant la moitié des 3,3 millions de réfugiés ukrainiens, le reste étant principalement composé de femmes. Les situations particulièrement à risques se situent aux zones aux frontières, où des abus opportunistes ou organisés se placent. De nombreuses organisations criminelles de traite humaine sévissent dans les pays d'Europe de l'Est. Leurs membres se font passer pour des bénévoles ou secouristes, et pourraient profiter des personnes vulnérables en proposant des abris ou du travail. De nombreux cas « alarmants » ont déjà été signalés, et de tels abus ont couramment été observés lors de précédentes migrations massives.
Le 20 mars, un total de dix millions d'ukrainiens avaient fui leurs domiciles, devenant la crise migratoire la plus rapide de l'histoire contemporaine. La plupart des hommes ukrainiens âgés de 18 à 60 ans ne peuvent quitter l’Ukraine en raison d'une conscription obligatoire, sauf s'ils sont responsables financièrement de trois enfants ou plus, pères célibataires ou parents d'enfants handicapés. Beaucoup d'hommes ukrainiens, y compris des adolescents, décident de rester en Ukraine pour joindre la résistance. À la date du 5 mars 2022, 66 200 hommes ukrainiens sont revenus de l'étranger pour combattre en Ukraine.
Le 8 avril, la Russie déclare avoir reçu plus de 550 000 réfugiés, beaucoup d'entre eux n'ayant pas eu le choix, devant quitter des villes assiégées comme Marioupol « ou mourir ». Le 17 mars, plus de 270 000 réfugiés sont arrivés en Tchéquie et 58 000 en Turquie le 22 mars,. L'Union Européenne invoque pour la première fois de son histoire la Directive de protection temporaire, donnant aux réfugiés ukrainiens le droit de vivre et travailler en Europe pendant trois ans.
Des milliers de réfugiés arrivant en Russie semblent avoir été déplacés de force via des « centres de filtration » en territoire ukrainien occupé (voir Camps de filtration russes), rappelant les déportations des peuples en URSS et l'utilisation de tels centres par les russes lors de la seconde guerre de Tchétchénie afin de supprimer les preuves de crimes de guerre,. Dans les centres de filtrations, les Ukrainiens sont interrogés, fouillés, torturés. À la date du 8 avril, la Russie a évacué environ 121 000 habitants de Marioupol vers la Russie, certains d'entre eux ayant prétendument été envoyés pour y travailler. Mi-avril, le nombre de civils ukrainiens déplacés vers la Russie est estimé à 1,7 million, dont 276 000 enfants. En septembre, les autorités russes, donnent le nombre de 3,4 millions de personnes, dont plus de 550 000 enfants, passés par ces centres de filtration et déplacés vers la Russie.
La Russie a effectué des transferts illégaux de milliers d'enfants, qui ne sont pas tous des orphelins, contrairement à ce que le régime russe affirme. La commissaire russe des droits de l’enfant Maria Lvova-Belova ainsi que Vladimir Poutine ont orchestré la déportation d'enfants ukrainiens vers la Russie, ce qui constitue un crime de guerre. À ce titre, ils font l'objet d'un mandat d'arrêt de la Cour pénale internationale. En somme ce sont 19 546 mineurs qui sont officiellement déclarés comme ayant été déportés en 2024,. En septembre 2023, c'est la Biélorussie qui est également accusée de participer à ce transfert illégal d'enfants ukrainiens.
Le 4 juillet, le Haut Commissariat des Nations unies pour les réfugiés, rapporte que 12 millions d'ukrainiens ont quitté leur foyer et que le nombre total de réfugiés à l'étranger dépasse 5,2 millions.
Une autre crise migratoire a été créée à la suite de l'invasion de l'Ukraine et la répression du gouvernement russe, avec la fuite de plus de 20 000 réfugiés politiques russes, le plus grand exode de Russie depuis les Russes blancs à la suite de la révolution d'Octobre de 1917. La plupart d'entre eux sont jeunes et travaillant dans l'industrie technologique ce qui représente une fuite des cerveaux. Ces réfugiés sont partis vers les pays baltes, la Géorgie et la Turquie, certain d'entre eux ayant dû faire face à des discriminations à cause de leur nationalité,.

### Santé publique
Médecins sans frontières alerte dès le 27 février sur les dégradations sanitaires en Ukraine à cause de la guerre. Cette dégradation sanitaire, ainsi que la plus grande promiscuité dans les abris où se réfugient les populations, est un terrain idéal pour la propagation d'infections et l'émergence d'un nouveau variant de la Covid-19. La propagation à travers d'autres pays est facilitée par les émigrés fuyant l'Ukraine, de façon analogue aux précédentes guerres pour d'autres maladies[réf. nécessaire].
Un rapport de l'Organisation mondiale de la santé (OMS) du 5 mars 2022 détaille les mêmes et d'autres craintes concernant la situation sanitaire en Ukraine sur quatre thématiques :
- l'inadéquate prise en charge des blessures et traumatismes de guerre à cause du manque d'accès aux médicaments et aux infrastructures de soin par les patients et le personnel soignant à cause de l'insécurité ;
- la morbidité et mortalité excessives due à des maladies courantes traitables, à cause de la perturbation des services de soins, telles que les maladies non transmissibles (cardiovasculaire, diabètes, cancer, etc.) ainsi que les maladies maternelles, néonatales et infantiles ;
- la propagation accrue de maladies infectieuses comme la Covid-19, la varicelle, la poliomyélite, rougeole, tuberculose, maladies diarrhéiques, le SIDA et les gastro-entérites, à cause de la destruction de nombreuses infrastructures d'épuration et d'accès à l'eau potable, une couverture vaccinale inadéquate, un manque d'accès aux médicaments et soins médicaux, un manque d'accès pour la population aux sanitaires courantes et produits d'hygiène, ainsi que les déplacements et mouvement de population et la promiscuité dans les abris ;
- les impacts sur la santé mentale et psychosociale, du fait de la guerre et de deux ans de pandémie Covid-19[541]. Le rapport note une décrue de 43 % des tests positifs, mais probablement due au manque de surveillance sanitaire en période de conflit, et observe que toutes les infrastructures médicales pour la Covid-19 ont été transformées pour effectuer les soins de guerre à la place[541].

L'immunologiste Anthony Fauci s'inquiète en particulier de la propagation de souches résistantes de la tuberculose en Europe de l'Est, l'Ukraine étant l'un des pays avec les plus hauts taux de prévalence au monde.
Concernant la santé mentale, un bilan de l'OMS de 2019 des études à ce sujet montre que les pays qui subissent un conflit au cours des dix années précédentes voient une significative augmentation des troubles mentaux, avec 22 % souffrant de dépression, de troubles anxieux, de syndrome de stress post-traumatique, de troubles bipolaires ou schizophréniques, avec une intensité modérée à grave chez près d'une personne sur dix (9 %). Outre l'impact sur la santé mentale des Ukrainiens, il y a également un impact moindre de ce conflit considéré comme proche sur la santé mentale des pays européens, y compris occidentaux.

### Économie
Selon les prévisions d'avril 2022 de la Banque mondiale, l'Ukraine devrait subir une récession de 45,1 % de son PIB en 2022. La Russie devrait quant à elle voir son PIB baisser de 11,2 %.
Selon Sergueï Sobianine, qui est le maire de Moscou, au 18 avril 2022, 200 000 emplois seraient menacés dans la capitale russe du fait des sanctions économiques à destination de la Russie.

### Coupures d'électricité
Le système de production d'électricité du pays est la cible des bombardements russes depuis le début de la guerre, provoquant régulièrement des coupures de courant voire des blackouts. Les bombardements visent généralement les sous-stations à proximité des centrales nucléaires, tandis que des frappes directes sont effectuées sur les centrales thermiques,. Le but de la Russie est de rendre invivable (en particulier l'hiver) les villes et villages qui n'ont pas été envahis, tout en affirmant viser des « infrastructures énergétiques essentielles qui soutiennent le complexe militaro-industriel ukrainien ».
Le 25 novembre 2022, à la suite de frappes massives sur l'Ukraine, 6 millions de foyers ukrainiens sont affectés par des coupures de courant selon Volodymyr Zelensky. 12 millions de foyers étaient concernés par ces coupures d'électricité deux jours plus tôt, toujours selon le président ukrainien. La même semaine, la Nasa a publié des images satellite montrant un pays en grande partie plongé dans le noir. Ces images sont relayées par des comptes pro-russes sur les réseaux sociaux.
Dans la nuit du 28 au 29 mars 2024, trois centrales thermiques ukrainiennes sont touchées par des frappes russes, endommageant gravement les équipements selon le fournisseur d’énergie ukrainien DTEK. L'opérateur national Ukrenergo déclare alors dans un communiqué être « contraint d'appliquer des programmes de coupure d'urgence jusqu'au soir dans les régions de Dnipropetrovsk (centre-sud), Zaporijjia (sud) et Kirovograd (centre) »,.
Entre le début de la guerre et décembre 2024, au moins trois ouvriers de DTEK et deux d'Ukrenergo ont été tués dans des attaques russes sur des installations électriques, et 56 employés de DTEK ont été blessés. Les ingénieurs des entreprises de production s'évertuent à réparer les dégâts, mais les pièces détachées se font rares pour les équipements de conception soviétique. L'état exact du réseau est un secret d'État, mais il est estimé que la guerre a mis hors service la moitié de la capacité énergétique ukrainienne d'avant-guerre.

### Mauvais traitements et tortures
En juin 2023, le Haut-commissariat aux droits de l'homme de l'ONU dénonce les arrestations et détentions sans procédure judiciaire et la pratique presque systématique de la torture sur des civils. L'immense majorité de ces actes ont été le fait des Russes, soldats ou mercenaires. Des dizaines de civils exécutés sont référencés.

### Déminage
Lors de l'Ukraine Mine Action Conference s’étant tenu les 17 et 18 octobre 2024, il est indiqué qu’une surface de 140 000 km2, représentant un quart de l’Ukraine ou trois fois la surface de la Suisse, nécessite d’être déminée. La Banque mondiale estime que le déminage humanitaire nécessitera 37 milliards de dollars, 10 000 démineurs et plusieurs centaines d’engins,.
Plusieurs organisations non gouvernementales spécialisées dans le déminage agissent en Ukraine depuis plusieurs années :
- le Centre international de déminage humanitaire, Genève (CIDHG)[554] ;
- la Fondation suisse de déminage (FSD)[554];
- le HALO Trust, qui emploie 1 200 démineurs[556].

## Incidents sur les sites nucléaires et impacts sur la sûreté nucléaire
Plusieurs incidents sur des sites nucléaires ukrainiens ont eu lieu durant les combats, ravivant à l'échelle mondiale les inquiétudes sur la sûreté nucléaire.

### Installations de stockage de déchets radioactifs
Le 27 février 2022, l'Ukraine annonce que des missiles russes ont endommagé une installation de stockage définitif de déchets radioactifs dans Kiev, sans qu'il y ait de rejet de matières radioactives. La veille, un transformateur électrique d'une installation similaire près de Kharkiv a été endommagé.

### Centrale nucléaire de Zaporijjia

Photographie satellite de la centrale nucléaire de Zaporijjia (février 2020) - 1 à 6 : Unités de réacteur - 7 : Pylônes électriques - 8 : Bâtiment de formation bombardé - 9 : Stockage des déchets radioactifs - 10 : Bassin de refroidissement - 11 : Tours de refroidissement - 12 : Réservoir de Kakhovka.

Le 4 mars 2022 vers 6 h, des véhicules militaires russes sont positionnés autour de la centrale nucléaire de Zaporijjia, plus grande centrale nucléaire européenne en service.
Les soldats russes procèdent à des tirs, lancent des fusées éclairantes sur le site,,, provoquant l’incendie du centre de formation et d’un laboratoire selon l'Agence internationale de l'énergie atomique (AIEA),. Tout comme dans le cas du dépôt pétrolier de Vassylkiv, les pompiers sont dans un premier temps incapables de combattre le brasier en raison de tirs russes. Ultérieurement, il est confirmé que la centrale est sécurisée, qu'aucun matériel critique n'a été endommagé et que les niveaux de radioactivité ne révèlent aucune anomalie,.
Bien que l'incendie de la centrale de Zaporijjia ait causé l'émoi dans le monde et ravivé les peurs face au risque d'accidents nucléaires, la chercheuse australienne Maria Rost Rublee « doute sérieusement que les Russes visent les centrales nucléaires » dans le cadre de leur guerre contre l'Ukraine, mais note que « les accidents de guerre arrivent tout le temps » et que l'endommagement d'une telle centrale nucléaire pourrait produire de sévères dommages environnementaux, « pires qu'à Tchernobyl ».
Le directeur de l'entreprise exploitant la centrale indique que le site a été bombardé par les soldats russes jusqu'à ce qu'il soit sous leur contrôle, l'entrée sécurisée a été détruite et le personnel, environ 800 personnes, travaille depuis lors sous la menace des soldats armés russes. Les forces russes occupent désormais le périmètre de la centrale.
L'AIEA appelle à un arrêt immédiat de toute violence dans les environs et Dmytro Kouleba, chef de la diplomatie ukrainienne, fait de même, évoquant une possible catastrophe nucléaire d'une ampleur inédite.
À son tour, le secrétaire du Conseil de la sécurité nationale et de la défense d'Ukraine, Oleksiy Danilov, déclare que le bombardement de la centrale électrique a été effectué exclusivement par la Russie.
Depuis que la centrale est occupée par l’armée russe, le personnel est autorisé à se relayer, mais il ne reçoit plus de livraisons de médicaments ni de pièces de rechange. Chaque décision technique du personnel ukrainien est soumise à l'approbation des forces russes, ce qui selon le directeur de l’AIEA « n'est pas une manière sûre de gérer une centrale nucléaire » et viole l'un des sept « piliers » de la sûreté et sécurité nucléaire. D'autre part, les communications internes et externes sont coupées.

### Installation de recherche nucléaire
Le 7 mars 2022, après une alerte des autorités ukrainiennes, l'AIEA publie un rapport sur l'endommagement d'une installation de recherche nucléaire sur les radio-isotopes par les bombardements russes lors de la bataille de Kharkiv. Puisque les matières nucléaires stockées sur le site sont toujours sous-critiques (voir Criticité (nucléaire)) et que le stock est faible, aucune conséquence radiologique n'a été trouvée par l'évaluation de l'AIEA.

### Centrale nucléaire de Tchernobyl

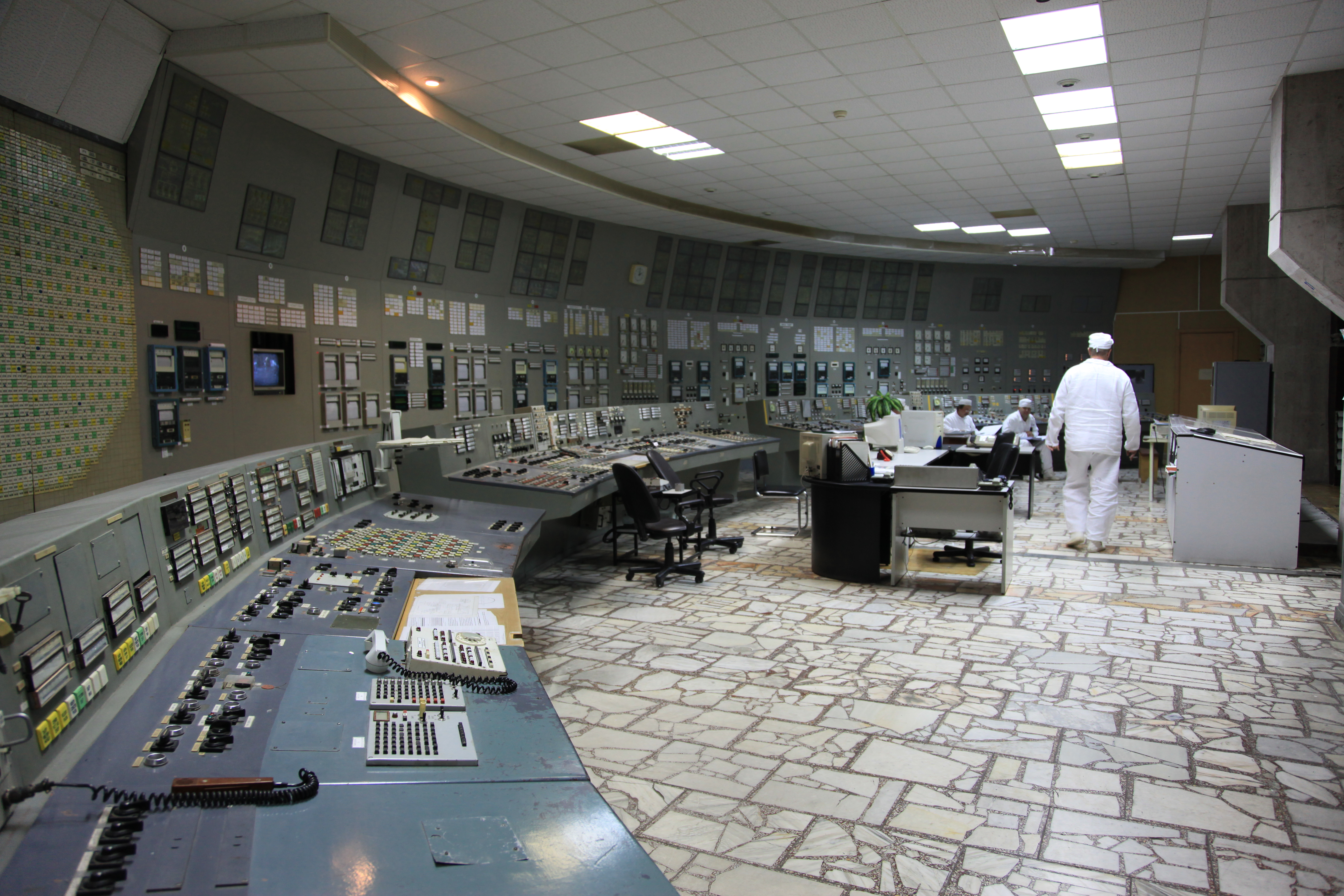
Salle de contrôle de l'unité 3 de la centrale nucléaire de Tchernobyl (2010).

Le 24 février 2022, au début de la guerre, l'armée russe investit la centrale nucléaire de Tchernobyl.
Au 8 mars 2022, l'AIEA fait part de ses « vives préoccupations » quant au fait que le personnel, 210 techniciens et gardes, n'a toujours pas pu être relayé depuis le 24 février à la veille de l'entrée des troupes russes, le même personnel vivant et dormant sur site depuis 13 jours,. Le manque de repos du personnel accroît drastiquement les risques d'un accident. En effet, de nombreuses études ont démontré que le manque de sommeil était un facteur commun à de précédentes catastrophes industrielles ou nucléaires majeures comme Tchernobyl ou la navette spatiale Challenger, et reste à ce jour la première cause de tous types d'accidents de transport ainsi qu'un facteur majeur d'accidents en aviation militaire causant des millions de dollars de pertes matérielles. De ce fait, l'un des sept piliers indispensables de la sûreté et de la sécurité nucléaire inclut la capacité des équipes à prendre des décisions sans pression indue. Bien que le personnel ait accès à l'eau, la nourriture et dans une moindre mesure aux médicaments, sa situation s'est dégradée à cause du manque de roulement pour leur repos.
Le 7 mars, le directeur de l'AIEA réagit de la façon suivante :

« Nous voyons ce qu'il se passe sur le terrain en Ukraine. Cette fois, s'il se produit un accident nucléaire, ce ne sera pas à cause d'un tsunami provoqué par Mère Nature, mais ce sera le résultat de l'incapacité des hommes à agir alors que nous savions que nous pouvions agir et que nous devions agir. Les opérations militaires sur le site des installations électronucléaires ukrainiennes font peser un risque d'accident nucléaire sans précédent, mettant en danger la vie des personnes qui vivent en Ukraine et dans les pays voisins, y compris la Russie. »

— Rafael Mariano Grossi, directeur général de l'AIEA, lors de la session ordinaire du Conseil des gouverneurs de l'AIEA à Vienne le 7 mars 2022.
D'autre part, la transmission à distance des données des systèmes de contrôles a été coupée au 8 mars,.
Face à cette situation critique et urgente, l'Ukraine demande le 8 mars 2022 à l'AIEA de « prendre la tête de l'appui international nécessaire pour préparer un remplacement du personnel actuel et doter l'installation d'un système de roulement efficace ». Le 9 mars, une coupure d'électricité affecte la centrale — électricité qui est essentielle pour maintenir le refroidissement des déchets radioactif submergés dans l'eau.
Le 13 mars 2022, l'AIEA annonce que l'électricité a été rétablie à la centrale nucléaire de Tchernobyl, sans dommage sur les niveaux radiologiques. Néanmoins, elle annonce au soir que l'équipe épuisée ne procédera plus aux réparations futures.
La centrale de Tchernobyl n'est plus occupée par les troupes russes depuis le 31 mars 2022, selon les autorités ukrainiennes. L’AIEA confirme que le transfert de responsabilité du contrôle de la centrale aux autorités ukrainiennes avait été formellement noté « par écrit ».
Début avril 2022, la centrale est de nouveau sous contrôle ukrainien.
Dans la nuit du 13 au 14 février 2025, un drone russe de type Shahed armé d’une ogive explosive a frappé la centrale nucléaire de Tchernobyl, déclenchant un incendie. L’intégrité de l’arche construite en 2016 afin de contenir la radioactivité est compromise.

### Centrale nucléaire d'Ukraine du Sud
Le 19 septembre 2022, la compagnie publique ukrainienne Energoatom accuse, sur Telegram, la Russie d'avoir bombardé le site de la centrale nucléaire de Pivdennooukraïnsk vers 00h20 (soit 23h20 heure française). L'agence ukrainienne a précisé que « une puissante explosion s’est produite à seulement 300 mètres des réacteurs » ajoutant que cela ne gêne pas leur fonctionnement. Malgré tout, « la frappe a soufflé une centaine de fenêtres dans le bâtiment de la centrale et provoqué un bref débranchement de trois lignes de haute tension à la centrale, selon la même source »,,,.

### Réaction de l’AIEA
L'AIEA met l'accent sur les risques qui pèsent sur les installations nucléaires pendant le conflit armé, appelant toutes les parties à coopérer pour autoriser l'AIEA à coordonner la sûreté nucléaire des sites ukrainiens. Son directeur a déclaré qu'il était urgent de « prendre des mesures pour aider à éviter un accident nucléaire en Ukraine, lequel aurait de graves conséquences pour la santé publique et l'environnement […] nous ne pouvons pas nous permettre d'attendre ». Celui-ci se déclare prêt à se rendre à Tchernobyl ou ailleurs pour obtenir un engagement des parties au conflit et s'assurer de la sécurité des sites. En outre, l'AIEA s'inquiète que toutes les lignes de communications soient rompues avec les entreprises et institutions qui utilisent des sources de rayonnements de catégorie 1 à 3 à Marioupol, depuis le début de son siège par les troupes russes quelques jours auparavant, ce qui l'empêche de s'assurer de la sécurité des installations et de ses personnels. D'après l'AIEA, à ce jour,[Lequel ?] huit des quinze réacteurs ukrainiens étaient en exploitation, dont deux à Zaporijjia, et que les niveaux de radiation étaient normaux sur tous les sites.
Pour le directeur de l'AIEA, la désorganisation de la gestion des centrales nucléaires par les forces russes, notamment par la mise sous tutelle des décisions techniques du personnel, ainsi que la coupure des communications internes et externes et notamment des systèmes de contrôle, est « vivement préoccupant » et fait « peser un risque d'accident nucléaire sans précédent » qui n'est « pas tenable à long terme »,.

### Armes nucléaires
Au-delà des incidents sur sites nucléaires, ce conflit peut devenir un « point de rupture rapide » entraînant le monde dans un conflit nucléaire selon un rapport du 20 janvier 2022 de l'Horloge de la fin du monde,. Le 25 février 2022, Poutine fait une allusion à la possibilité d'utiliser des armes nucléaires russes en cas d'escalade du conflit par la participation d'autres pays et en particulier de l'OTAN. L'Ukraine, qui avait décidé en 1994 de se débarrasser de son arsenal nucléaire hérité de l'Union soviétique, a vu un regain de soutien populaire de presque 50 % d'opinions favorables pour le réarmement à la suite de l'annexion de la Crimée en 2014. Bien que cette guerre, qui est la plus large invasion militaire conventionnelle depuis la Seconde Guerre mondiale, apparaisse limitée à l'Ukraine, une réelle possibilité d'escalade vers un conflit globalisé et donc nucléaire existe, d'après des experts et Jens Stoltenberg, secrétaire général de l'OTAN,.
Ce risque s'inscrit dans un contexte d'accroissement de l'armement et des tensions nucléaires lors de la précédente décennie, avec un arsenal nucléaire mondial pouvant probablement détruire toute vie sur la surface de la Terre s'il venait à être utilisé, avec une estimation a minima « 416 fois plus importante que celle de tous les explosifs utilisés de 1939 à 1945 » lors de la Seconde Guerre mondiale, le conflit le plus meurtrier de l'histoire, et ce, sans compter les conséquences climatiques (voir Dissuasion et prolifération nucléaires au XXIe siècle). Néanmoins, une étude recensant les protocoles de décision d'usage des armes nucléaires des différents pays les possédant rappelle qu'il y a en général la règle des deux hommes en sus d'une chaîne de commandement, stratification qui augmente à chaque étape la possibilité que des personnes résistent à un ordre illégitime dans le cas d'une frappe soudaine, et qui a déjà permis d'éviter des frappes nucléaires lors de la crise des missiles de Cuba de 1962 (voir Vassili Arkhipov). Pour des spécialistes, cela relance le débat sur le postulat de la dissuasion nucléaire, qui semble avoir fonctionné par exemple en Asie du Sud mais au prix de davantage de crises de basse intensité, et avec une nouvelle doctrine de « contre-dissuasion » politique plutôt que stratégique, visant à s'équiper d'armement nucléaire pour empêcher les menaces d'autres pays armés, plutôt qu'à stabiliser les relations comme postulé dans la doctrine de dissuasion.

## Oppositions à la guerre

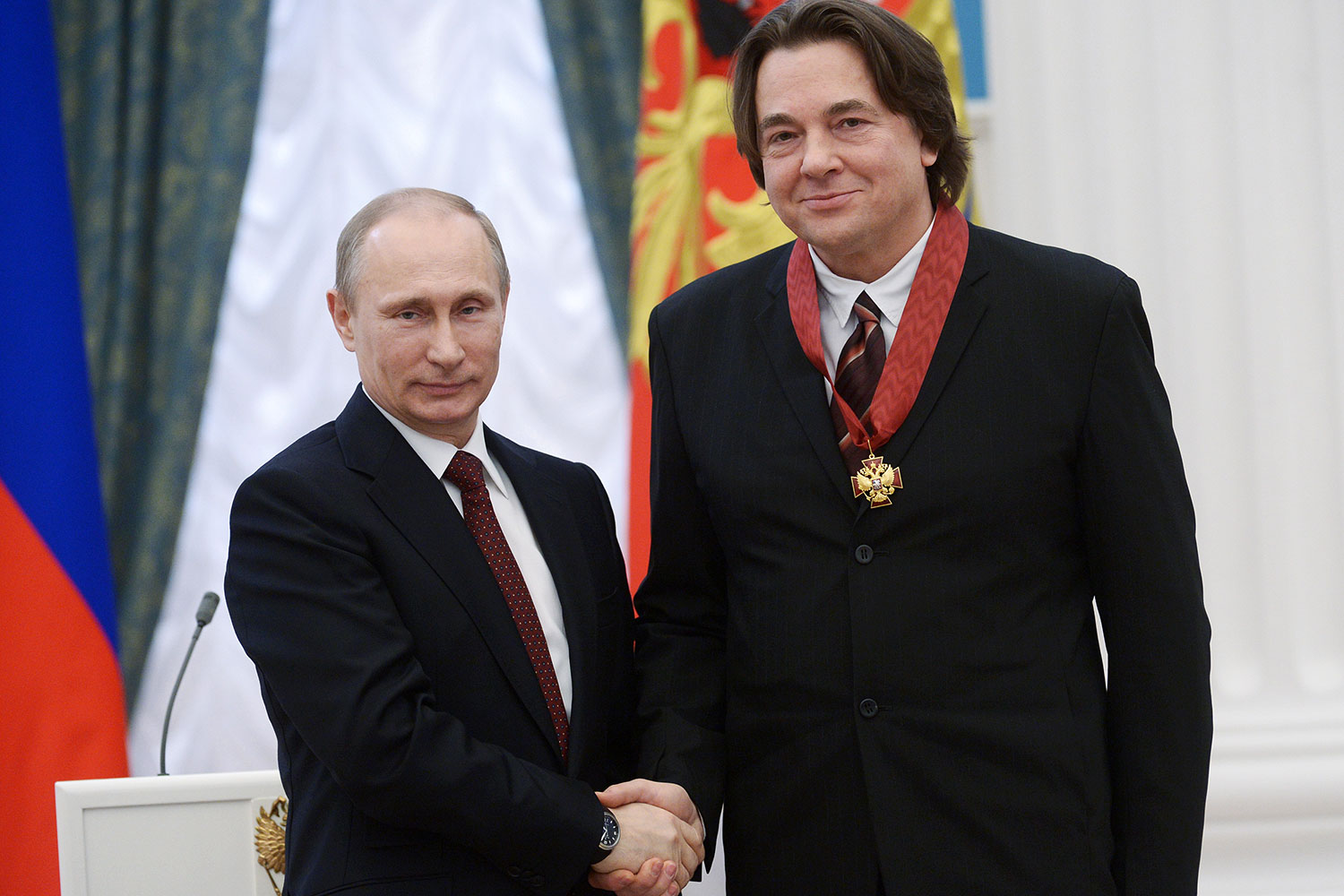
Poutine et Konstantin Ernst, directeur général de Pervy Kanal, la principale chaîne de télévision russe, contrôlée par l'État.

## Utilisation nationaliste de la lettre«Z»

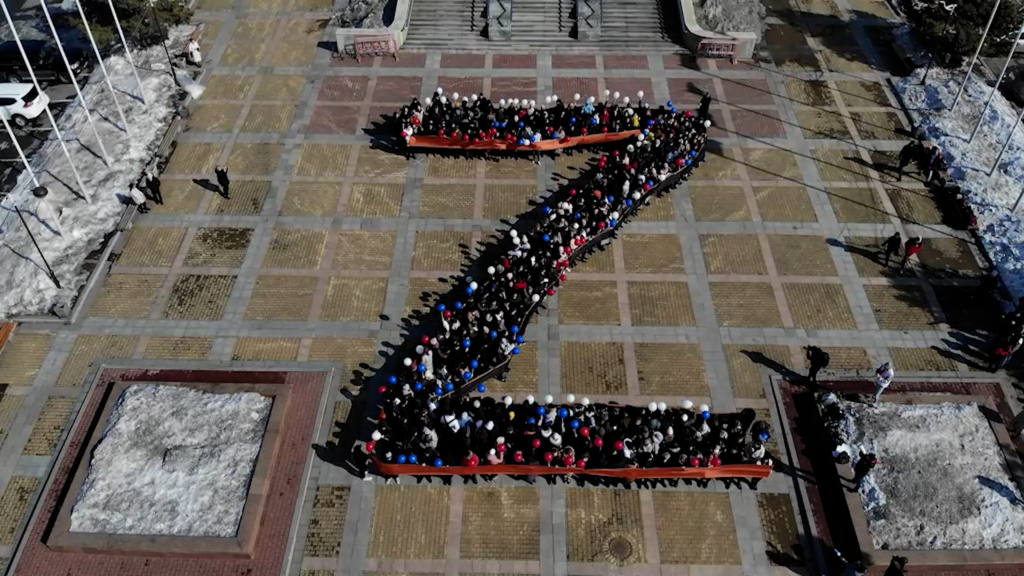
Flash mob formant le symbole « Z » à la Platinum Arena de Khabarovsk, organisé par le Comité de gestion du district central, le parti Russie unie, sa Jeune garde et des résidents locaux (11 mars 2022).

Lors de l'intervention, beaucoup d'images montrent que de très nombreux véhicules russes portent la lettre latine Z peinte en blanc. Si cette lettre n'appartient pas à l'alphabet cyrillique, elle est reprise sur les réseaux sociaux comme TikTok, et certains services de la fédération de Russie, à l'instar du Roskomnadzor, remplacent dans leurs logos ou dans des slogans la lettre cyrillique З par un Z. Lors de la Coupe du monde de gymnastique à Doha, l'athlète Ivan Kuliak (en) arbore un « Z » à la place du logo de la Russie pour montrer son soutien à l'armée. Une enquête disciplinaire est ouverte à son encontre par la fédération internationale.
Différentes hypothèses sur la signification de ce « Z » sont émises : il pourrait s'agir du mot « Zapad » (signifiant « ouest » en russe), « Za pobedou » (pour la victoire), ou bien la lettre serait utilisée comme signe distinctif pour éviter les tirs entre forces russes (d'autres unités portant une lettre V), ou encore elle pourrait n'avoir aucune signification et s'agir en fait d'une stratégie de communication,,,. La chaîne pro-gouvernementale RT a ainsi mis en vente des t-shirts reprenant cette symbolique. Des membres de l'opposition russe comme les Pussy Riot ou l'organisation non gouvernementale Memorial ont déclaré qu'un « Z » a été peint sur leurs portes.

## Réactions internationales

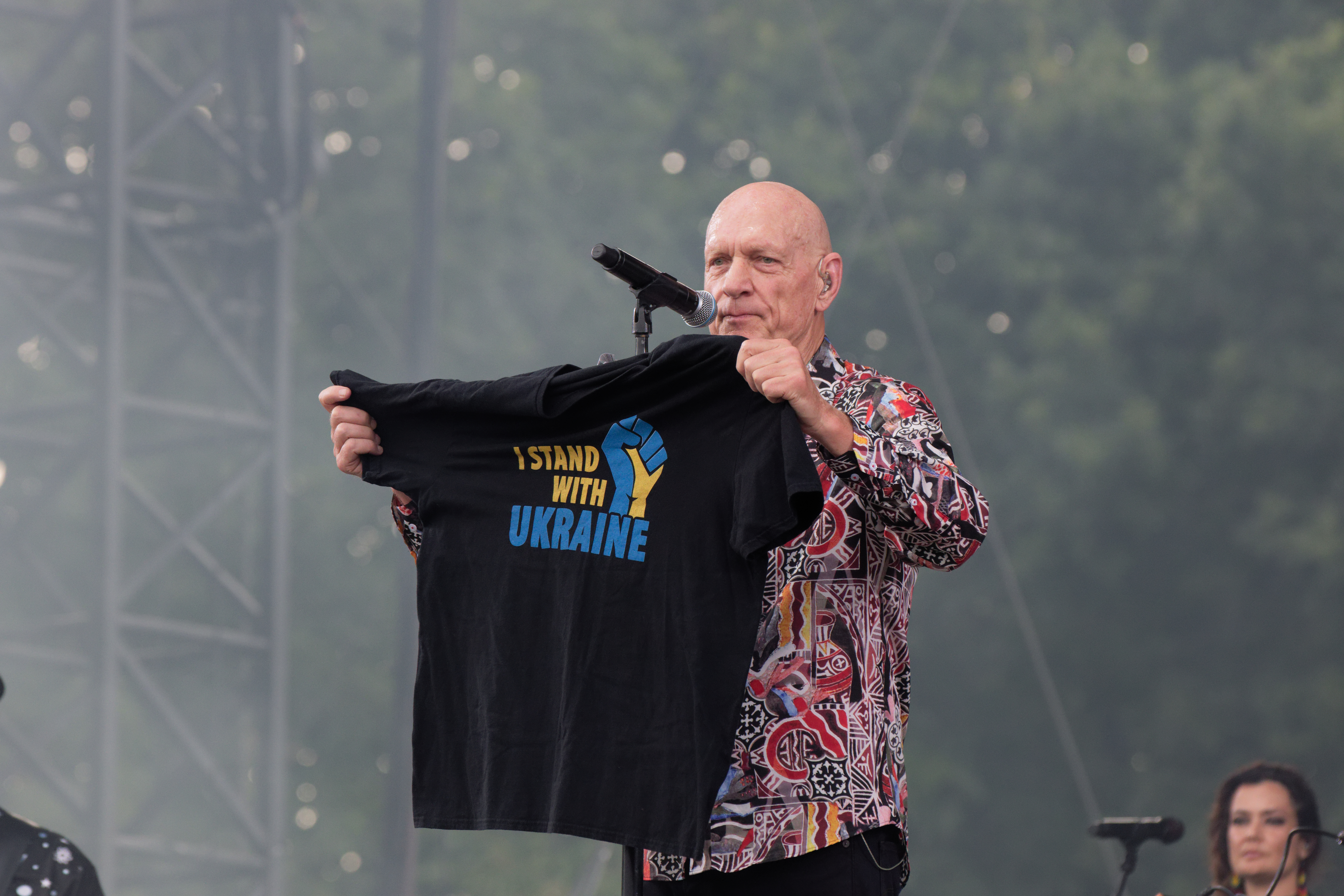
Peter Garrett présentant un t-shirt en soutien à l'Ukraine lors du concert donné par Midnight Oil au festival des Vieilles Charrues 2022.

L'invasion de l'Ukraine par la Russie suscite de très nombreuses réactions de la part des principales organisations internationales et de la plupart des pays. Ces réactions sont avant tout de nature politique, puisque les États-Unis comme les pays européens avaient fait savoir qu'ils n'interviendraient pas militairement sur le terrain. Elles comportent en revanche de la part de l'OTAN, de l'Union européenne et de nombreux pays individuellement un soutien militaire à l'Ukraine et d'importantes sanctions contre la Russie.
Le 2 mars, après deux journées de débats, l'Assemblée générale des Nations unies vote massivement la résolution ES-11/1 qui « exige que la Russie cesse immédiatement de recourir à la force contre l'Ukraine » déplorant « dans les termes les plus vifs l'agression de la Russie contre l'Ukraine » et affirmant « son attachement à la souveraineté, l'indépendance, l'unité et l'intégrité territoriale de ce pays, y compris de ses eaux territoriales ». La résolution est adoptée : sur une organisation comptant 193 membres, 141 pays votent pour, cinq votent contre (Russie, Biélorussie, Corée du Nord, Érythrée, Syrie), 35 s'abstiennent (dont la Chine),. La résolution n'est pas contraignante.
À la suite de l’invasion, le pape François a rendu visite à l’ambassade russe près le Saint-Siège dans ce qui fut décrit comme un « geste sans précédent ». François a également appelé le président ukrainien Volodymyr Zelensky, lui faisant part de sa « tristesse » tandis que le Vatican s’efforce de trouver une « marge de négociation ». « Le Saint-Siège est prêt à tout pour se mettre au service de la paix », confia le Pape, tout en envoyant en Ukraine, début mars, une ambassade dirigée par deux cardinaux. Ces envoyés spéciaux sont l’aumônier pontifical, le cardinal Konrad Krajewski, et le cardinal Michael Czerny, qui est à la tête du département papal spécialisé dans l’immigration, la charité, la justice et la paix.
Le 28 février, le 14e dalaï-lama s'exprime pour rétablir la paix en Ukraine. Le 14 mars, il signe l’appel de 175 lauréats du prix Nobel, appelant à la fin immédiate de l'invasion armée de l'Ukraine.
Le 26 avril, le secrétaire général des Nations unies António Guterres se rend en Russie, à Moscou, et s'entretient notamment avec Vladimir Poutine, à la table de réunion du Kremlin, et Sergueï Lavrov. Durant sa visite António Guterres propose notamment la création d'un groupe de contact humanitaire. Le 28 avril, António Guterres se rend en Ukraine, sur les lieux du massacre de Borodianka, du massacre de Boutcha, et d'Irpin, où António Guterres exhorte la Russie à accepter de coopérer à l'enquête en cours lancée par la Cour pénale internationale. Puis António Guterres se rend à Kiev où il s'entretient notamment avec Volodymyr Zelensky. Durant la soirée, des bombardements russe ont lieu sur Kiev,,.
Ce conflit suscite une très large couverture des médias occidentaux : le territoire est d'un accès relativement facile, et la violence est très présente, avec une forte attente du public. En mai 2023, 14 600 professionnels des médias sont accrédités auprès du ministère de la défense à Kiev. En 14 mois, 10 journalistes ont été tués, parmi lesquels 8 ukrainiens. En raison de la guerre, la communauté journalistique ukrainienne fait pression auprès des médias internationaux pour qu'ils assument leurs responsabilités envers les fixeurs.

### Réactions politiques

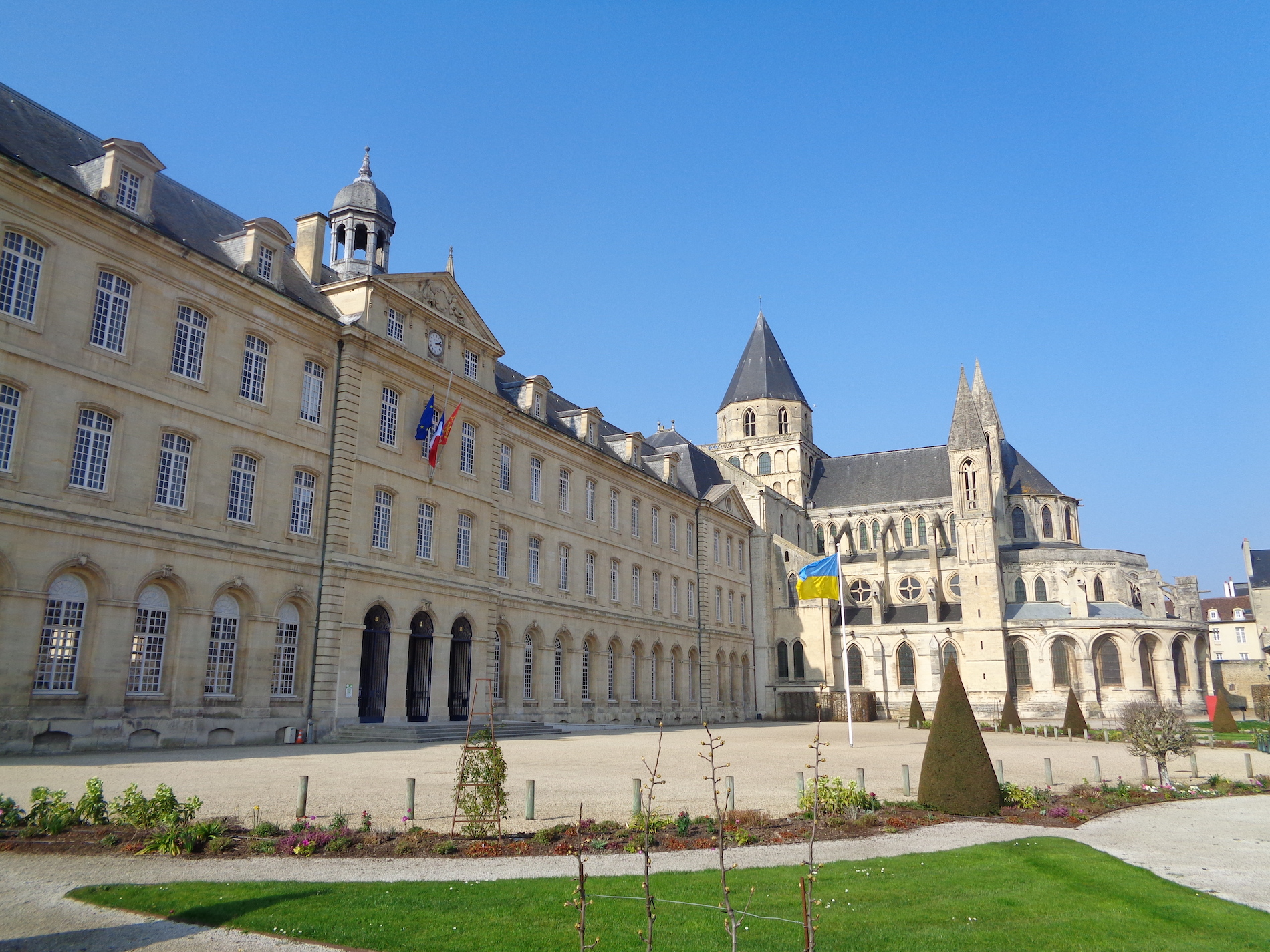
Le drapeau ukrainien flottant en signe de solidarité devant la mairie de Caen (Calvados, France), avec l'abbaye aux Hommes en arrière-plan, en mars 2022.

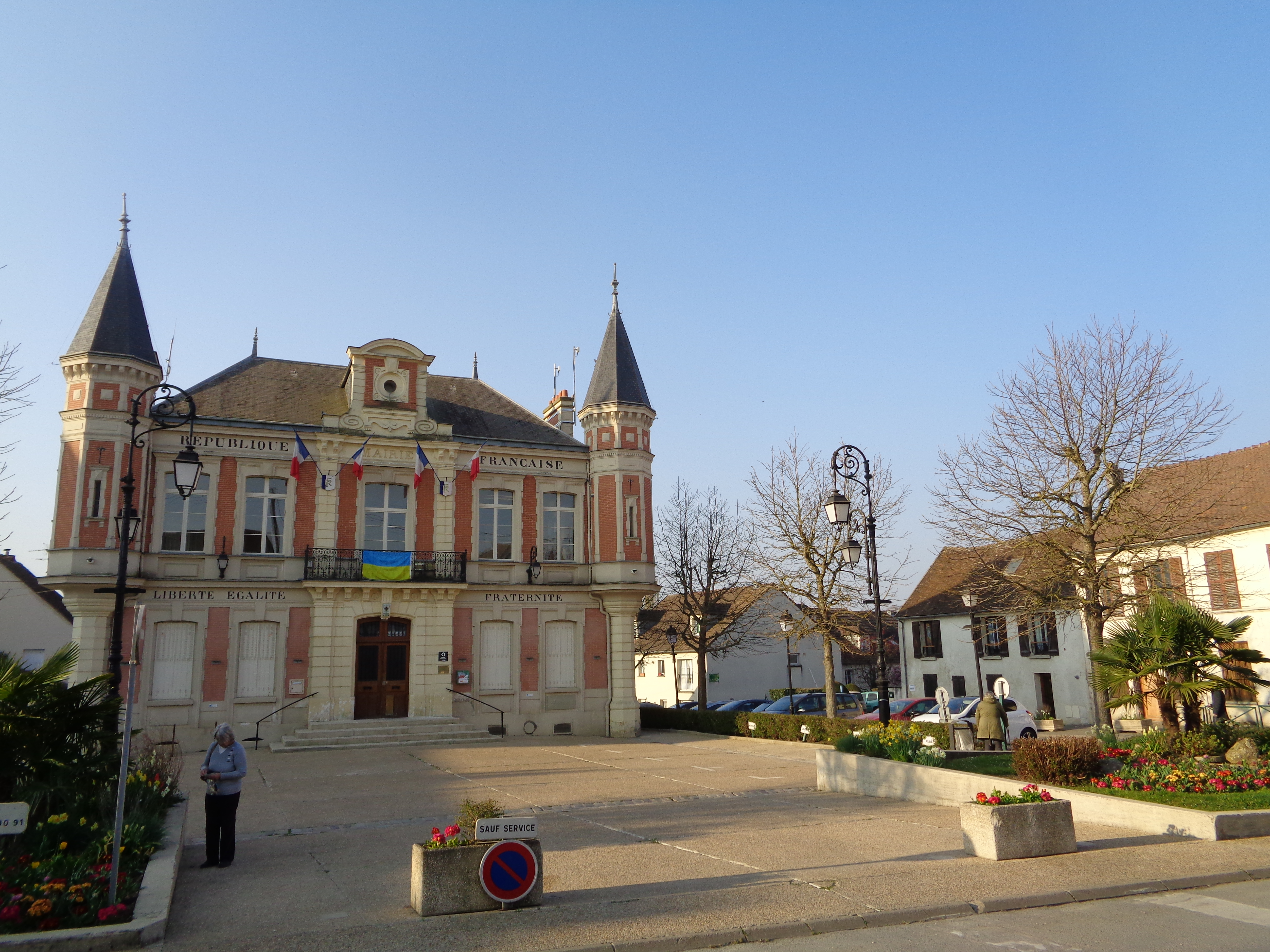
Le drapeau ukrainien accroché au balcon de la mairie de Mouroux (Seine-et-Marne, France) en mars 2022.

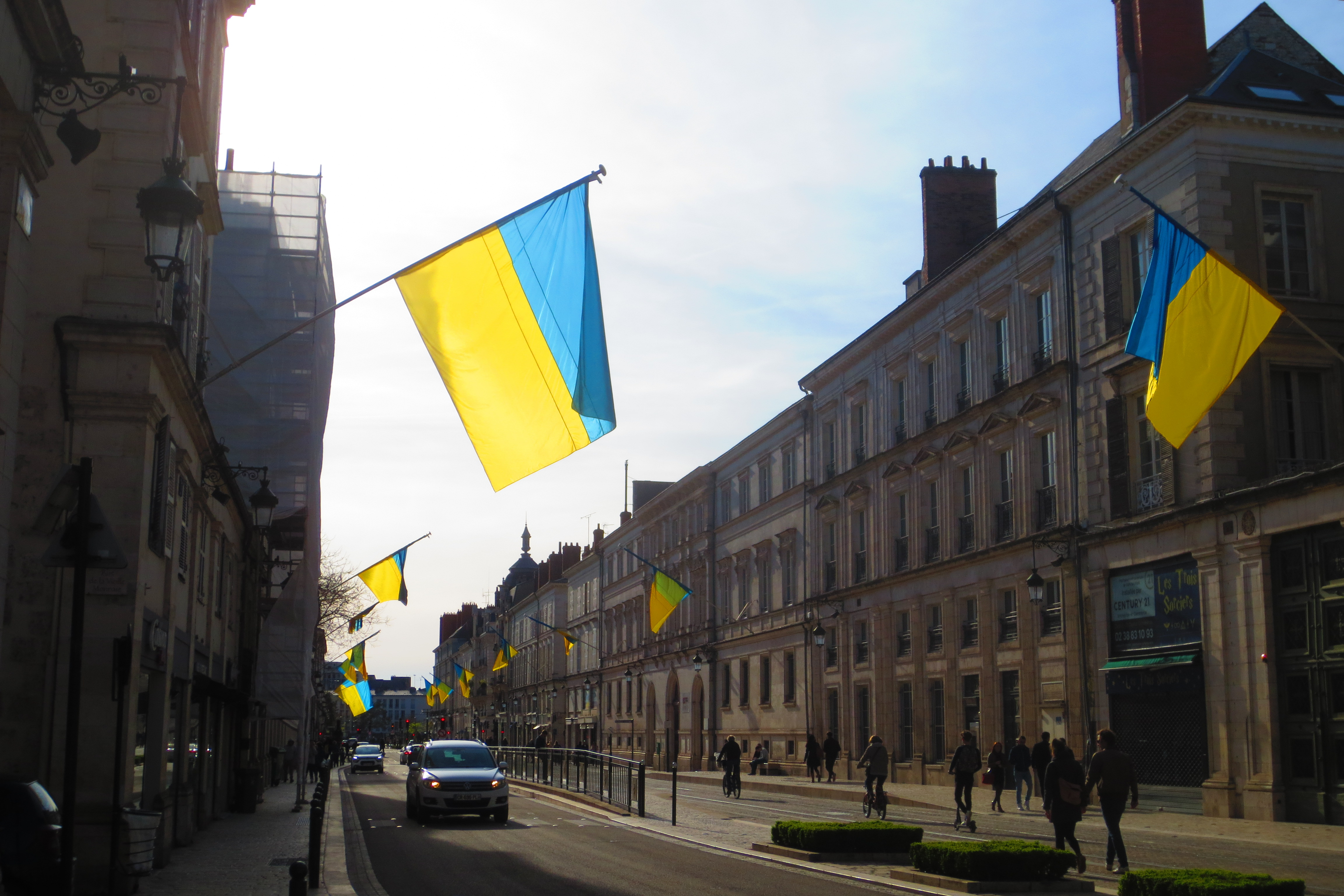
Rue Jeanne d'Arc à Orléans en avril 2022

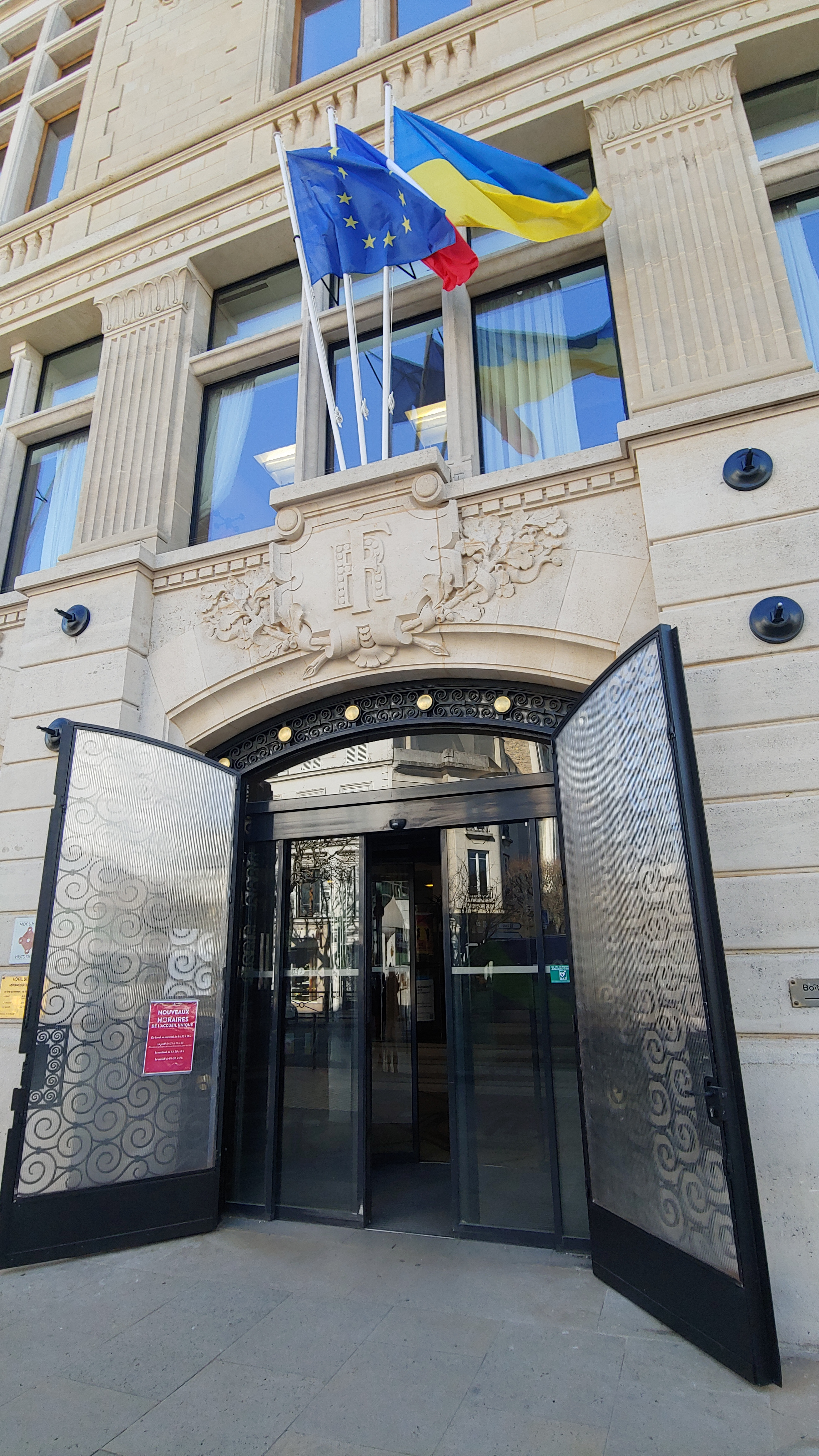
Hôtel de ville de Vincennes, en 2022

Le début de l'invasion déclenche des réunions en urgence de la plupart des grandes institutions internationales. Le G7 condamne l'invasion russe le 24 février. Le même jour, un Conseil européen extraordinaire condamne « avec la plus grande fermeté l'agression militaire non provoquée et injustifiée de la fédération de Russie contre l'Ukraine » qui « viole de façon flagrante le droit international et les principes de la charte des Nations unies, et porte atteinte à la sécurité et à la stabilité européennes ». L'OTAN publie le 25 février un communiqué qui rejette sur la Russie l'entière responsabilité du conflit. Le Conseil de l'Europe suspend la Russie de sa participation à cette organisation à partir du 25 février. Le 16 mars 2022, le Comité des ministres, niveau exécutif du Conseil de l'Europe, décide d'exclure la Russie du Conseil de l'Europe, avec effet immédiat.
Le 25 février, le projet de résolution examiné par le Conseil de sécurité de l'ONU pour condamner l'attaque militaire russe en Ukraine et demandant le retrait immédiat des troupes russes, est rejeté du fait que la Russie fait usage de son droit de veto. À la suite de ce résultat attendu, les efforts se tournent vers l'appel à la résolution Acheson (voir Résolution 377 de l'Assemblée générale des Nations unies), un mécanisme permettant à l'Assemblée générale de l'ONU d'émettre des recommandations sous forme de résolutions non contraignantes, les résolutions contraignantes étant de la seule prérogative du Conseil de sécurité,.
Ultérieurement, le président Zelensky ainsi que plusieurs commentateurs des affaires étrangères dénoncent le fonctionnement et la composition du conseil de sécurité, inchangées depuis 1945,. Le géopoliticien Frédéric Encel déclare qu'une réforme touchant à son statut est inenvisageable et amènerait à la création d'une « ONU bis ».
Le 27 février, le conseil de sécurité adopte la résolution 2623 (2022) pour convoquer une session extraordinaire d'urgence de l'Assemblée générale, afin d'étudier la situation en Ukraine : n'ayant besoin que d'une majorité de neuf voix, sans possibilité de veto, le Conseil adopte la résolution par onze voix pour, une voix contre (Russie), et l'abstention de l'Inde, de la Chine et des Émirats arabes unis. Jusqu'au 28 février 2022, il n'y a eu que onze sessions extraordinaires d'urgence dans l'histoire de l'ONU. Le 2 mars, avec un vote qualifié d'« historique » tant la majorité est importante, l'Assemblée générale de l'ONU adopte à 141 pays pour (sur 193) une résolution non contraignante qui « exige » de la Russie un arrêt « immédiat » de la guerre en Ukraine, tout en demandant la protection complète des civils, notamment « personnels humanitaires, journalistes, femmes et enfants ». Le 24 mars, l'Assemblée générale de l'ONU adopte à une majorité écrasante de 140 pays (sur 193) une nouvelle résolution non contraignante préparée par la France et le Mexique qui « exige une cessation immédiate des hostilités par la Fédération de Russie contre l'Ukraine, en particulier de toutes les attaques contre des civils et des objectifs civils ».
La plupart des États condamnent l'invasion, comme le montre l'importance de l'adhésion à la résolution de l'Assemblée générale de l'ONU. Toutefois, certains pays, les alliés historiques de la Russie, continuent de la soutenir plus ou moins explicitement : la Biélorussie, la Syrie, la Birmanie, l'Iran, le Venezuela, et la Chine. D'autres préfèrent ne pas choisir de camp en restant silencieux, parmi lesquels un grand nombre de pays africains comme le Mali ou la Centrafrique, où la Russie a récemment étendu sa sphère d'influence notamment en déployant les mercenaires russes du groupe Wagner, et la majorité des pays asiatiques, y compris l'Inde, et du monde arabo-musulman, où l'on critique le « deux poids deux mesures » de l'Europe dans son accueil ouvert des réfugiés ukrainiens quand les réfugiés afghans et syriens ne bénéficiaient pas d'autant de faveurs.
Le 27 février, la guerre en Ukraine pousse le chancelier allemand Olaf Scholz à prendre une décision à laquelle l'Allemagne ne voulait pas se résoudre, annonçant « une augmentation massive des dépenses de la Bundeswehr ». Son discours marque un revirement complet de l'Allemagne dans sa politique militaire et étrangère.
Le 7 avril, la 11e session extraordinaire d'urgence de l'Assemblée générale des Nations unies décide, par le biais de la résolution ES-11/3, de suspendre la Russie du Conseil des droits de l'homme de l'organisation pour ses « violations flagrantes et systématiques » de ces derniers.
Lors d'un discours aux eurodéputés, le président du Conseil européen, Charles Michel, s’adresse aux soldats russes : « Si vous ne voulez pas participer au meurtre de vos frères et sœurs ukrainiens, si vous ne voulez pas être un criminel, baissez les armes, arrêtez de vous battre, quittez le champ de bataille ». Il ajoute que l'octroi de l'asile aux déserteurs russes est « une idée valable qui devrait être poursuivie ».
Un appel commun aux membres du Parlement européen et de l’Assemblée parlementaire du Conseil de l’Europe, soutenu par environ 60 organisations de paix, de droits humains et de réfugiés de toute l’Europe, demande aux gouvernements européens d’accorder la protection et l’asile aux objecteurs de conscience et aux déserteurs de Russie, de Biélorussie et d’Ukraine. Dès avant l’invasion, ces trois pays contrevenaient sur certains points au droit à l'objection de conscience défini par divers organes internationaux et la Cour européenne des droits de l'Homme.
Le 8 avril 2022, la présidente de la Commission européenne, Ursula von der Leyen, accompagnée du chef de la diplomatie européenne, Josep Borrell et du Premier ministre slovaque Eduard Heger, s'est rendue sur les lieux du massacre de Boutcha pour y exprimer la solidarité de l'Union européenne avant de rejoindre la capitale Kiev et rencontrer Zelensky.
Le 14 avril 2022, la France envoie des gendarmes de IRCGN afin d'enquêter sur les actes commis à Boutcha.
Le 18 mai, à la suite de la guerre en Ukraine, la Finlande et la Suède ont souhaité améliorer leurs relations avec l'Organisation du traité de l'Atlantique Nord et ont demandé à rejoindre l'OTAN.

### Soutien militaire à l'Ukraine
Selon l'Institut Kiel pour l'économie mondiale (en), du 24 février au 17 octobre 2022 environ 90 milliards d'euros ont été promis par 41 pays. Fin octobre, certains alliés de l'Ukraine avaient fait don d'armes lourdes aux forces ukrainiennes. La Pologne fait don à l'Ukraine de 240 chars (30,1 % de son stock total), la Slovénie donne 28 chars (16,8 %) et la République tchèque en donne 20 (36,8 %). Les États-Unis font don de 30 lance-roquettes multiples, la République tchèque en donne 20, et le Royaume-Uni, l'Allemagne et la Norvège en font également don d'un petit nombre. Les États-Unis font don de 126 obusiers, la Norvège en donne 22, le Royaume-Uni 20, la Pologne et la France en font chacun 18, l'Allemagne 14 et les Pays-Bas, la Lettonie, le Portugal et le Canada en font un plus petit nombre. La Norvège fait don de plus de 20 % de ses stocks d'armes lourdes à l'Ukraine. La République tchèque, la Pologne, la Slovénie et le Royaume-Uni donnent tous plus de 10 % de leur réserve. En juin 2022, le gouvernement allemand annonce qu'il livrera à l'Ukraine des systèmes de défense aérienne modernes et occidentaux. L'approvisionnement accéléré en systèmes de défense anti-aérienne avancés par l'Occident est nécessité par les frappes russes de 2022–2023 contre les infrastructures ukrainiennes. L'Allemagne fournit le premier d'entre eux en octobre (IRIS-T). En novembre, les États-Unis livrent également des systèmes anti-aériens modernes (NASAMS). En décembre, les États-Unis annoncent qu'ils fourniront des systèmes de missile sol-air MIM-104 Patriot à l'Ukraine, où ils sont depuis longtemps désirés. La Turquie annonce livrer des drones Bayraktar TB2. Le 4 janvier 2023, la France déclare qu'elle serait la première à fournir à l'Ukraine des chars occidentaux (AMX-10 RC),. Après l'annonce française, les gouvernements allemand et américain annoncent qu'ils fourniront à l'Ukraine des véhicules militaires blindés occidentaux (Marder et Bradley).

#### Soutien sans devenir belligérant

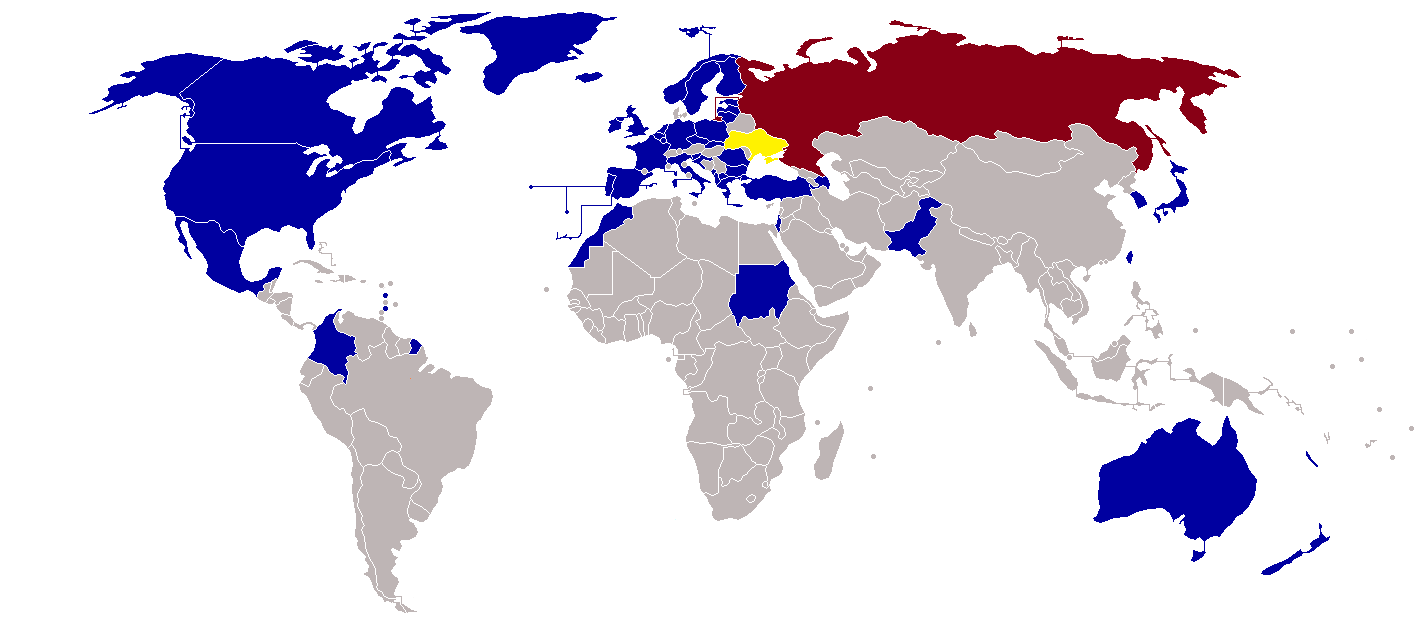
Russie
Ukraine
Pays qui ont fourni à l'Ukraine des équipements militaires pendant l'invasion de 2022

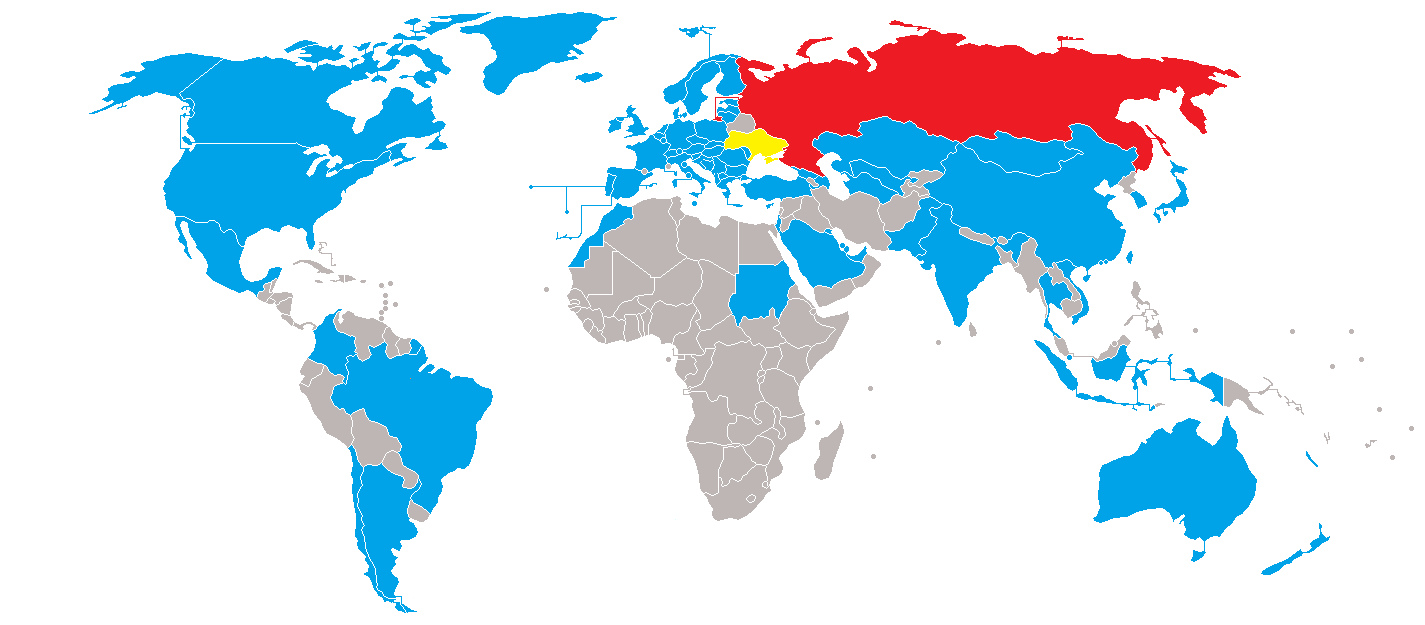
Russie
Ukraine
Pays envoyant toute aide, y compris humanitaire, à l'Ukraine en 2023

Sur le plan militaire, les pays alliés de l'Ukraine ont dessiné une ligne avant même le début de la guerre lancée par la Russie : toute implication militaire directe contre la Russie en Ukraine est exclue, afin d'éviter le risque d'une escalade en conflit mondial. En conséquence, la stratégie choisie par les Occidentaux - soutiens de l'Ukraine - est de se limiter à contenir les combats sur le sol ukrainien par des livraisons d'armes dites « défensives » (empêchant donc la livraison d'armes trop puissantes qui permettraient à l'Ukraine de bombarder des territoires russes par exemple), afin de ne pas abandonner l'Ukraine à son sort, sans intervenir directement dans le conflit,.
Au regard du droit international, il y a deux corps de règles : le droit de la paix, interdisant d'utiliser la force mais pas les sanctions, et le droit de la guerre. Dans ce dernier, un État n'est considéré comme belligérant, plus précisément une « partie au conflit », que s'il coordonne des forces armées engagées sur le théâtre d'opération, même à distance, ou planifie des opérations militaires, ou y participe de manière collective à l'intérieur d'une alliance militaire telle que l'OTAN,,. En effet, les notions de « cobelligérant » et « belligérant » n'existent plus en droit international depuis la fin de la Seconde Guerre mondiale, la notion de « partie au conflit » étant préférée depuis 1977 avec la ratification des deux protocoles additionnels aux Conventions de Genève de 1949 sur la protection des victimes des conflits armés. Une décision du Tribunal pénal international pour l'ex-Yougoslavie, jugeant les auteurs de crimes de guerre dans les Balkans au cours des années 1990, affirme que pour qu'un État soit considéré comme partie au conflit, il doit « jouer un rôle dans l'organisation, la coordination ou la planification des actions militaires du groupe militaire, en plus de le financer, l'entraîner, l'équiper ou lui apporter son soutien », sans pour autant que « le contrôle exercé par un État sur des forces armées » ne soit « global »,[Passage contradictoire]. En conséquence, l'envoi d'équipements militaires ou d'une aide financière à un belligérant, la formation ou l'entraînement de troupes et les sanctions économiques n'engagent pas l'État dans le conflit, sauf à quelques exceptions,,, car cela interdirait de facto la vente d'armes, comme le font la France ou la Russie, sous peine de guerre constante. Une de ces exceptions est énoncée dans le Traité sur le commerce des armes (TCA), qui interdit toute exportation d'armes s'il y a préalablement connaissance qu'elles pourraient servir à des violations graves du droit international humanitaire ou des droits de l'homme. Ce traité a été ratifié par de nombreux membres de l'OTAN, à l'exception des États-Unis. L'alliance n'implique pas une entrée en guerre de facto, comme pour l'Iran qui n'est pas en guerre avec l'Ukraine malgré son alliance avec la Russie.
Bien que la partie russe se soit rendue coupable de violations du droit international et humanitaire de la façon la plus visible d'après les observateurs, les Ukrainiens ont aussi violé certains traités, comme quand ils ont filmé des prisonniers de guerre, ce qui est interdit par la Convention de Genève de 1949 fondant le droit humanitaire. Cela explique que les Occidentaux cherchent à équiper les Ukrainiens le plus rapidement et le plus discrètement possible, avant que le risque de nouvelles exactions n'augmente notamment en cas de guérilla urbaine. Ils justifient cette aide par le droit légitime de l'Ukraine à se défendre puisqu'ils ne peuvent faire ici appel au principe de « responsabilité de protéger » comme lors de l'intervention en Libye, car la Russie userait de son droit de veto pour bloquer toute résolution au Conseil de Sécurité de l'ONU qui irait en ce sens.
Le droit international distingue donc les États neutres des États partie à un conflit, un État qui n'est pas partie au conflit armé étant de facto un État neutre, une conception de la neutralité qui trouve son origine dans les deux conventions de la Haye de 1907 sur la neutralité des pays tiers, en cas de guerre terrestre ou navale. Dans l'article 2 de la convention (V) de la seconde conférence de la Haye (1907), il est prévu qu' « il est interdit aux belligérants de faire passer à travers le territoire d'une Puissance neutre des troupes ou des convois, soit de munitions, soit d'approvisionnements. ». Selon Geoffrey Corn, spécialiste du droit dans les conflits armés du South Texas College à Houston, cette référence de 115 ans est rendue obsolète par l'apparition d'alliances militaires telles que l'OTAN et par l'évolution de la doctrine sur l'usage de la force à la suite de la Seconde Guerre mondiale. Selon lui, « on assiste aujourd'hui chez les alliés à une révision très claire de cette notion ancienne de neutralité, dans la lignée de ce que les États-Unis ont pratiqué depuis des décennies, et qui consiste à distinguer le coupable et la victime, en soutenant cette dernière », position qui conduit à la nouvelle notion de « neutralité qualifiée » dans la littérature spécialisée, permettant aux pays tiers de ne pas être considérés comme parties prenantes, sans pour autant être complètement inactifs lors d'un conflit étranger. Par ailleurs, cette notion de neutralité a été recouverte par la charte des Nations unies, après 1945, comme le rappelle Corn,[à développer].
La neutralité qualifiée offre donc une zone grise d'actions possibles où l'ambiguïté règne tant sur la définition juridique mais aussi opérationnelle des seuils d'implication dans un conflit armé qui constitueraient un engagement de la responsabilité d'un État, auparavant neutre, comme belligérant. Le professeur Michael Schmitt, spécialiste réputé en la matière, souligne que la violation de la neutralité par un État ne le transforme pas forcément en cobelligérant, car cela dépend du degré de son implication. Mais cette question des seuils n'est pas tranchée par le droit international, et reste donc sujette à l'interprétation, d'après Julia Grignon, spécialiste du droit des conflits armés à l'Institut de recherche stratégique de l'École militaire (IRSEM), et le général Jean-Paul Paloméros, chef d’état-major de l’armée de l’air française de 2009 à 2012 et commandant suprême allié Transformation de l’OTAN de 2012 à 2015,. D'après Mario Bettati, professeur émérite de droit et ancien conseiller des ministres des Affaires étrangères français, ces autres notions de neutralité n'ont aucune valeur juridique, ne décrivant le plus souvent que des attitudes partiales d'États non parties au conflit, quand la neutralité exclut toute position partisane au profit d'un ou de plusieurs des belligérants.

#### Exemples d'aides et seuils d'intervention
Par exemple, la livraison d'armes de petit calibre peut permettre de ne pas être considéré comme cobelligérant, mais la réponse est moins nette pour la livraison d'avions de chasse,, une « subtilité juridique » empêchant la Pologne et les États-Unis de fournir des avions à l'Ukraine, tandis que la livraison de missiles antitank était possible. La question du ravitaillement des engins de guerre peut également être problématique, s'il est nécessaire de le faire sur le territoire d'un État ou d'une alliance neutre comme la Roumanie et l'OTAN. Des avions ukrainiens décollant de Pologne pour mener des opérations contre les forces russes poseraient la question de la cobelligérance, et la problématique est la même concernant la Biélorussie qui a permis que l'armée russe stationne sur son territoire pour ensuite envahir l'Ukraine, raison pour laquelle « on peut considérer la Biélorussie comme partie au conflit » d'après Grignon. En revanche, les manœuvres militaires françaises menées début mars sur une base militaire de l'OTAN en Roumanie ne relèvent pas du droit des conflits armés, puisque l'OTAN ne s'est pas impliqué directement dans le conflit, ses forces restant dans les territoires des pays membres d'après Grignon. Les convois d'armes à destination des Ukrainiens n'exposent pas les alliés à être considérés comme belligérants tant qu'ils ne sont pas conduits par des militaires européens ou américains ni des fonctionnaires civils « dont il pourrait être établi qu'ils travaillent pour le compte d'un État occidental » selon Grignon, ce qui implique la nécessité pour les alliés de l'Ukraine d'assurer l'encadrement de l'acheminement dans une totale clandestinité, avec une possibilité de déni. L'Union européenne a pour la première fois décidé de financer l'achat et la livraison d'armements et autres équipements via le fond de « Facilité européenne de paix », une décision qualifiée de « bifurcation historique » par Sylvain Kahn, docteur en géographie et professeur agrégé d'histoire à Sciences Po, car mettant fin au « tabou voulant que l'Union ne fournisse pas d'armes à des belligérants » d'après Josep Borrell, chef de la diplomatie européenne.
Le partage de renseignements (par satellites ou agents sur le terrain) ne fait pas de l'État qui s'y livre une partie au conflit, tant qu'il n'y a pas de coordination directe des actions militaire comme le font les États-Unis avec l'Ukraine, sans toutefois faire de « ciblage en temps réel » des forces russes, ce qui est une « distinction subtile » selon Schmitt,.
Le maintien par un pays tiers d'une zone d'exclusion aérienne serait en revanche une implication directe dans le conflit armé, car constitutive d'une guerre aérienne, selon Paloméros.
Concernant les cyberattaques, le droit international humanitaire s'applique dès lors qu'elles ont lieu dans un conflit armé préexistant. En revanche, la question de savoir si des cyberattaques pourraient déclencher un conflit armé n'est pas tranchée, mais Grignon suppose qu'« une opération cyber qui aurait les mêmes effets qu'une opération militaire classique pourrait être de nature à déclencher un conflit armé, mais, pour l'instant, cela ne s'est jamais produit ». Par exemple, ralentir et brouiller les communications n'implique pas un État comme partie au conflit, selon le professeur Wolff Heintschel von Heinegg, éminent spécialiste du droit international à la Europa-Universität Viadrina de Francfort, mais si les opérations cyber sont si disruptives qu'elles sont de nature à donner un avantage militaire évident à l'une des parties, comme des opérations cyber dirigées contre le centre de contrôle, de commandement, de renseignement et de communication des forces armées, alors cela pourrait être considéré comme une participation directe à des hostilités armées, qui feraient de l'État un cobelligérant.
Ces zones grises ont été instrumentalisées par la Russie, pour limiter le soutien militaire des Occidentaux à l'Ukraine sous la menace d'être considérés comme cobelligérants,. Les déclarations des responsables politiques sont également scrutées. Et même en s'en tenant strictement aux limites fixées clairement par le droit international, il y a le risque de provocations, par exemple lors du franchissement d'une frontière, volontaire ou pas, ce qui peut se produire aisément selon Paloméros, les avions russes pourraient par exemple franchir la frontière roumaine pour inciter l'OTAN à riposter.
En mars 2022, le président Emmanuel Macron estimait que la fourniture de chars et d’avions de guerre à Kiev placerait les pays de l’OTAN en position de cobelligérants. C’était, avait-il précisé devant la presse, une « ligne rouge » que l’Alliance n’était pas disposée à franchir, afin de ne pas provoquer d’escalade du conflit.
Dans les médias ukrainiens, le terme « macronite » (Макронити) est apparu, signifiant, selon Politico, « quelqu'un qui fait une grande démonstration d'être très préoccupé par quelque chose mais refuse de faire quoi que ce soit de tangible pour aider »,. Les efforts répétés et frustrés de Macron ont également été moqués du côté russe. Selon Politico, une définition russe du concept (Макронить) était « une compétence spéciale, le talent de construire une phrase de sorte qu'elle commence par une insulte, continue par une menace et se termine par une requête »,. Sur la chaîne de télévision d'État russe Rossiya 1 le 6 juin, Vladimir Soloviev a évoqué « un nouveau mot : la macronite. Ce qui signifie appeler pour rien »,.

#### Les États neutres
En droit international, un État neutre est un État qui n'est pas partie au conflit et s'abstient « d’y participer, que ce soit directement en prenant part aux hostilités ou indirectement en assistant l’un ou l’autre des belligérants », ce qui interdit « à un État neutre d’adhérer à un pacte militaire ou de mettre, de quelque manière que ce soit, son territoire à disposition d’une puissance belligérante ».
Lors du conflit en Ukraine, la Suisse et l'Autriche, toutes deux non membres d'alliances militaires, ont réaffirmé leur neutralité, en interdisant tout acheminement d'arme sur leur sol, sans pour autant interdire le survol d'avions militaires des parties au conflit ou d'autres États à des fins humanitaires ou médicales, dont le transport aérien des blessés,. Néanmoins, la Suisse a fait évoluer sa doctrine dans le cadre de ce conflit, s'autorisant pour la première fois à se joindre aux sanctions économiques contre la Russie, ce que Laure Gallouët analyse comme l'adoption d'une « neutralité différenciée, une interprétation qui permet de participer à des sanctions économiques internationales sans briser sa neutralité militaire »,. La neutralité différenciée n'est qu'une notion juridique dans les textes nationaux, notamment de l'Autriche, mais n'a aucune valeur juridique en droit international, car la neutralité exclut toute position partisane au profit d'un ou de plusieurs des belligérants, la neutralité différenciée représente donc une politique de demi-mesures partiales,. D'autres pays comme la Suède et la Finlande étaient neutres pendant la guerre froide, annonçant éviter toute action hostile contre la Russie, ce que les historiens Gallouët et Georges-Henri Soutou qualifient de « neutralisation » ou de « finlandisation », à différencier de la véritable neutralité choisie de façon souveraine et non sous la menace d'un pays tiers. Ces deux pays ont peu à peu abandonné cette neutralité contrainte après avoir rejoint l'Union européenne en 1995, car considérant qu’au regard de la clause de défense mutuelle de l'UE (l'article 42.7 du traité de Lisbonne) ils devraient intervenir en cas d’attaque contre un autre État membre. Ils ont ainsi suivi une politique de non-alignement, dite aussi de « politique de la porte ouverte par rapport à l'OTAN », leur permettant de ne prêter allégeance à aucun bloc tout en pratiquant une politique d'ouverture. Ces deux pays ont par exemple pu offrir des armements et du matériel militaire à l'Ukraine en accord avec les décisions de l'Union européenne ainsi que participer à des exercices conjoints de l'OTAN. En effet, sans être membres de l'OTAN, la Suisse, l'Autriche, la Finlande et la Suède sont des partenaires neutres à travers le Partenariat pour la paix de l'OTAN, qui ne contient pas de clause d'assistance mutuelle. Pour Gallouët, la clause de défense mutuelle de l'UE de l'article 42.7 du traité de Lisbonne n'empêche pas un statut neutre, car « l'assistance en question peut prendre d'autres formes que l'aide militaire ».
Le statut d'État neutre ne constitue pas une protection en lui-même d'après Gallouët, citant en exemple les moyens importants alloués par la Suisse à sa défense. Il faut donc qu'un État se proclamant neutre ait tout de même les moyens d'assurer sa protection, sous peine de n'être pas assez dissuasif. C'est pourquoi l'Ukraine demande un accord international, ainsi que de ne pas être empêché par les Russes de rejoindre l'Union européenne, afin de garantir sa sécurité en cas d'accord sur un statut neutre. En revanche, un statut neutre, quels que soient ses contours, empêcherait obligatoirement l'Ukraine d'adhérer à l'OTAN. Ces négociations sur un statut neutre ravivent le risque de neutralisation, puisqu'on peut douter de la marge de manœuvre et de la souveraineté dont disposera l'État ukrainien pour l'interpréter.

#### Soutien des États-Unis

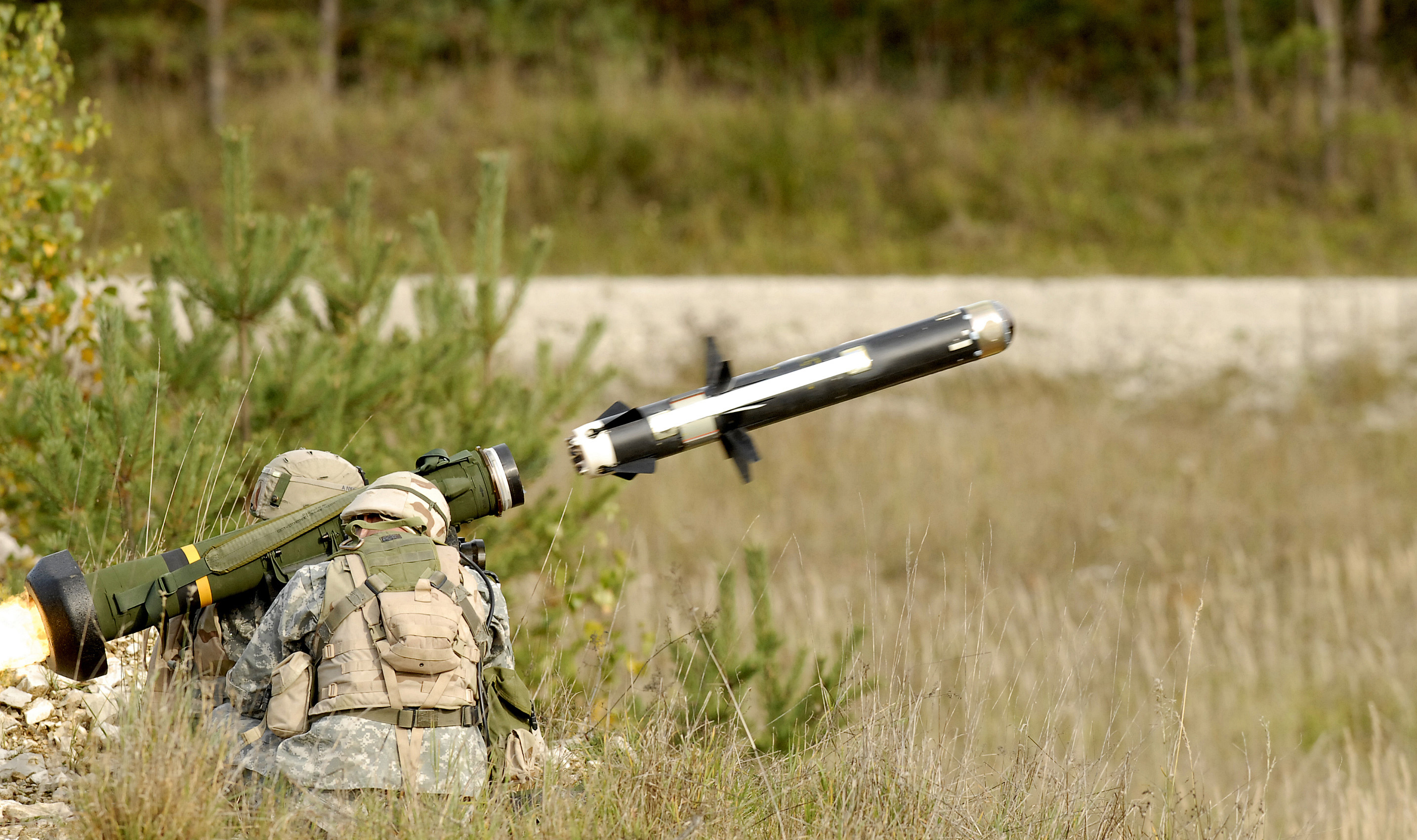
Un FGM-148 Javelin tiré par des soldats américains.

Les États-Unis sont le premier fournisseur de matériel militaire à l'Ukraine : une nouvelle aide d'un montant de 350 millions de dollars est annoncée pour combattre l'invasion russe. Le 26 février 2022, le secrétaire d'État américain Antony Blinken annonce que cette aide sera constituée de nouveaux moyens militaires défensifs : des systèmes anti-blindés et antiaériens, des armes légères et des munitions de divers calibres, des gilets pare-balles et des équipements connexes. Ce soutien s'ajoute aux 60 millions de dollars d'assistance militaire décidés à l'automne 2021, puis 200 millions de plus en décembre : il s'agissait notamment de livraisons de lance-missiles antichars FGM-148 Javelin et d'autres armes anti-blindage, d'armes légères, de divers calibres de munitions et d'autres équipements non létaux,. C'est un total de plus d'un milliard de dollars octroyé à l'Ukraine depuis un an.
D'après le journal Libération et l'AFP, le 13 avril 2022, le président Joe Biden annonce une nouvelle tranche d'aide d'une valeur de 800 millions de dollars avec des envois d’équipements défensifs et en autorisant pour la première fois la livraison d’armes offensives. En plus des équipements annoncés par la Maison-Blanche début avril qui précise que les États-Unis ont jusqu'ici déjà fourni ou promis 1 400 systèmes anti-aériens Stinger, 5 000 missiles antichars Javelin, 7 000 armes antichars d’un autre modèle, plusieurs centaines de drones kamikazes Switchblade, 7 000 fusils d’assaut, 50 millions de balles et munitions diverses, 45 000 lots de gilets pare-balles et casques, des roquettes à guidage laser, des drones Puma, des radars anti-artillerie et anti-drones, des blindés légers, des systèmes de communication sécurisée et des protections anti-mines, le porte-parole du Pentagone John Kirby a publié une liste des nouveaux équipements promis, précisant qu’ils proviennent des stocks de l’armée américaine et qu’ils sont tous disponibles immédiatement et seront livrés dès que possible. Il s’agit de 18 obusiers M777, des pièces d’artillerie de dernière génération utilisées encore récemment par l’armée américaine en Afghanistan, accompagnés de 40 000 obus de 155 mm, de 10 radars anti-artillerie mobiles AN/TPQ-36 Firefinder et de deux radars anti-aériens AN /MPQ64 Sentinel. Par ailleurs, cette nouvelle tranche comprend 300 drones kamikazes Switchblade, ainsi que 500 missiles Javelin et des milliers d’autres systèmes antichars, auxquels s’ajoutent 200 véhicules blindés de transport de troupes M113 et 100 blindés légers Humvee. Avec cette nouvelle livraison le montant total de cette assistance militaire atteindra 3,2 milliards de dollars.
Le 15 juin, Biden a annoncé une enveloppe d'un milliard de dollars d'aide militaire supplémentaire à destination de l'Ukraine. Cette aide comprend « des pièces d'artillerie et de défense côtière supplémentaires, ainsi que des munitions pour les pièces d'artillerie et les lance-roquettes avancés ».
Le 25 septembre, le président ukrainien confirme l'arrivée de NASAMS, livrés par les États-Unis, pour contribuer à la défense anti-aérienne du pays.
Du 24 février au 26 septembre 2022, les États-Unis ont livré à l'Ukraine en matériel l'équivalent de 14,5 milliards de dollars dont 800 000 obus de 155 mm, 8 batteries de missiles sol-air Nasam, 1 400 drones suicides, plus de 40 000 missiles antichars portatifs, 20 hélicoptères Mi-17 et plusieurs centaines de Humvees. En plus de l'envoi de matériel, les États-Unis ont formé environ 1 500 militaires ukrainiens à l'utilisation du matériel américain depuis le début du conflit comme cela a été révélé le 12 septembre. Les « Américains partagent également les informations de leur service de renseignement avec l’Ukraine et prennent part à la planification des opérations ».
Le 22 décembre 2022, à Washington, le président ukrainien Volodymyr Zelensky est reçu en héros par Joe Biden et les élus du Congrès.
Le 3 mars 2025, le président américain Donald Trump gèle une aide d'un milliard de dollars destinée à l'Ukraine. Cette décision est prise à la suite d'une réunion tendue entre Donald Trump et le président ukrainien Volodymyr Zelensky. En avril 2025, un accord est signé entre les deux pays : l'Ukraine, en échange de la continuité d'une aide militaire de son allié, accepte que les États-Unis exploite les ressources minières, pétrolières et gazeuzes de son territoire. Le 14 juillet 2025, Trump promet d'envoyer de nouveaux équipements militaires en Ukraine, tout en présentant un ultimatum de 50 jours à la Russie pour qu'elle mette fin à son invasion du pays, sous peine de sanctions économiques sévères. 

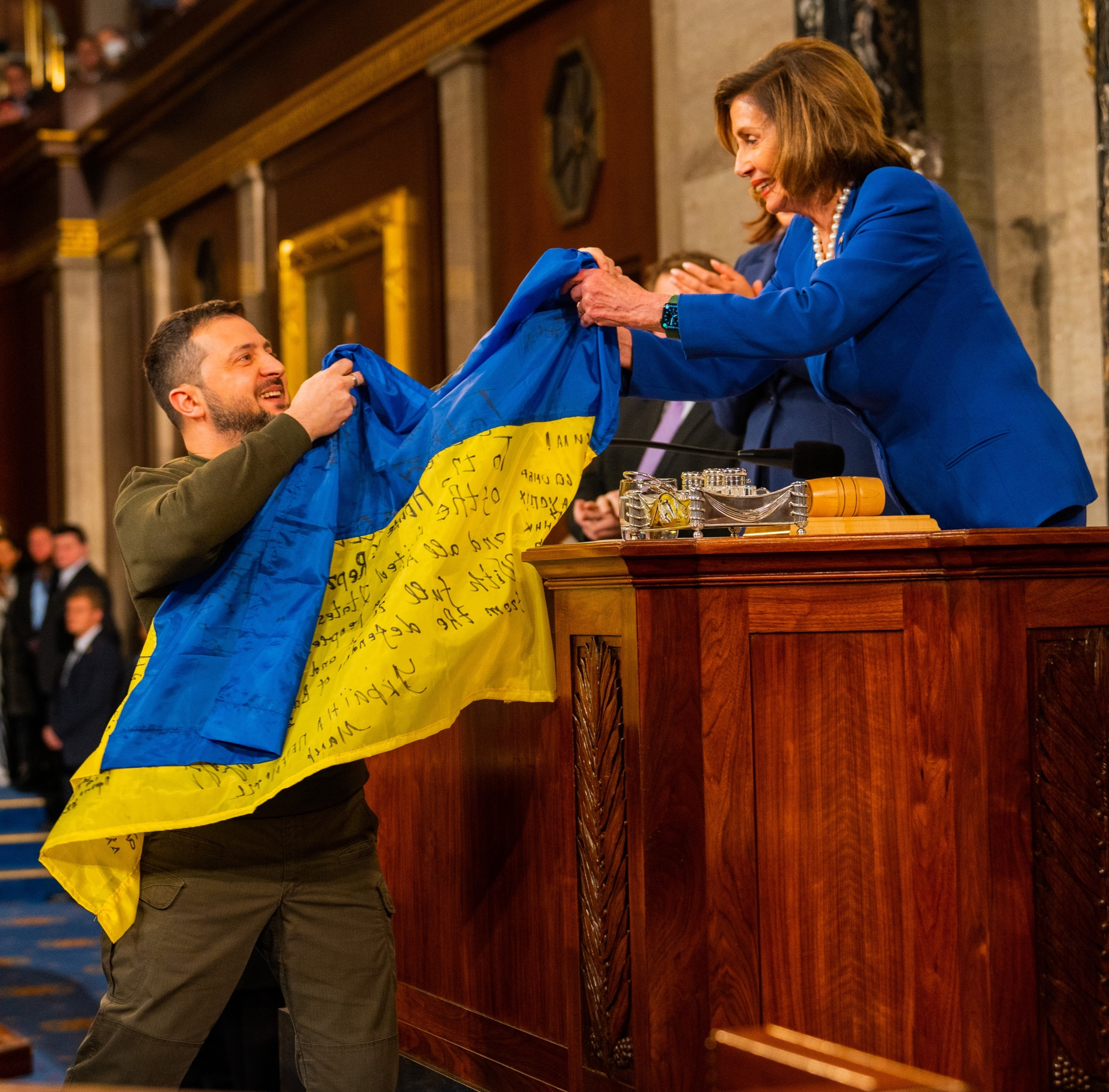
Volodymyr Zelensky lors du discours au Congrès américain, le 22 décembre 2022, transmettant le drapeau de l'Ukraine des combattants de Bakhmout.

#### Soutien de pays européens
À partir du 26 février, deux jours après le début de l'invasion, et pour la première fois de son histoire, l'UE annonce qu'elle va financer l'achat et la livraison d'armements et d'autres équipements à un pays victime d'une guerre pour la somme de 450 millions d'euros. C'est un tournant historique, comme l'a souligné la présidente de la Commission européenne, Ursula von der Leyen. Une vingtaine d'États européens déclarent apporter, en plus de l'aide communautaire, un soutien militaire à l'Ukraine.

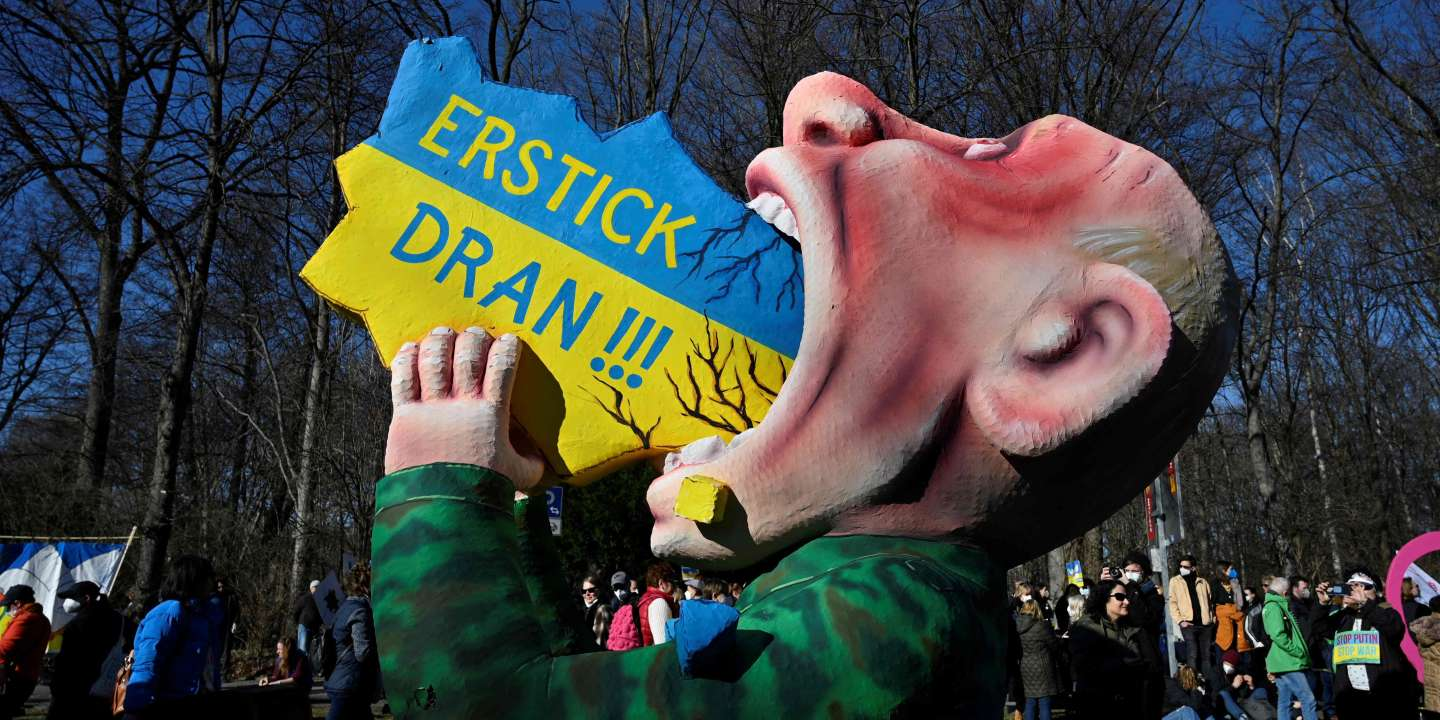
Une figure géante représentant le président russe Vladimir Poutine avalant une carte de l'Ukraine est vue lors d'une manifestation contre l'invasion de l'Ukraine par la Russie, le 13 mars 2022 à Berlin. La figurine a été créée par le constructeur français de chars de carnaval Jacques Tilly, lors du carnaval du un événement du lundi des roses dans ce haut lieu du carnaval. Le lettrage dit : « Étouffez-vous !!! ».

Allemagne : le pays, qui était jusque-là hostile à une livraison d'armes, annonce la livraison à l'Ukraine de 400 lance-roquettes antichar Panzerfaust, de 1 000 lance-roquettes et 500 missiles sol-air Stinger, ainsi que 14 blindés et du carburant. De plus, l'Allemagne annonce l'envoi de 7 obusiers Panzerhaubitze 2000.
Belgique : le pays déclare fournir 5 000 fusils d'assaut FNC, 2 000 mitrailleuses, 200 lance-roquettes M72 LAW, 3 800 tonnes de carburant et des systèmes de vision nocturne à l'armée ukrainienne,.
Danemark : la Première ministre annonce donner 2 700 lance-roquettes antichar.
Espagne : des équipements défensifs, comme des gilets pare-balles, font partie des 20 tonnes d'aides envoyées par le pays. Face aux critiques, Pedro Sánchez déclare le 2 mars que son pays « livrera du matériel militaire offensif à la résistance ukrainienne ».
Finlande : le ministre finlandais de la Défense, Antti Kaikkonen, a annoncé fournir 2 500 fusils d'assaut, 150 000 munitions, 1 500 armes antichars et des colis alimentaires.
France : Livraison de systèmes d'armements complexes comme « quelques dizaines » de Missiles antichars Milan, 18 canons automoteurs CAESAR, « une quinzaine de canons tractés TRF1 de 155 mm » ainsi que des équipements défensifs tels que des protections balistiques. L'aide française se monte à environ 233 millions d'euros au 10 octobre 2022. L'Élysée annonce le 4 janvier 2023 que la France va livrer des « chars de combat légers » AMX-10 RC à l'Ukraine.
Grèce : le pays prévoit d'envoyer des équipements défensifs.
Italie : le Premier ministre indique fournir une aide militaire 
« en particulier dans le secteur du déminage et de la fourniture d'équipements de protection ».
Pays-Bas : le pays indique avoir expédié des fusils de précision et des casques et déclare fournir 200 missiles antiaériens Stinger.
Pologne : le pays, qui a fourni des dizaines de milliers de munitions à l'Ukraine fin janvier, dénonce « l'égoïsme en béton [de] certains pays occidentaux » en matière de soutien militaire.
Portugal : le ministère de la Défense annonce la livraison à l'Ukraine de « gilets, de casques, de lunettes de vision nocturne, de grenades, de munitions de différents calibres » ou encore de « fusils automatiques G3 ».
Roumanie : le pays prévoit l'envoi de « combustible, de gilets pare-balles, de casques, de munitions et d'autres équipements militaires ».
Royaume-Uni : Le 15 juin, le pays a annoncé livrer des systèmes de lance-roquettes multiples à l'Ukraine. Cela fait suite à la promesse, faite le 6 juin par les autorités britanniques, de donner à Kiev ces systèmes nommés DMLRS.
Suède : le pays annonce l'envoi de rations de combat, de 5 000 casques, 5 000 boucliers et 5 000 lance-roquettes antichar, rompant avec sa doctrine de ne pas livrer d'armes,.
Tchéquie : le pays annonce, en plus des 4 000 obus d'artillerie envoyés en janvier, l'envoi de 30 000 pistolets, 7 000 fusils d'assaut, 3 000 fusils-mitrailleurs et plusieurs dizaines de fusils de précision, ainsi qu'un million de cartouches.
Union européenne : pour la première fois de son histoire, elle propose de financer la fourniture d'armes létales, mais aussi de carburant, d'équipements de protection et médicaux, ainsi que d'avions de combat,. Cependant, les pilotes ukrainiens n'étant formés que sur des avions de chasse issus du Pacte de Varsovie, (l'Ukraine dispose de Mig-29 et Sukhoi-27), seuls trois pays membres de l'OTAN en possèdent et peuvent donc en fournir : la Pologne, la Bulgarie et la Slovaquie. La Pologne a refusé d'envoyer des Mig-29, malgré la proposition américaine de les remplacer par des chasseurs F-16. Néanmoins, les Occidentaux peinent à s'accorder sur la livraison d'avions de combat, d'une part à cause des risques logistiques de livrer par la route des armements aussi stratégiques et coûteux, d'autre part face au risque que ces livraisons soient interprétées par la Russie comme une implication belligérante. Le président russe Poutine a d'ailleurs menacé d'une riposte si les Occidentaux agissaient ainsi, et le président ukrainien Zelensky a de son côté reproché aux Occidentaux de « ne pas tenir leurs promesses ». Le 13 avril 2022, Florence Parly, la ministre française des Armées, annonce dans un tweet que l'Union européenne a débloqué pour plus d'1,5 milliard d'euros pour aider l'Ukraine à se défendre, ce qui en fait le second contributeur après les États-Unis.

#### Soutien du Canada
Le 27 février 2022, le Canada annonce l'envoi « de casques, de gilets pare-balles, de masques à gaz et de matériel de vision nocturne », après avoir déjà promis le 14 février la livraison d'armes et de munitions.

#### Soutien de l'OTAN
Quelques jours avant l'invasion, l'OTAN a commencé à fournir des armes défensives à l'Ukraine.

#### Logistique de l'acheminement d'équipements militaires à l'Ukraine
Dès les premiers jours du conflit, de nombreux pays occidentaux, dont les États-Unis, le Canada et l'Union européenne, parviennent à un accord historique pour consentir d'importantes livraisons d'armements à l'Ukraine pour l'aider à résister à l'invasion russe,,,. Déjà au cours des mois ayant précédé l'offensive russe, des armes américaines avaient été livrées à l'Ukraine depuis les pays baltes et le Royaume-Uni, pour un montant de 850 millions de dollars, en réaction aux exercices militaires à caractère provocateur menés par les Russes aux frontières de l'Ukraine, tant en Biélorussie qu'en Russie,.
La logistique représente le plus grand défi de ce soutien,[à développer]. La Pologne, où se trouvent plusieurs bases de l'OTAN et dont une frontière est proche de la capitale ukrainienne, occupe une position stratégique pour recevoir du matériel et le transporter en Ukraine. Certains pays comme la Suisse interdisent le survol de leur territoire pour acheminer des armes, conformément à son statut de pays neutre.
L'envoi d'armes dont des munitions et explosifs est parfois déguisé en livraison d'aide humanitaire pour l'Ukraine via la Pologne, comme l'a découvert le 15 mars 2022 le personnel de l'aéroport civil de Pise en Italie, près de la base militaire américaine de Camp Darby (it), ce qui a entraîné des réactions politiques et le refus du personnel de charger ce matériel,.

#### Mercenaires
Au moins 300 mercenaires colombiens se battent en 2023 au sein de l'armée ukrainienne. Selon Radio France, ce sont d'anciens militaires ou paramilitaires, généralement orientés à droite, aguerris par les combats contre les guérillas dans leur pays. Ils perçoivent une rémunération mensuelle de 3 000 dollars, soit beaucoup plus qu'en Colombie.

### Soutien humanitaire et logistique à l'Ukraine
Des soutiens et dons humanitaires s'organisent progressivement pour venir en aide à la population ukrainienne. Certains pays s'engagent à fournir une aide humanitaire et logistique en excluant l'envoi de moyens militaires.

#### États
- États-Unis : le ministère des affaires étrangères des États-Unis annonce une aide humanitaire de près de 54 millions de dollars en complément des aides humanitaires régulièrement versées depuis huit ans, soit un total de près de 405 millions de dollars[703]. Selon Le Monde, le 9 février 2022, les autorités ukrainiennes demandent des équipements plus modernes, dont des moyens de défense antiaérienne, antimissile et anti navale[704]. Le 25 février, Joe Biden exclut l'envoi de troupes militaires en Ukraine[705].
- Israël : depuis le début de l'invasion russe en Ukraine, le 24 février, l'Agence juive, un organisme semi-gouvernemental chargé d'encourager et de superviser l'immigration en Israël, met en place six bureaux dans des pays frontaliers de l'Ukraine (Pologne, Roumanie, Moldavie, Hongrie). Elle annonce vouloir faciliter la loi du droit au retour pour les Ukrainiens, qui exige qu'une personne ait au moins un grand-parent juif pour obtenir la citoyenneté israélienne[706]. L'Institute for Jewish Policy Research estime qu'environ 200 000 Juifs ukrainiens sont éligibles à la citoyenneté israélienne[707]. Le pays envoie également une cargaison de 100 tonnes d'aide humanitaire, en souhaitant mettre en place un hôpital pour aider les Ukrainiens blessés en précisant que l'hôpital sera entièrement géré par des civils et non par le corps médical de Tsahal, ainsi que du matériel médical (médicaments, bandages…)[708]. Selon le quotidien Haaretz, Zelensky demande à plusieurs reprises une aide militaire, dont la fourniture d'un système de défense de type « Dôme de fer ». Le Premier ministre Bennett refuse préférant « aider discrètement » la population civile d'Ukraine tout en préservant ses propres intérêts stratégiques[709].
- Royaume-Uni : le Royaume-Uni annonce une aide humanitaire de 40 millions de livres sterling (soit 48 millions d'euros) et déclare que toute personne installée en Grande-Bretagne peut accueillir des membres de sa famille proche en provenance d'Ukraine[710].
- Turquie : la Direction de la gestion des catastrophes et des situations urgentes (AFAD) annonce l'envoi en Moldavie de trois véhicules longs d'aide humanitaire pour les réfugiés ukrainiens[710].
- Maroc : Le Royaume du Maroc, sur recommandation des États-Unis, va livrer des pièces détachées de chars T-72 à l’Ukraine, devenant ainsi le premier pays africain à fournir une assistance militaire à Kiev.
- Taïwan : Taiwan annonce une aide à Kiev pour l’achat de générateurs électriques et 800 drones de guerre de type Revolver.
- Canada : Le gouvernement du Canada a annoncé qu’Ottawa allait acheter le système avancé de missiles sol-air NASAMS pour l’Ukraine. Cette annonce fait suite à une rencontre bilatérale entre le premier ministre canadien Justin Trudeau et le président américain Joe Biden en marge du sommet des « trois Amigos » à Mexico.
- Union européenne La direction générale pour la protection civile européenne et les opérations d’aides humanitaires a alloué 630 millions d’euros. Au 24 février 2023, via le mécanisme européen de protection civile (impliquant 32 États), 85 091 tonnes d’aide ont été délivrées, pour une valeur de 543 millions d’euros tandis que 1 917 opérations d’évacuation médicales ont été réalisées et 1 719 générateurs offerts[711].

#### Entreprises
- Amazon : sur Twitter, le directeur général Andy Jassy s'engage à donner jusqu'à dix millions de dollars d'aide humanitaire et mettre à disposition sa capacité logistique et son expertise en cybersécurité pour aider les gouvernements et les entreprises dans le cadre de son soutien à l'Ukraine[712].
- Airbnb : le directeur général Brian Chesky s'engage auprès des dirigeants de la Pologne, de la Roumanie, de l'Allemagne et de la Hongrie à proposer des hébergements gratuits à travers sa branche non lucrative Airbnb.org, présidée par le cofondateur Joe Gebbia, dédié essentiellement au logement des personnes en période de crise dans le monde[713].
- TotalEnergies : le groupe promet de « se mobiliser pour fournir du carburant aux autorités ukrainiennes et de l'aide aux réfugiés ukrainiens en Europe ». Néanmoins, il ne prévoit pas de sortir des actifs dans lesquels il a déjà investi et « il n'apportera plus de capital à de nouveaux projets en Russie », contrairement à ses concurrents dont BP, Shell et Equinor, qui annoncent quitter la Russie[714],[715].

#### Associations
Diverses initiatives citoyennes se mettent en place en France pour envoyer des convois humanitaires en Pologne ou en Ukraine, ou aider à l'accueil des réfugiés en France,, comme celle du boulanger bisontin Stéphane Ravacley qui conduit à la création de l'association Les Convois solidaires qui procèdent à l'envoi de plusieurs dizaines de tonnes de denrées en Pologne et au transport de familles ukrainiennes au retour. Le site Philanthropy for Ukraine est lancé début avril 2022 par le Centre français des fondations, en partenariat avec le réseau philanthropique européen Philéa, pour coordonner ces initiatives en répondant au mieux aux besoins.
On peut néanmoins noter la présence de l'association d’extrême-droite Collectif Némésis qui se rendra à la frontière ukrainienne, tôt au début de la guerre, afin de venir en aide sur place aux civils ukrainiens (principalement des femmes et des enfants)[réf. nécessaire].

### Soutien militaire à la Russie

#### Biélorussie
Dans les jours précédant l'invasion, la Russie et la Biélorussie effectuent des manœuvres militaires conjointes sur le sol de cette dernière. Le 20 février, date de la fin prévue des manœuvres commencées le 10, la Biélorussie annonce qu'elles se poursuivent « compte tenu de la hausse de l'activité militaire près des frontières ».
À partir du 24 février, la Russie envahit le nord de l'Ukraine à partir du territoire biélorusse. Celui-ci est aussi utilisé comme base de lancement de missiles. Le soutien logistique biélorusse à l'invasion est perturbé par des sabotages du réseau ferré. En février et mars, les Occidentaux et l'Ukraine jugent possible une intervention directe des troupes biélorusses. Malgré la dépendance du régime envers la Russie, qui a soutenu le président Alexandre Loukachenko contre les manifestations de 2020-2021, tant la société que les élites biélorusses sont réticentes à entrer en guerre. Du 29 mars au 2 avril, les forces russes qui occupaient la région de Kiev se replient vers la Biélorussie.
Dans les premiers jours de l'invasion, l'Ukraine et les Occidentaux mettent en garde contre une possible participation directe de la Biélorussie. Le 27 février, un responsable américain déclare que la Biélorussie se prépare à envoyer ses propres soldats en Ukraine pour soutenir l'invasion russe, malgré les accords conclus antérieurement avec l'Ukraine. Le 28 février, The Kyiv Independent relaie un rapport anonyme de journalistes d'opposition biélorusses selon lesquels des parachutistes biélorusses devaient être déployés, probablement dans les régions de Kiev ou de Jytomyr.
Le 1er mars, le Parlement ukrainien déclare que les forces armées biélorusses ont rejoint l'invasion russe et sont entrées dans l'oblast de Tchernihiv, au nord-est de la capitale. Ces affirmations sont démenties par les États-Unis, pour qui rien n'indique que la Biélorussie participe à l'invasion,. Quelques heures plus tôt, le président biélorusse Alexandre Loukachenko avait déclaré que la Biélorussie ne rejoindrait pas la guerre et avait affirmé que les troupes russes n'attaquaient pas l'Ukraine depuis le territoire biélorusse. En revanche, il avait pris la décision de déployer des hélicoptères et des avions militaires au sud du pays, à la frontière partagée entre la Biélorussie et l'Ukraine, pour éviter une possible attaque par l'OTAN dans cette zone. Pour cette même raison, il avait évoqué un possible déploiement à la frontière entre la Biélorussie et la Pologne. L'UNIAN (« Agence indépendante d'information ukrainienne ») signale qu'une colonne de 33 véhicules militaires est entrée dans la région de Tchernihiv, sans que les Occidentaux ni la Biélorussie ne le confirment.
Le 4 mai, la Biélorussie lance un exercice militaire surprise. L'Ukraine soupçonne l'ouverture d'un nouveau front,.
Le 10 octobre 2022, le président de la Biélorussie Alexandre Loukachenko annonce la mise en place d'un « groupement militaire commun avec Moscou » et son utilisation contre l'Ukraine en raison des tensions actuelles.
Le lendemain, le ministre biélorusse de la Défense, Victor Khrenine (ru) indique concernant le « groupement militaire commun avec Moscou » que « les objectifs du groupement régional sont purement défensifs. Et toutes les opérations, menées actuellement, visent à adopter une réaction adéquate aux actions menées près de notre frontière ». Toutefois, le service de renseignement ukrainien indique que les Russes transfèrent un grand nombre de drones kamikazes Shahed-136 en Biélorussie.
Le 14 octobre 2022, la Biélorussie introduit un régime d'« opération antiterroriste » en raison de la « menace des pays voisins » et, sur ordre d'Alexandre Loukachenko, procède à une mobilisation secrète.

Le 18 octobre 2022, le ministre biélorusse de la Défense, indique qu'environ « 9 000 soldats russes doivent arriver en Biélorussie avec 170 chars environ, 200 autres véhicules blindés et jusqu'à 100 armes et mortiers de calibre supérieur à 100 mm et que l'ensemble sera envoyé sur quatre terrains d'entraînement dans l'est et dans le centre du Bélarus ».
Le 21 octobre, Loukachenko, le président de la Biélorussie, alliée de Moscou indique « Aujourd’hui, nous n'avons l'intention d’aller nulle part. Il n'y a pas de guerre à ce stade. On n'en a pas besoin ».

#### Iran
L'Iran soutiendrait la Russie pendant le conflit en y envoyant des drones dont les premiers aurait été livrés à la fin du mois d'août 2022. Déjà au mois de juillet, le gouvernement américain avait alerté sur le fait que la Russie cherchait à s'en procurer en grande quantité. Le 20 octobre 2022, l'Union européenne adopte des sanctions contre l'Iran en affirmant avoir réuni « suffisamment de preuves » démontrant que la Russie a utilisé des drones iraniens, notamment des drones kamikazes HESA Shahed 136,. Le même jour, les États-Unis indiquent que des militaires iraniens se trouvent « sur le terrain » en Crimée : « Aujourd'hui, nous pouvons confirmer que des soldats russes basés en Crimée ont piloté des drones iraniens, les utilisant pour mener des frappes en Ukraine, y compris sur Kiev ces jours derniers. […] Téhéran est maintenant directement engagé sur le terrain ». Le haut responsable américain John Kirby précise que ces militaires sont des formateurs et des techniciens.
En réponse aux accusations de nombreux pays occidentaux, le gouvernement iranien nie l'envoi de drones à la Russie et dénonce des accusations « infondées »,.

#### Autres
Le 26 mars, l'Ossétie du Sud-Alanie, république séparatiste de Géorgie reconnue par la Russie, annonce avoir envoyé des troupes en Ukraine pour « aider à protéger la Russie ». Il a ensuite été précisé qu'Anatoli Bibilov, président de cette république séparatiste, faisait référence aux Ossètes ayant la citoyenneté russe ou servant dans l'armée russe sur la quatrième base militaire de la 58e armée russe, déployée en Ossétie du Sud,. Le redéploiement des troupes de la base a commencé le 16 mars,.
Au début du mois de septembre 2022, le New York Times affirme, en se basant sur des informations des services de renseignement américains, que la Russie achèterait des millions d'obus et de roquettes à la Corée du Nord. Ces munitions ne seraient pas de la haute technologie. Début novembre 2022, les États-Unis accusent une nouvelle fois la Russie d'essayer de se procurer des munitions d'artillerie auprès de l'État nord-coréen. Selon les services de renseignement américains, la Corée du Nord essaie probablement de dissimuler ses livraisons en les faisant passer par d'autres pays, notamment ceux du Moyen-Orient dont l'Iran. La Corée du Nord « pourrait représenter la plus grande source de munitions d'artillerie compatibles en dehors de la Russie » selon un chercheur dont les propos tenus en début d’année 2022 sont repris dans The Guardian. La Corée du Nord disposerait d'un stock important de munitions d'artillerie de 122 mm dont l'armée russe serait à court.
Le 22 décembre 2022, lors d'un échange avec la presse, John Kirby, porte-parole du Conseil de sécurité nationale de la Maison Blanche, a soutenu que la milice Wagner aurait acheté des armes à la Corée du Nord. Les autorités nord-coréennes ont « livré en Russie des obus et des missiles destinés à Wagner » selon John Kirby. Relayant cette information, le média RFI ajoute que quelques jours plus tôt, le média japonais Tokyo Shimbun avait déjà affirmé que des munitions et obus avait été transporté par train depuis la Corée du Nord. Ces livraisons n'auraient qu'un impact limité selon le porte-parole américain.
L'Inde et le Népal en 2023, puis le Sri Lanka en 2024 rapportent que plusieurs de leurs ressortissants ont été approchés puis recrutés par les autorités russes pour aller combattre. De leurs côtés les autorités russes confirment que « beaucoup » de visa ont été accordés à des ressortissants sri-lankais sans confirmer leurs qualités de combattants.

### Sanctions contre la Russie
Les États-Unis, l'Union européenne et le Royaume-Uni prennent de façon concertée d'importantes mesures restrictives vis-à-vis de la Russie. Ces mesures, selon la déclaration conjointe du 26 février, portent notamment sur l'exclusion de certaines banques russes du système de messagerie SWIFT et le gel d'une partie des avoirs de la Banque centrale russe et visent de nombreux responsables politiques russes.
Convoqué dans l'urgence, le Conseil européen extraordinaire du 24 février 2022 décide du principe « de nouvelles mesures restrictives qui auront des conséquences lourdes et massives pour la Russie ». Ces mesures complètent celles déjà adoptées le 23 février 2022 par le Conseil de l'UE, en réponse à la décision de Poutine de déclarer les « oblasts ukrainiens », selon l'expression du Conseil, de Donetsk et de Lougansk comme entités indépendantes. D'après la présidente de la Commission européenne Ursula von der Leyen, ces sanctions viseront d'abord le secteur financier ce qui signifie que « 70 % des banques russes auront beaucoup plus de difficultés à emprunter sur les marchés ». Ensuite, la Russie ne pourra plus bénéficier de l'accès à des « technologies cruciales », comme les composants électroniques ou des logiciels. La plupart des pays européens ferment leur espace aérien aux compagnies aériennes russes et le pays entre dans la liste des compagnies aériennes interdites d'exploitation dans l'Union européenne le 28 février 2022,. Certains oligarques russes sont frappés de sanctions économiques, bien que l'ampleur de leurs avoirs à l'échelle mondiale compliquent l'imposition de sanctions plus sévères.
L'exportation de produits de luxe est également interdite par l'UE, dans le but de « porter un coup à l'élite russe ».
L'Allemagne suspend la mise en service du gazoduc Nord Stream 2 avec la Russie, projet qu'elle avait défendu contre vents et marées malgré les pressions américaines. En février 2022, le régulateur allemand avait décidé d'interdire la diffusion de la chaîne Russia Today en Allemagne. Le 27 février 2022, la présidente de la Commission européenne Ursula von der Leyen annonce le bannissement des chaînes RT et Sputnik dans toute l'Union européenne. Ces deux médias sont effectivement bloqués la semaine suivante en Europe, par Facebook et YouTube puis par les autres canaux de diffusion, la télévision et le web,.
Le Premier ministre britannique, Boris Johnson, annonce le 24 février 2022 « un paquet de sanctions économiques le plus important et le plus sévère que la Russie ait jamais vu ».
Les sanctions économiques décrétées par les puissances occidentales contre la Russie entraînent dès le 28 février 2022 au matin une très forte chute du cours du rouble dont le taux de change contre 1 dollar passe de 83,5 roubles le 23 février à 95,5 roubles. Simultanément, la Banque centrale de Russie porte son taux directeur de 9,5 à 20 %.
Le Canada, la Finlande, Le Danemark, les États-Unis, la Norvège, la Suède et l'Islande suspendent le 3 mars 2022 leur participation au Conseil de l'Arctique que la Russie préside actuellement jusqu'à l'été 2023, générant des inquiétudes concernant la surveillance de la grande partie de l'Arctique sous contrôle russe pour étudier les effets du changement climatique ainsi que la protection de l'environnement avec les réserves de minéraux et de terres rares de pair avec le potentiel patrimoine génétique scellés dans la glace.
Plusieurs entreprises ont annoncé se retirer volontairement de Russie, voire arrêter de fournir leurs produits sur le marché russe, telles qu'Apple, mais d'autres ont choisi de continuer d'y opérer telles que TotalEnergies qui continue d'acheminer du gaz russe en Europe, ou Renault.
Les sportifs russes sont largement exclus des événements sportifs comme les barrages des éliminatoires de la coupe du monde de football 2022. Plusieurs manifestations sportives prévues en Russie sont annulées par les fédérations internationales et de nombreuses associations sportives annulent leurs contrats avec des sponsors d'origine russe. Un sort semblable est réservé aux sportifs biélorusses.
Le 14 avril 2022, les adresses précises des biens immobiliers russes confisqués en France sont dévoilées,,.
Le 20 avril 2022, le Département du Trésor des États-Unis annonce vouloir cibler les mineurs de Bitcoin opérant sur le sol russe, notamment en s'attaquant aux entreprises de la vente de matériel.

### Mesures de représailles prises par la Russie
Afin de se protéger des sanctions occidentales, la Russie a pris en 2022 des mesures, principalement d'ordre économique et financier, mais également quant à son espace aérien. Certaines de ces mesures se présentent comme des sanctions, d'autres sont de simples mesures de gestion destinées à endiguer la fuite des capitaux et à maintenir sa monnaie à flot.
Dans le contexte des sanctions internationales contre l’économie russe, le bitcoin est apparu pour les Russes comme une valeur refuge. Le cours de la cryptomonnaie est remonté à 43 600 dollars le 1er mars, effaçant l'essentiel de ses pertes, tandis que les échanges de cryptomonnaies en roubles ont triplé depuis début février (environ 60 millions de dollars par jour selon Chainanalysis, cité par le Financial Times).

## Guerre de l'information
L'exercice de la bonne information se heurte à la désinformation et à la diffusion sur les réseaux sociaux,.
Bien que la désinformation puisse provenir des deux parties, les proportions et moyens diffèrent beaucoup, et leurs sujets sont asymétriques : la désinformation russe consiste en une rhétorique fondée sur le révisionnisme visant à déstabiliser les discours occidentaux même sur les politiques intérieures, et trouvant des relais dans le monde entier, ce qui lui confère un caractère plus systématique et organisé ; la désinformation ukrainienne vise à amplifier les drames humains, les catastrophes, l'héroïsme de la résistance, parfois en arrangeant les faits, et trouve un écho international mû par l'émotion publique, que Le Monde analyse comme une désinformation plus organique. Entre ces deux parties, il y a également des tiers qui insèrent des canulars, dans une quête de popularité ou d'humour[Pas dans la source].
La désinformation est aussi relayée par les partenaires usuels des différentes parties au conflit, comme la Chine qui coopère avec la Russie, en aidant cette dernière à contourner les sanctions contre la désinformation, la Chine n'étant pas elle-même visée par ces sanctions. La désinformation est également relayée par des influenceurs pro-Kremlin comme en France ; Régis Le Sommier (ex-journaliste chez le média pro-Kremlin RT France) et Charles d'Anjou (proche du média Livre Noir lié à l'extrême droite) qui créent le média pro-Kremlin Omerta, Christelle Néant et son site Donbass Insider, ou encore Anne-Laure Bonnel et son documentaire controversé Donbass filmé uniquement côté séparatistes pro-russes,,.
La guerre se fait également numérique : dans les jours précédant l'invasion russe, les organismes de veille de sécurité informatique européen, américain, français et d'autres pays ont averti les entreprises pour augmenter leurs cyberdéfenses.
Les plateformes numériques jouent aujourd'hui un rôle clef dans cette guerre de l'information. En témoigne par exemple TikTok. Le journaliste Chris Stokel-Walker a noté que l’algorithme de TikTok a renforcé la visibilité des contenus en lien avec le conflit russo-ukrainien (entre le 20 et 28 février, le nombre de vues des vidéos marquées #ukraine est passé de 6,4 à 17,1 milliards). Toutefois, selon Agnes Venema, universitaire spécialisée dans la sécurité nationale et le renseignement, l'immédiateté et la portée de ces vidéos, présentant des images jouant sur l'émotion, a pu amener les gens à négliger la légitimité de l'information et donc in fine renforcer la désinformation.
Certains s'engagent dans cette guerre de l'information. Ainsi Anastacia Galouchka est passée du métier de juriste à l'activité de fixeuse, de façon à permettre aux grands journaux du monde entier, comme The Washington Post, de travailler sur le terrain en Ukraine.

### Exemples de désinformation
Fin février, les médias russes propagent délibérément la fausse information selon laquelle un conteneur de gaz au chlore a explosé près d'une zone habitée par des civils à Horlivka. Ils diffusent aussi des affrontements préenregistrés ou provenant d'autres pays entre séparatistes et armée ukrainienne.
Pour justifier l'invasion de l'Ukraine, les forces séparatistes prorusses sont soupçonnées d'avoir orchestré plusieurs fausses attaques pour justifier l'escalade militaire.
Les forces armées ukrainiennes sont aussi accusées d'avoir propagé de fausses informations. Le ministère des armées ukrainien a par exemple publié une vidéo montrant un drone turc détruisant un char d'assaut du régime syrien près de Maarat al-Nouman en Syrie, en la commentant ainsi : « Les Forces armées ukrainiennes ont rendu publique une vidéo de la destruction d'un équipement militaire russe Bayraktar TB2 ».
Le 24 février à 23 h (UTC+2), le Service national des gardes-frontières d'Ukraine annonce que ses treize hommes qui assuraient la défense de l'île des Serpents sont morts au cours de l'assaut russe pour prendre l'île,. Cette information est démentie deux jours plus tard, les Ukrainiens ont en fait été capturés par les Russes et sont toujours en vie. L'invective d'un de ces soldats ukrainiens « navire de guerre russe, va te faire foutre », qui a été enregistrée et propagée sur les réseaux sociaux, est devenue légendaire en Ukraine, où les services postaux ont même édité un timbre commémoratif.
À partir du 24 février se propage la rumeur du « fantôme de Kyïv », un hypothétique as de l'aviation ukrainienne pilotant un MiG-29 qui aurait abattu six avions russes dès le premier jour de l'invasion.
Le 28 février, Facebook et Twitter ont annoncé avoir neutralisé deux opérations d'influence anti-ukrainiennes sur les réseaux sociaux, l'une liée à la Russie et l'autre à la Biélorussie. L'une des opérations, une campagne de propagande mettant en scène un site web diffusant des arguments anti-ukrainiens, était une ramification d'une opération de désinformation russe connue. Un porte-parole de Facebook a déclaré que cette campagne de propagande utilisait des visages générés par ordinateur pour renforcer la crédibilité de faux chroniqueurs sur plusieurs plateformes, dont Instagram.
À la suite de l'attaque prouvée d'une centrale ukrainienne par les forces russes, Igor Konachenkov, le principal porte-parole du ministère de la Défense de la fédération de Russie, a inventé une tentative de provocation par un groupe de sabotage ukrainien, dont le but aurait été d'accuser la Russie de « créer une source de contamination radioactive »[réf. nécessaire].
Après le bombardement d'une maternité à Marioupol par les forces russes, qui a causé la mort d'une mère et son enfant et fait plusieurs blessés, le gouvernement russe a qualifié l'événement de « mise en scène » de « nationalistes » ukrainiens, arguant même que le bâtiment était inoccupé. Cette fausse information, propagée par WarOnFakes, un « média de fact-checking russe », et reprise par plusieurs ambassades de Russie dans le monde dont en France, a été contredite à l'aide de nombreuses photos sur place et de l'analyse de géolocalisation de Bellingcat.
Le quotidien chinois nationaliste Global Times, contrôlé par le Parti communiste chinois, a relayé la désinformation russe du média Sputnik provenant d'une fausse affirmation du président de la Douma selon laquelle Zelensky avait quitté son pays. Zelensky a été la cible de nombreuses campagnes de désinformation tout au long du conflit.
La Russie accuse les États-Unis de développer contre elle des armes biologiques dans un laboratoire en Ukraine, accusation qui apparaît dans les années 1990 dans le contexte de l'après-guerre froide, alimentant les théories du complot depuis lors,. Bien qu'un laboratoire d'expérimentations biologiques avec un volet sous secret défense existe bien en Ukraine, cette accusation est une « interprétation absurde » des recherches légitimes qui sont menées dans ce centre d'après la Fondation pour la recherche stratégique.
En mars 2022, une enquête du média VICE News relate une campagne de désinformation organisée par le Kremlin dont l'objet est de financer des influenceurs russes sur TikTok, afin qu'ils diffusent des contenus prorusses sur le déroulement de la guerre. La Russie semble orienter ses différents canaux de diffusion de fausses nouvelles sur le conflit notamment vers les pays de l'Union européenne, comme la Slovaquie.

### Usage des réseaux sociaux et messageries en situation de guerre
Les réseaux sociaux, utilisés par toutes les parties au conflit, ont permis une documentation méticuleuse du conflit et presque en temps réel, bien plus que tous les précédents conflits armés. Néanmoins, une loi ukrainienne ratifiée le 26 mars, visant à protéger les intérêts et la population ukrainiens, restreint la publication d'information militaire par le public depuis lors.

#### L'application Telegram

Logo de l'application Telegram

L'application Telegram a émergé comme le plus important réseau social dans ce cadre, offrant au monde une vision sans filtre de la guerre, car offrant un service rapide, sécurisé et confidentiel, le tout sans modération. Telegram avait précédemment été utilisé par les groupes conspirationnistes comme les « antivaxx » Covid-19, QAnon et les suprémacistes, mais aussi par les organisateurs de Black Lives Matter, les groupes prodémocratie du monde entier comme en Corée du Sud, Cuba, Iran et même par les groupes d'opposition en Russie.
Ses fonctionnalités sont aussi particulièrement indiquées pour ce genre d'usage. En effet, il n'y a pas d'algorithme de filtrage ou de recommandation, l'application supporte un nombre illimité de groupes. Ceux-ci peuvent être configurés pour être à sens unique avec impossibilité de commenter les publications pour les abonnés, les administrateurs étant les seuls à publier, agissant alors comme un canal d'annonces officielles. Ses outils de traduction intégrés de langues (par exemple du russe vers l'anglais) facilitent la communication en masse à l'international.

#### Des outils de propagande et de mobilisation
Parmi les réseaux sociaux, Telegram est donc devenu le lieu principal où cohabitent et s'affrontent les propagandes tant russe qu'ukrainienne. Ces réseaux servent également à la population pour faire remonter des informations aux autorités, comme les mouvements des troupes et véhicules des soldats étrangers, ou pour s'organiser entre eux, notamment pour les évacuations et les manifestations.

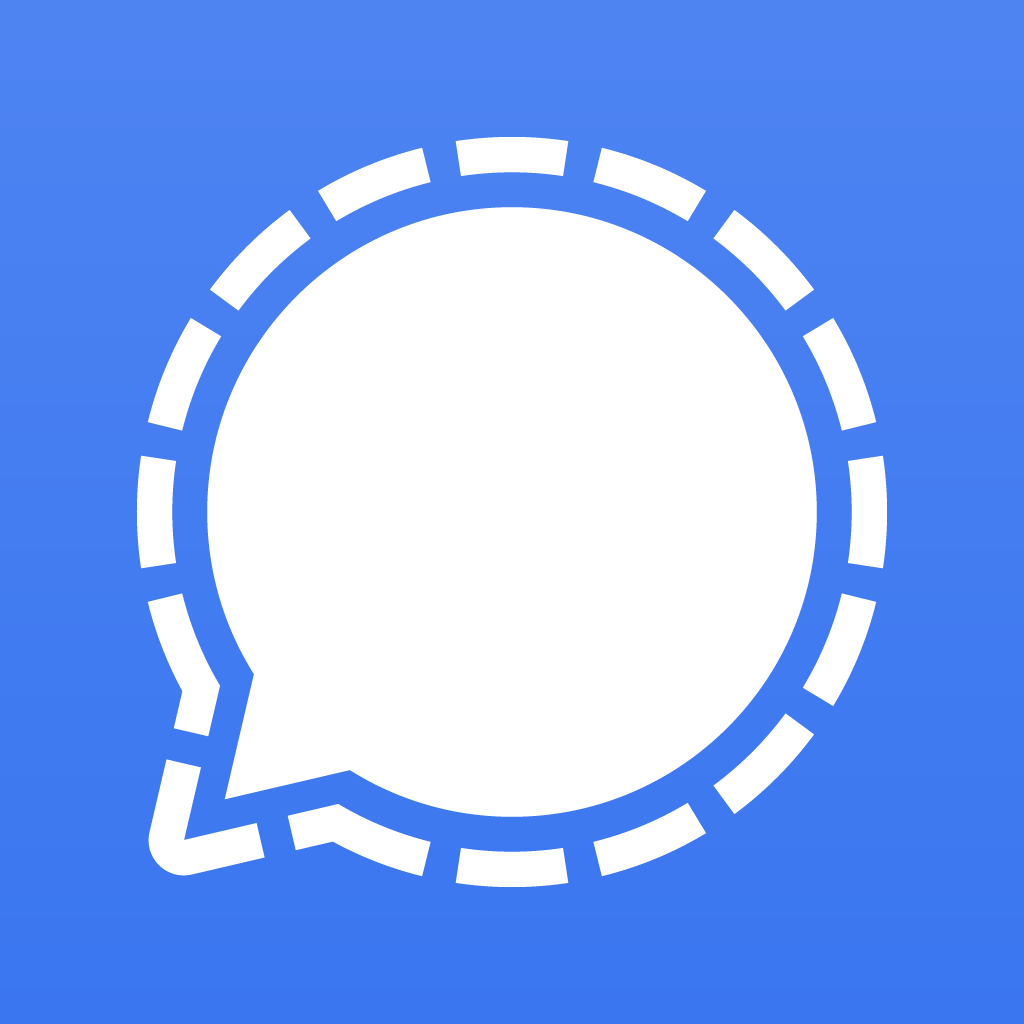
Logo de l'application Signal

Les manifestations sur le territoire russe s'organisent surtout à l'aide de messageries instantanées chiffrées et non censurées sur Internet, telles que Telegram ou Signal,. En particulier, l'application Telegram est très populaire tant chez les Russes que les Ukrainiens, ces derniers l'utilisant pour échanger de nombreuses images et commentaires de la guerre. Bien que de nombreux canaux soient des communautés ad-hoc d'échange d'information, des canaux de propagande russes et ukrainiens existent, et l'on voit la propagande russe cohabiter sur des canaux parallèles bien que sur la même application que la propagande ukrainienne. Tandis que les autorités ukrainiennes ont pu mettre à l'œuvre leur expérience déjà acquise des réseaux sociaux, notamment en recyclant leur canal Telegram dédié à la Covid-19, la Russie a choisi de déléguer cette tâche à des cabinets privés. Le canal Telegram Інтернет Війська України (Armée Internet d’Ukraine) est géré par les autorités ukrainiennes et coordonne ses 300 000 abonnés au 21 mars 2022 pour des campagnes de sensibilisation à l'étranger, ainsi que des opérations de rétorsion dans le cyberespace comme des attaques informatiques par déni de service de serveurs russes,,,. Un autre groupe Telegram, recyclé du canal gouvernemental dédié à la Covid-19 en « UkraineNow », a grossi exponentiellement, passant de 65 000 au 23 février 2022 à plus de 3 millions d'abonnés au 21 mars 2022 sur ses trois canaux en ukrainien, russe et anglais, et dans lesquels le président ukrainien Zelensky publie régulièrement des vidéos personnelles, informelles, souvent filmées avec son téléphone. Ces canaux sont également utilisés pour contrer très rapidement la désinformation russe, comme les fausses annonces de défections de militaires ukrainiens. Le canal Telegram russe WarOnFakes, propageant des fausses informations en ligne avec la propagande russe, a été créé le jour de l'invasion de l'Ukraine et compte 700 000 abonnés en mars 2022,. La propagande russe est également relayée par des « trolls » anonymes, de leaders complotistes et de comptes diplomatiques en Europe occidentale comme en France.
Les canaux de réseaux sociaux ne servent pas seulement aux autorités à communiquer avec leurs citoyens, mais également à la population pour remonter des informations aux autorités, comme les mouvements de troupes ou véhicules de soldats étrangers, informations qui sont relayées par des robots sur Telegram vers les autorités régionales ou nationales ukrainiennes. Le 8 mars, les services secrets ukrainiens annoncent qu'un de ces tuyaux leur a permis de réussir une attaque sur des véhicules russes autour de Kyïv.
Début mars, le gouvernement chinois, allié de la Russie, a acheté des encarts publicitaires sur Facebook au profit de la Russie pour l'aider à contourner les sanctions contre la désinformation russe. La Russie a également utilisé des comptes proxys en Afrique de l'Ouest pour diffuser sa propagande sur les réseaux sociaux. D'après une enquête des Décodeurs de Le Monde, les comptes relayant les thèses complotistes sur la Covid-19 seraient plus susceptibles de relayer la propagande pro-russes pendant l'invasion. D'après une analyse du Time de 187 médias en langue russe, les abonnés ont crû de 48 % entre le 24 février et le 21 mars 2022, ce qui représente 8 millions de nouveaux abonnés.
Bien que la Russie ait tenté par le passé d'interdire Telegram, sans succès, il est peu probable qu'elle le tente à nouveau, puisque les sanctions internationales contre ses médias forcent les autorités et médias russes à recommander à leurs publics de s'abonner à la place sur Telegram pour avoir accès au contenu malgré les sanctions.
À la suite de la diffusion en temps réel d'un bombardement russe sur un dépôt de carburant à Lviv par les médias CNN et BBC, accusés par de nombreux ukrainiens sur les réseaux sociaux de servir de « correcteur de frappe » pour les Russes, le 26 mars 2022, le président ukrainien Zelensky ratifie une loi restreignant la diffusion d'information. Celle-ci « interdit strictement », à moins que ces informations n'aient été rendues publiques par les autorités, de diffuser sur les réseaux sociaux des informations, vidéos ou photos sur « les roquettes qui volent ou frappent quelque part », « les noms des rues, arrêts de transport, magasins, usines où la situation s'est produite », « les déplacements des militaires ukrainiens et les installations militaires », « les actions de défense aérienne », « les lieux de bombardement ou d'impact de projectile », « les adresses, références visuelles ou coordonnées des batailles », « le nombre de voitures, de véhicules blindés » et « les vainqueurs ou victimes ». Cela a accru les suspicions sur les reporters terrain, qui faisaient déjà l'objet de signalements excessifs depuis le début du conflit. De nombreux reporters et associations de journalistes occidentaux et ukrainiens ainsi que des enquêteurs en sources ouvertes se sont plaint d'entraves à leur travail d'information, le journaliste ukrainien Serhiy Sydorenko, fondateur du média European Pravda, arguant par exemple « qu’il est de notre intérêt [ukrainien] que l’information concernant les crimes commis par la Fédération de Russie soit largement diffusée dans les médias occidentaux ».
Sur les réseaux sociaux, des vidéos de chants patriotiques ukrainiens deviennent virales, comme Oï ou louzi tchervona kalyna ou Bayraktar,.

#### Adaptations des plateformes centralisées aux nouvelles situations de guerre
Le groupe Meta annonce le 11 mars 2022 faire des exceptions temporaires sur ses plateformes Facebook (premier réseau social mondial) et Instagram à son règlement sur l'incitation à la violence et à la haine en ne supprimant pas les contenus hostiles à l'armée et aux dirigeants russes publiés à partir d'un nombre restreint de pays, tels que « mort aux envahisseurs russes », tout en continuant d'interdire les « appels crédibles à la violence contre des civils russes » ainsi qu'envers les prisonniers de guerre,. Ces exceptions concernent les messages postés par les utilisateurs en Russie, Ukraine, Arménie, Azerbaïdjan, Estonie, Géorgie, Hongrie, Lettonie, Lituanie, Pologne, Roumanie, et Slovaquie. Quelques semaines auparavant, Meta avait également autorisé à nouveau les éloges du régiment Azov, mais seulement dans le cadre limité de son travail de défense du territoire ukrainien,. Pour Emerson Brooking, chercheur résident à l'Atlantic Council, Meta tente ainsi avec ces exceptions de s'adapter à un contexte de guerre, avec une situation extrêmement mouvante et tendue, en écrivant des règles plus indulgentes au fur et à mesure, notant que le réseau avait déjà fait une première tentative en juin 2021 en autorisant pendant deux semaines des messages d'opposants iraniens appelant à la mort de l'ayatollah Ali Khamenei.
D'autres critiquent ces soudaines exceptions, arguant qu'elles démontrent que la liste d'interdiction d'entités dangereuses de Meta est subordonnée à la politique étrangère des États-Unis, alors qu'elle devrait se fonder sur une analyse contextuelle rigoureuse et durable. La semaine précédente, la Russie avait déjà bloqué Facebook, en représailles à la décision de Meta d'interdire des médias financés par le pouvoir russe (dont la chaîne RT et le site Sputnik) en Europe.
Le 27 février 2022, Google a annoncé avoir « suspendu la possibilité pour les médias financés par l’État russe de monétiser leurs activités sur nos plateformes ». Dans la continuité, le 13 avril 2022, l’entreprise a décidé de mettre fin à toute opération de monétisation sur les contenus liés à la guerre en Ukraine. Plus spécifiquement, cette modification s’applique aux contenus qui « exploitent, nient ou cautionnent la guerre ». L’objectif est de limiter l’émergence et le développement de fausses informations sur le conflit. Outre ce mesures, Google, à la demande et avec l'aide du gouvernement ukrainien, a développé un système d'alerte relatif aux raids aériens, disponible sur les téléphones Android en Ukraine. Le 12 mai 2022, quatre représentants du Congrès américain ont envoyé des lettres aux dirigeants de Meta, TikTok, YouTube et Twitter afin de leur demander de préserver et d'archiver les images de potentiels crimes de guerre.
En dehors des plateformes américaines, on peut voir que des plateformes publiques ont vu leur rôle évoluer au fil de la guerre. C'est notamment le cas de la plateforme gouvernementale ukrainienne Diïa, qui centralise les documents administratifs personnels, mais aussi l’accès aux services sociaux, économiques, d’éducation et de santé du pays. Dorénavant, avec Diïa, les Ukrainiens peuvent « piloter des drones antichars Bayraktar, dénoncer la position des troupes russes, faire des dons à l’armée ukrainienne ». Organisant régulièrement des levées de fonds, près de 8 millions d’euros ont été levés au cours de la semaine du 4 avril 2022.

### Révisionnisme historique
En juillet 2021, Poutine publie un essai, De l'unité historique des Russes et des Ukrainiens, où il aborde longuement les liens qui uniraient les deux peuples tant sur le plan historique que sur le plan culturel et religieux. Ce faisant, le président russe considère que « les Russes et les Ukrainiens sont un seul peuple qui appartient au même espace historique et spirituel ». À l'occasion d'un sondage effectué peu après par l'ONG Rating Group Ukraine, sur l'ensemble de la population, 55 % des Ukrainiens sont en désaccord avec cette position, et 75 % d'entre eux considèrent que l'Ukraine est l'héritière de la Rus' de Kiev (contre 8 % qui considèrent que ce serait la Russie),. L'étude montre cependant que les Ukrainiens sont partagés au sujet de la position de Poutine selon les régions et les mouvements politiques d'appartenance : tandis qu'à l'Est et chez les paroissiens de l'UOC-MP, 60 % des répondants partagent ce point de vue, à l'Ouest 70 % sont en désaccord. De leur côté, les électeurs de la plate forme d'opposition favorable au Kremlin sont d'accord à 80 % avec la position de Poutine.
Dans ce discours, le président russe affirme que l'Ukraine a été créée de toutes pièces par l'Union des républiques socialistes soviétiques, et particulièrement Lénine, et conteste de nouveau son existence. Les bolchéviks auraient ensuite, selon lui, abandonné des parties du territoire historique de la Russie — à l'instar du transfert de la Crimée actée par Khrouchtchev en 1954 — et découpé les Slaves de l'Est en plusieurs nations,. Cette révision de l'histoire ukrainienne se place dans un discours qui trace une continuité directe entre la conversion de Vladimir Ier à l'orthodoxie, la Rus' de Kiev et la Russie tsariste. Cette prééminence des communistes russes dans la « création » de l'Ukraine selon Poutine a une signification particulière quand Kiev a depuis plusieurs années amorcé une politique de décommunisation (« декоммунизация », dekommounizatsia) puisqu'il implique le démantèlement du pays sous sa forme actuelle. Juliette Cadiot, directrice d'étude au Centre d'études des mondes russe, caucasien et centre-européen (CERCEC) à l'EHESS, indique que le président russe utilise un discours des sciences sociales actuelles donnant aux empires en voie de dislocation — ici l'empire tsariste — la genèse des nationalismes, sans prendre en compte la dimension populaire, illustrée en Ukraine par l'indépendance du pays de 1917 à 1921 mais aussi par le score élevé du référendum sur l'indépendance de l'Ukraine lors de la dislocation de l'URSS où plus de neuf Ukrainiens sur dix se sont positionnés pour l'indépendance du pays, y compris à l'est de l'Ukraine et dans le Donbass, notamment dans l'oblast de Louhansk, où ils avaient voté à 86,22 % pour l'indépendance, et dans l'Oblast de Donetsk à 86,96 %.
Pour le chercheur à l'université d'Oxford Milàn Czerny, l'utilisation du terme « génocide » s'inscrit dans une longue durée, comme l'indique l'utilisation par Sergueï Glaziev (en), dès les années 1990, de « génocide économique » contre les Russes après la libéralisation du pays. Glaziev est devenu le conseiller de Poutine dès 2012. Pour Cécile Vaissié, spécialiste du monde slave à Rennes-II, cette vision est partagée par de nombreux membres des cercles néoconservateurs et nationalistes russes. Pour ces derniers, la diminution de l'importance du russe dans les ex-pays soviétiques — même si une large majorité des Ukrainiens est bilingue, une série de lois depuis 2014 diminuent la place du russe dans l'espace public sans la supprimer comme le prétendent les tenants du discours d'une « ukrainisation totale » — relève d'un « génocide culturel »,. Aussi, l'incendie de la Maison des syndicats d'Odessa touchant des russophones en 2014 est-il régulièrement utilisé par le locataire du Kremlin.
Dans le même temps, l'ouverture du discours de Poutine par le terme « compatriote » remonte, selon Czerny, à Boris Eltsine et couvre toute personne se considérant comme liée à la Russie — monde russe (soit en russe : Русский мир, rousskïï mir) — et que Moscou doit protéger. Poutine est coutumier de ce terme, puisqu'il l'utilise dès 2001 et qui lui a servi notamment lors de la crise de Crimée,.
Dans un article du 3 avril intitulé Ce que la Russie devrait faire de l'Ukraine, publié par l'agence de presse russe RIA Novosti qui est sous tutelle du ministère russe de l'information, l'idéologue pro-Kremlin Timofeï Sergueïtsev recommande d'interdire de prononcer le mot « Ukraine » et indique que celle-ci est « une construction artificielle antirusse qui n’a pas de contenu civilisationnel propre ». Il recommande concernant le peuple ukrainien ce qui s'apparente à un génocide ; « L’élite doit être liquidée parce que sa rééducation est impossible (et) la partie du peuple qui la soutient devra vivre l’épreuve de cette guerre comme une expiation », ceci devant s'effectuer après un procès similaire à celui de Nuremberg. Ceux qui ne font pas partie de l'élite devraient être, selon lui, contraints à des travaux forcés. Il souhaite, dans sa logique, la « rééducation » du peuple ukrainien qu'il compare à « une tourbe sociale », laquelle aurait mené au développement de l'« ukronazisme ». L’historien américain Timothy Snyder qualifie cet article d’« ouvertement génocidaire ».
Selon des documents distribués aux médias par le gouvernement russe en juillet 2022, la guerre est à rapprocher du baptême de la Russie en 988 sous Vladimir le Grand et de la bataille de la Neva en 1240. La guerre est imputée à « l'Occident collectif » (коллективный Запад). L'Occident, du point de vue gouvernemental, cherche à détruire la Russie depuis des siècles et est convaincu de l'infériorité des chrétiens orthodoxes. « L'Occident collectif » est diversement représenté au cours du dernier millénaire par l'Ordre Teutonique, la république des Deux Nations, la Suède, le Premier Empire français, le Troisième Reich allemand et l'OTAN,. Les médias russes ont pour instruction de décrire les combattants ukrainiens comme des « ukro-nazis », des athées impies, des satanistes, des violeurs, des voleurs et des meurtriers qui n'ont pas peur du châtiment divin. L'invasion russe combat donc ceux qui : « ne croyait en rien - et croyait que cela les libérait de toute obligation morale envers les autres »,,. Selon ce point de vue, la propagation du christianisme orthodoxe aide à unifier les peuples disparates de la Russie avec — selon le Kremlin — les valeurs de la tolérance chrétienne. Il y a des siècles, l'Occident, au contraire, épuise ses ressources naturelles, mettant en marche le colonialisme et le néocolonialisme occidentaux. « L'Occident collectif » — et le gouvernement pro-européen de l'Ukraine — opprimait ainsi les Russes en Ukraine et était sur le point d'attaquer la Russie. Afin de répéter le sort de l'Union soviétique lors de l'opération Barbarossa, la Russie a donc lancé une attaque préventive contre ses ennemis et ainsi « libérer » les « opprimés »,.
Coïncidant avec l'anniversaire de la déclaration de guerre de l'Empire allemand contre l'Empire russe le 1er août 1914, le gouvernement russe distribua une nouvelle série de recommandations aux médias concernant la « crise ukrainienne moderne » (современный украинский кризис) et « l'opération militaire spéciale ». Les documents recommandent des comparaisons avec la Première Guerre mondiale. À cette époque, disent-ils, l'Empire russe « ne pouvait pas abandonner » le royaume de Serbie : les Serbes étant une « nation fraternelle » des Russes. Le gouvernement allemand, quant à lui, soutient secrètement les Bolcheviks russes. Ceci est présenté comme l'une des diverses manières dont l'Occident a cherché à s'immiscer dans les affaires des Russes,. De même, l'opposition russe moderne est rejetée comme un outil de l'Occident. Ainsi, lorsque les russophones sont opprimés en Ukraine par des « radicaux » encouragés par l'Occident dans leur « russophobie » et leurs « idéologies misanthropiques », la Crimée, Lougansk et Donetsk ont tous fait sécession de l'Ukraine en vertu du principe du droit à l'autodétermination. Selon le gouvernement russe, la Russie — ayant épuisé tous les autres moyens de résoudre la crise — est obligée de lancer l'invasion de manière préventive lorsque « l'Occident collectif » a traité la guerre du Donbass comme le champ de bataille de la confrontation mondiale entre la Russie et l'Occident,.
Le manuel distribué aux soldats russes pour leur expliquer pourquoi ils combattent reprend en grande partie les thèses des dirigeants russes mais de manière caricaturale. Il y est expliqué que l'opération spéciale est en fait la continuation de la Grande Guerre patriotique (seconde guerre mondiale) car la Russie subit les sanctions des anciens ennemis de l'Union soviétique (Allemagne, Italie…). Toujours selon ce manuel, l'Ukraine n'est pas un pays mais une ancienne région de la Russie, passée sous la coupe d'un gang terroriste dirigé par Israël, les États-Unis et la Grande-Bretagne. Le peuple ukrainien est privé de liberté, tout comme les Noirs des États-Unis, et est obligé de travailler pour survivre dans les plantations détenues par les Européens tandis que les jeunes femmes ukrainiennes sont envoyées dans les bordels européens. Les Ukrainiens sont contraints de combattre par leurs maîtres qui cherchent seuls à mettre la main sur le territoire ukrainien et sont prêts à sacrifier toute la population dans ce but. Les Ukrainiens sont dans une écrasante majorité des Russes dont on a lavé le cerveau durant trente ans (depuis l'indépendance) pour en faire des russophobes. L'Occident, qui s'est rendu compte qu'il ne pouvait gagner la guerre de manière honnête, a recours à une tactique vile en plaçant les unités militaires au milieu des agglomérations[source insuffisante].

### Guerre intellectuelle
Le 25 février, un collectif de 664 chercheurs et scientifiques russes publie un appel contre la guerre dans la presse française.
Le 25 février également, une lettre ouverte des professionnels du spectacle contre la guerre est publiée par Spectate, et recueille 18 000 signatures avant d'être dépubliée. Dans une déclaration, 310 enseignants de toute la Russie s'élèvent contre la guerre et recueillent plus de 5 000 signatures. Le 1er mars, un collectif de 100 maires et élus municipaux prend fermement position dans la Novaïa Gazeta.
Le 4 mars, l'Union des recteurs de Russie publie une déclaration en soutien total à l'action militaire russe signée par 304 chefs d'établissements,. En réaction à la prise de position des recteurs de Russie, plusieurs organismes homologues européens cessent toute coopération institutionnelle : le Conseil des recteurs francophones (CReF) belge, France Universités (ex-CPU), la Conférence des directeurs des écoles françaises d’ingénieurs (CDEFI), la Conférence des directeurs d'écoles françaises de management (CDEFM), ainsi que les trois grandes agences accréditrices internationales d'écoles de commerce (AACSB, AMBA et EFMD).

#### Sur Wikipédia
Sur Wikipédia se joue également l'écriture de l'histoire : le 24 février, jour du début de l’invasion, les vingt articles les plus lus sur la version russophone ont trait au conflit et à ses protagonistes ; des conflits d'édition éclatent sur la dénomination de la page en russe « Invasion russe de l’Ukraine (2022) » — certains contributeurs proposant sans succès de reprendre la terminologie du Kremlin, « Opération militaire spéciale russe en Ukraine (2022) » — ; des contributeurs russophones en Biélorussie sont arrêtés, tel Mark Bernstein, le 11 mars (après que son identité est révélée sur un canal Telegram prorusse) par la Direction générale biélorusse de lutte contre le crime organisé et la corruption (GUBOPiK), qui a publié une photo du détenu avec la légende : « Cet homme distribue des faux documents anti-russes », ainsi l'accusant d'avoir diffusé des fausses informations antirusses et ainsi, d'avoir violé une nouvelle loi de Poutine contre la publication de « fausses nouvelles »,,,,. Après 15 jours passés en prison, il est inculpé pour « organisation et participation à des émeutes ». Le 29 mars 2022, Roskomnadzor menace de bloquer le site de Wikipédia, à cause de l'article en langue russe sur l'invasion sur l'Ukraine.
Sur la version anglophone de Wikipédia, l'article sur le conflit en Ukraine, qui est un des articles les plus visités au Royaume-Uni, est la cible de nombreux trolls qui vandalisent la page et tentent de mettre en avant une désinformation pro-russe « qui mettait également en avant la vision historique erronée de la grande Russie telle que se plaît à l’imaginer Vladimir Poutine ». 89 contributeurs sont bloqués et leurs modifications annulées. D'autres pages avaient été ciblées.

#### Terminologie
Les autorités russes définissent l'invasion comme une « opération militaire spéciale » (une opération militaire spéciale sur les territoires de l'Ukraine, de la RPD et de la RPL) et insistent sur l'utilisation de ce terme, qui a été exprimé pour la première fois par Poutine le 24 février dans son discours « Au sujet de la réalisation d'une opération militaire spéciale ».
L'un des motifs du blocage par Roskomnadzor d'un certain nombre de médias russes et étrangers est leur caractérisation des actions de la Russie comme une « attaque », une « invasion » ou une « déclaration de guerre ».
Les documents officiels de la Verkhovna Rada font référence à « l'agression armée de la Fédération de Russie contre la souveraineté étatique de l'Ukraine ».
Certains auteurs parlent de l'invasion comme de « la guerre de la Russie contre l'Ukraine », tandis que d’autres auteurs utilisent le terme « guerre russo-ukrainienne » dans un sens plus général pour désigner l'ensemble du conflit entre les pays depuis 2014.
Le terme « agression russe contre l'Ukraine » est également utilisé, en particulier dans les résolutions de l'ONU.
Certains médias introduisent l'expression « la guerre de Poutine ». Le secrétaire général de l'ONU, António Guterres, dit à Poutine[Quand ?] qu’il considérait les actions de la Russie en Ukraine comme « une invasion ».

### Une guerre numérique

#### Attaques
Le 6 mars 2022, afin d'informer les téléspectateurs russes, qui ne voient habituellement aucune image du conflit ukrainien, le groupe de hackers Anonymous pirate des chaines de télévision et des plateformes de streaming russes et y diffuse des images de cette guerre pendant quelques minutes.
La première semaine du conflit, le groupe de développeurs informatique polonais Squad303 met en service un site nommé 1920.in qui permet à n'importe quel internaute d'envoyer des messages aux Russes par Whatsapp, par SMS, par email ou de les appeler directement. L'utilisateur accède sur le site à un numéro, ou une adresse, selon le choix, sélectionné de manière aléatoire, à partir d'une base de plusieurs millions de données russes piratées, et peut alors envoyer un texte en russe, prérempli, qu'il est possible de modifier avec n'importe quel outil de traduction. En quelques jours, le groupe revendiquait l'envoi de sept millions de messages.
Outre le groupe Anonymous, d'autres acteurs se mobilisent. C'est notamment le cas des « elfes », un groupe de militants lituaniens qui luttent contre la désinformation des trolls pro-russes sur Internet. Opérant dans une douzaine de pays européens, ils participent depuis le début de la guerre en Ukraine à des attaques par déni de services (DDOS) à l'égard d'institutions russes, d'organes de propagande et de sites d'infrastructures russes et bélarusses.

#### Accès à internet en Ukraine
Une heure avant l'invasion de l'Ukraine par la Russie, les États membres de l'Union européenne avaient constaté des « actes de cybermalveillance commis par la Fédération de Russie à l'encontre de l'Ukraine, qui ciblaient le réseau satellitaire KA-SAT, dont Viasat est propriétaire ». Ces agissements avaient ensuite été condamnés publiquement en mai 2022 par le Conseil de l'Union européenne.
Dans la foulée de l'invasion et à la suite d'une interpellation d'Elon Musk sur Twitter par le vice-Premier ministre ukrainien Mykhaïlo Fedorov, des milliers de terminaux Starlink ont été livrés en Ukraine. En mai 2022, Mykhaïlo Fedorov, ministre ukrainien du Numérique, estimait qu'environ 150 000 Ukrainiens utilisaient le service.
L'accès à internet en Ukraine est de manière générale considéré comme très résilient, du fait notamment du grand nombre d'opérateurs et de son infrastructure distribuée. Néanmoins de nombreuses perturbations dans le fonctionnement d'internet en Ukraine ont été constatées dans les régions occupées à partir du mois d'avril, obligeant les opérateurs télécoms des zones occupées à recourir aux services des opérateurs russes. En juin 2022, il fut ainsi constaté que le trafic acheminé par KhersonTelecom, comme pour la majorité des fournisseurs d'accès internet des régions de Kherson, Louhansk, Donetsk et Zaporijjia, transitait désormais par Miranda Media (en), entreprise contrôlée par Rostelecom, exposant ainsi le trafic ukrainien aux outils de contrôle russes,.
Depuis le début de la guerre du Donbass, deux opérateurs mobiles dits séparatistes se sont implantés dans les régions de Donetsk et Louhansk grâce aux équipements des opérateurs Lifecell et Kyivstar alors saisis. Depuis le début de l'invasion, ces opérateurs se sont étendus dans les zones de Donetsk et Louhansk. Dans les régions occupées, où des coupures de réseaux ont été subies par la population pendant plusieurs jours, des ventes de cartes SIM sans nom d'opérateurs ont été mises en place.

### Programme de russification en territoire occupé par la Russie
Pendant l'occupation, les autorités russes s'efforcent de procéder à la russification des zones sous leur contrôle : distribution de passeports russes, apatridie pour les Ukrainiens refusant le passeport russe, intégration du rouble comme monnaie, langue russe comme langue d'enseignement, changement des programmes scolaires, destruction des monuments historiques et mémoriels ukrainiens, propagande pro-Kremlin et propagande de guerre visant à inciter à la haine des Ukrainiens vivant dans les régions non occupées, falsification des faits visant à attribuer les destructions aux forces ukrainiennes, tout en s'efforçant d'effacer les traces à la fois de l'histoire ukrainienne ainsi que celles des combats et destructions de l'armée russe, malgré des lieux qui restent entièrement rasés et désertés, comme le centre ville de Marioupol, tout en maintenant une politique de terreur de la population par des arrestations arbitraires et disparitions forcées afin d'inciter à garder le silence et en désinformant la population restées sur place.

## Aspects économiques

### Financement et dettes
Dès août 2022, l'Ukraine n'est plus capable de faire face à ses échéances et Kiev doit demander des délais à ses créanciers internationaux. En raison de la guerre, les recettes fiscales sont en baisse, face à une augmentation des dépenses liées à la guerre. La Banque mondiale prévoit alors une contraction de - 45 % de l’économie ukrainienne. L’Ukraine, dont le déficit budgétaire est estimé à 5 milliards de dollars par mois voit la notation de sa dette abaissée par Standard and Poor’s, le défaut de paiement étant quasi certain, selon l’agence financière.
Depuis le début de la guerre, l'Ukraine a aussi reçu un soutien international à hauteur de 38 milliards de dollars (août 2022), dont une majorité « sous forme de prêts plutôt que de dons ». La France, les États-Unis, l’Allemagne, le Japon et le Royaume-Uni ont accepté un « gel des paiements pour deux ans » permettant d'éviter le défaut de paiement. La dette extérieure de l’Ukraine atteint 130 milliards de dollars.
L'économie ukrainienne a été ravagée depuis son invasion par la Russie. Selon la Kyiv School of Economics, les dommages aux infrastructures s'élevaient à 138 milliards de dollars en décembre 2022, soit 70 % du PIB de 2021. Moody's estime que le PIB réel s'est contracté d'environ 30 % en 2022. Selon le Fonds monétaire international, l'Ukraine pourrait recevoir jusqu'à 40 milliards de dollars d'aide financière officielle en 2023 dans un scénario de prolongation de la guerre, provenant principalement des États-Unis et de l'Union européenne.
En décembre 2022, la vice-présidente de la Banque mondiale pour l'Europe et l'Asie centrale, Anna Bjerde, estime que le coût de la reconstruction des infrastructures ukrainiennes endommagées ou complètement détruites par la Russie coûtera de 500 à 600 milliards d'euros, ajoutant que « sans infrastructure, il n'y a pas d'économie, pas de recettes fiscales pour l'État ukrainien ».

### Énergie

#### Gaz naturel
En 2022, la dépendance de l'Union européenne au gaz russe est estimée à 40 %, avec de grandes disparités entre les pays, par exemple de 20 % pour la France qui possède de nombreux partenariats avec d'autres exportateurs de pétrole comme la Norvège, à 60 % pour l'Allemagne. À la suite de l'invasion, l'Union européenne essaye de nouer de nouveaux partenariats pour réduire sa dépendance au gaz russe, comme l'Allemagne avec le Qatar.
En rétorsion aux sanctions et cessations de paiement d'obligations occidentales, Poutine fait une annonce surprise le 23 mars 2022 instituant l'obligation de paiement des achats de gaz russe en roubles, au lieu des dollars et euros prévus dans les contrats. Pour le président du parlement russe, c'est « une décision historique […] un pas vers la dédollarisation de l'économie [russe] ». L'Ukraine dénonce une « guerre économique » engagée par la Russie et visant à « renforcer le rouble ». Selon des analystes économiques[Lesquels ?], cette décision aura probablement « peu de positif » pour le rouble, car certes, « cela pourrait accélérer le développement de plus petits blocs commerciaux qui utilisent des devises alternatives, mais celles-ci ne rivaliseront pas avec l'ampleur et la portée du dollar ».
La Russie met sa menace à exécution en coupant d'abord l'approvisionnement en gaz à la Pologne et la Bulgarie puis à la Finlande. Le 31 mai 2022, les Pays-Bas voient leur approvisionnement en gaz russe coupé, puis c'est au tour du Danemark le lendemain.
L'ONU, par la voix de son secrétaire général António Guterres, a souligné le risque que ces tensions énergétiques causées par la guerre en Ukraine ne freinent les efforts de lutte contre le dérèglement climatique, en « renforçant cette folie » de « marcher les yeux fermés vers la catastrophe climatique », notamment avec les plans des pays occidentaux de relancer la production d'énergies non renouvelables pour se défaire des lignes d'approvisionnement russes.
Selon une information publiée dans le magazine Compressor Tech le 22 mars 2022, la centrale thermique de Vuhlehirska utilise du gaz naturel russe, et le gazoduc a été endommagé par des tirs de l'artillerie russe.

#### Nucléaire
Au début du mois de mai 2022, la Finlande annule le contrat de construction d'un réacteur nucléaire qui avait été passé avec l'entreprise russe Rosatom invoquant l'impact de la guerre en Ukraine sur le projet.

#### Électricité
Pour sécuriser l'approvisionnement de l'Ukraine en électricité menacé par la guerre, la connexion entre le réseau ukrainien et européen a été accélérée.
La Russie a coupé ses exportations d'électricité vers la Finlande après que celle-ci a annoncé son souhait d’adhérer à l'OTAN. L'électricité russe représentait environ 10 % de la consommation du pays avec une capacité d'importation maximum de 900 MW. La fin des importations ne devrait pas représenter un risque pour la sécurité du système électrique finlandais qui devrait compenser avec plus d'importations de la Suède et de la Norvège ainsi qu'avec la mise en fonctionnement à pleine puissance, d'ici septembre 2023, d'un réacteur nucléaire EPR d'une puissance de 1 650 MW.

### Ressources alimentaires
La production agricole de l'Ukraine étant importante, notamment les céréales et oléagineux, certains[Qui ?] ont théorisé que cela pouvait constituer une des cibles motivant l'invasion par la Russie. Néanmoins, ces ressources sont peu stratégiques, la Russie possédant des ressources similaires en plus grandes quantités. Elles peuvent en revanche constituer une cible secondaire pour la Russie, afin de réduire l'impact des sanctions internationales sur son commerce extérieur.
En mai et juin 2022, des vols de cargaisons de blés sont documentés et dénoncés par les autorités ukrainiennes, au moins 400 000 tonnes selon Kiev. Les saisies de blé et destructions de silos à grain dans les ports ukrainiens font craindre que la Russie ne vise à aggraver une crise alimentaire mondiale. Le 27 mai, 100 000 tonnes de blé ukrainien arrivent en Syrie, dans le port de Lattaquié, sous contrôle russe. Les autorités ukrainiennes affirment avoir contacté le régime syrien à propos de cette cargaison, sans avoir reçu de réponse de sa part,,.
À la suite de l'attaque massive de missiles du 23 novembre 2022 (la Russie a lancé 78 missiles et drones, dont la plupart étaient des missiles de croisière capables d'atteindre une cible précise), la quasi-totalité du système d'approvisionnement énergétique ukrainien s'est temporairement effondrée.